# Hauts-de-Seine
Les Hauts-de-Seine (/o d(ə) sɛn/) sont un département français constituant, depuis leur création en 1968, essentiellement la proche banlieue ouest de la métropole du Grand Paris, en région Île-de-France. L'Insee et la Poste lui attribuent le code 92. Ses habitants, au nombre de 1 647 435 lors du recensement de 2022, sont appelés les Altoséquanais. Les Hauts-de-Seine, d'une superficie de 176 km2, sont le deuxième département français au regard de la densité de population, avec environ 9 360,4 habitants par kilomètre carré. La préfecture est Nanterre et les deux sous-préfectures sont situées à Antony et Boulogne-Billancourt.

## Données d'ensemble
| Code Insee | Commune               | Superficie de la commune (hectares) | Altitude min (mètres) | Altitude max (mètres) | Nombre d'habitants (année 2022) | Densité (hab./km2) | Revenu fiscal médian par ménage (année 2011) | Revenu fiscal 2011 : rang parmi les 31 525 communes de plus de 39 ménages |
| ---------- | --------------------- | ----------------------------------- | --------------------- | --------------------- | ------------------------------- | ------------------ | -------------------------------------------- | ------------------------------------------------------------------------- |
| 92002      | Antony                | 956                                 | 45                    | 103                   | 64 026                          | 6 697,3            | 43 464 €                                     | 1 561                                                                     |
| 92004      | Asnières-sur-Seine    | 482                                 | 22                    | 43                    | 91 457                          | 18 974,5           | 33 939 €                                     | 9 323                                                                     |
| 92007      | Bagneux               | 419                                 | 55                    | 111                   | 43 647                          | 10 416,9           | 28 286 €                                     | 19 054                                                                    |
| 92009      | Bois-Colombes         | 192                                 | 28                    | 43                    | 29 376                          | 15 300             | 37 353 €                                     | 5 231                                                                     |
| 92012      | Boulogne-Billancourt  | 617                                 | 28                    | 40                    | 120 205                         | 19 482,2           | 40 416 €                                     | 2 867                                                                     |
| 92014      | Bourg-la-Reine        | 186                                 | 43                    | 77                    | 21 140                          | 11 365,6           | 44 515 €                                     | 1 271                                                                     |
| 92019      | Châtenay-Malabry      | 638                                 | 65                    | 172                   | 35 490                          | 5 562,7            | 35 764 €                                     | 6 837                                                                     |
| 92020      | Châtillon             | 292                                 | 78                    | 164                   | 36 224                          | 12 405,5           | 39 726 €                                     | 3 319                                                                     |
| 92022      | Chaville              | 355                                 | 63                    | 173                   | 20 198                          | 5 689,6            | 41 211 €                                     | 2 457                                                                     |
| 92023      | Clamart               | 877                                 | 64                    | 175                   | 56 882                          | 6 486              | 38 630 €                                     | 4 096                                                                     |
| 92024      | Clichy                | 308                                 | 23                    | 35                    | 65 102                          | 21 137             | 27 265 €                                     | 20 889                                                                    |
| 92025      | Colombes              | 781                                 | 23                    | 44                    | 90 692                          | 11 612,3           | 30 753 €                                     | 13 029                                                                    |
| 92026      | Courbevoie            | 417                                 | 25                    | 56                    | 81 945                          | 19 651,1           | 40 337 €                                     | 2 912                                                                     |
| 92032      | Fontenay-aux-Roses    | 251                                 | 58                    | 164                   | 24 586                          | 9 795,2            | 38 107 €                                     | 4 525                                                                     |
| 92033      | Garches               | 269                                 | 98                    | 164                   | 17 705                          | 6 581,8            | 48 772 €                                     | 556                                                                       |
| 92036      | Gennevilliers         | 1 164                               | 21                    | 33                    | 50 874                          | 4 370,6            | 23 577 €                                     | 27 058                                                                    |
| 92040      | Issy-les-Moulineaux   | 425                                 | 28                    | 96                    | 67 695                          | 15 928,2           | 40 761 €                                     | 2 691                                                                     |
| 92035      | La Garenne-Colombes   | 178                                 | 37                    | 46                    | 29 828                          | 16 757,3           | 39 226 €                                     | 3 634                                                                     |
| 92060      | Le Plessis-Robinson   | 343                                 | 86                    | 172                   | 28 893                          | 8 423,6            | 41 044 €                                     | 2 541                                                                     |
| 92044      | Levallois-Perret      | 241                                 | 23                    | 34                    | 68 412                          | 28 386,7           | 39 783 €                                     | 3 286                                                                     |
| 92046      | Malakoff              | 207                                 | 64                    | 95                    | 30 183                          | 14 581,2           | 31 110 €                                     | 13 855                                                                    |
| 92047      | Marnes-la-Coquette    | 348                                 | 105                   | 178                   | 1 758                           | 505,2              | 80 327 €                                     | 2                                                                         |
| 92048      | Meudon                | 990                                 | 28                    | 179                   | 46 722                          | 4 719,4            | 41 062 €                                     | 2 532                                                                     |
| 92049      | Montrouge             | 207                                 | 67                    | 85                    | 46 273                          | 22 354,1           | 34 762 €                                     | 8 144                                                                     |
| 92050      | Nanterre              | 1 219                               | 22                    | 127                   | 98 119                          | 8 049,1            | 28 730 €                                     | 18 199                                                                    |
| 92051      | Neuilly-sur-Seine     | 373                                 | 27                    | 39                    | 59 200                          | 15 871,3           | 57 830 €                                     | 95                                                                        |
| 92062      | Puteaux               | 319                                 | 29                    | 78                    | 44 198                          | 13 855,2           | 36 155 €                                     | 6 391                                                                     |
| 92063      | Rueil-Malmaison       | 1 470                               | 24                    | 164                   | 80 842                          | 5 499,5            | 44 787 €                                     | 1 196                                                                     |
| 92064      | Saint-Cloud           | 756                                 | 28                    | 164                   | 29 859                          | 3 949,6            | 53 805 €                                     | 211                                                                       |
| 92071      | Sceaux                | 360                                 | 53                    | 103                   | 20 740                          | 5 761,1            | 50 920 €                                     | 360                                                                       |
| 92072      | Sèvres                | 391                                 | 27                    | 171                   | 22 782                          | 5 826,6            | 45 942 €                                     | 942                                                                       |
| 92073      | Suresnes              | 379                                 | 29                    | 163                   | 48 932                          | 12 910,8           | 38 728 €                                     | 4 009                                                                     |
| 92075      | Vanves                | 156                                 | 35                    | 78                    | 28 507                          | 18 273,7           | 37 088 €                                     | 5 489                                                                     |
| 92076      | Vaucresson            | 308                                 | 132                   | 178                   | 8 506                           | 2 761,7            | 61 973 €                                     | 43                                                                        |
| 92077      | Ville-d'Avray         | 367                                 | 86                    | 178                   | 10 871                          | 2 962,1            | 57 214 €                                     | 109                                                                       |
| 92078      | Villeneuve-la-Garenne | 320                                 | 22                    | 31                    | 25 566                          | 7 989,4            | 25 824 €                                     | 23 464                                                                    |

## Géographie

### Localisation

Un département qui entoure à moitié la ville-département de Paris.

Le département des Hauts-de-Seine fait partie de la région Île-de-France. Il est limitrophe des départements de la Seine-Saint-Denis au nord-est, du Val-d'Oise au nord, des Yvelines à l'ouest, de l'Essonne au sud, du Val-de-Marne au sud-est et de Paris à l'est.
Avec les départements de la Seine-Saint-Denis et du Val-de-Marne, les Hauts-de-Seine forment une ceinture autour de Paris, appelée la petite couronne.
Du fait de sa forme « englobante » et de sa position « centrale », c'est le département de la région parisienne qui touche le plus de départements franciliens, six exactement (tous sauf la Seine-et-Marne).
Les Hauts-de-Seine sont le plus petit département de la couronne parisienne (et donc le plus petit département français, si on excepte Paris).
Avec une forme allongée et une taille réduite, les Hauts-de-Seine contiennent uniquement neuf villes qui ne soient pas en bordure du département.
En dehors des parcs et bois, les Hauts-de-Seine sont entièrement urbanisés, ce qui en fait un département-ville.

### Hydrographie

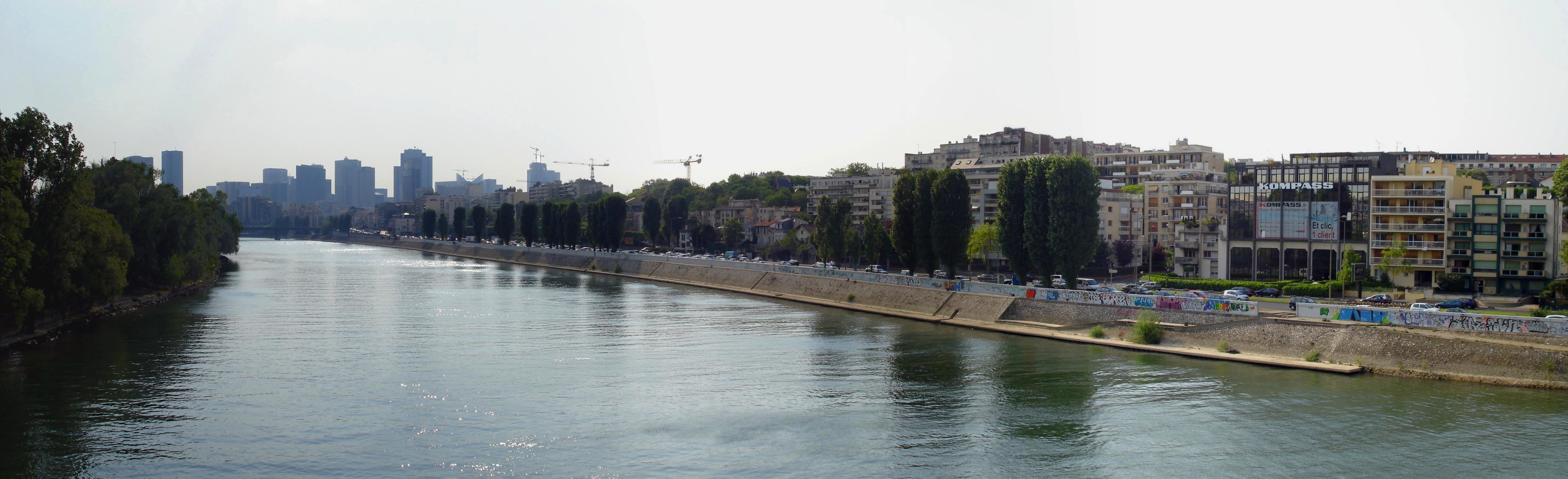
Vue de la Seine près de l'île de la Jatte (à gauche) et de Courbevoie (à droite).
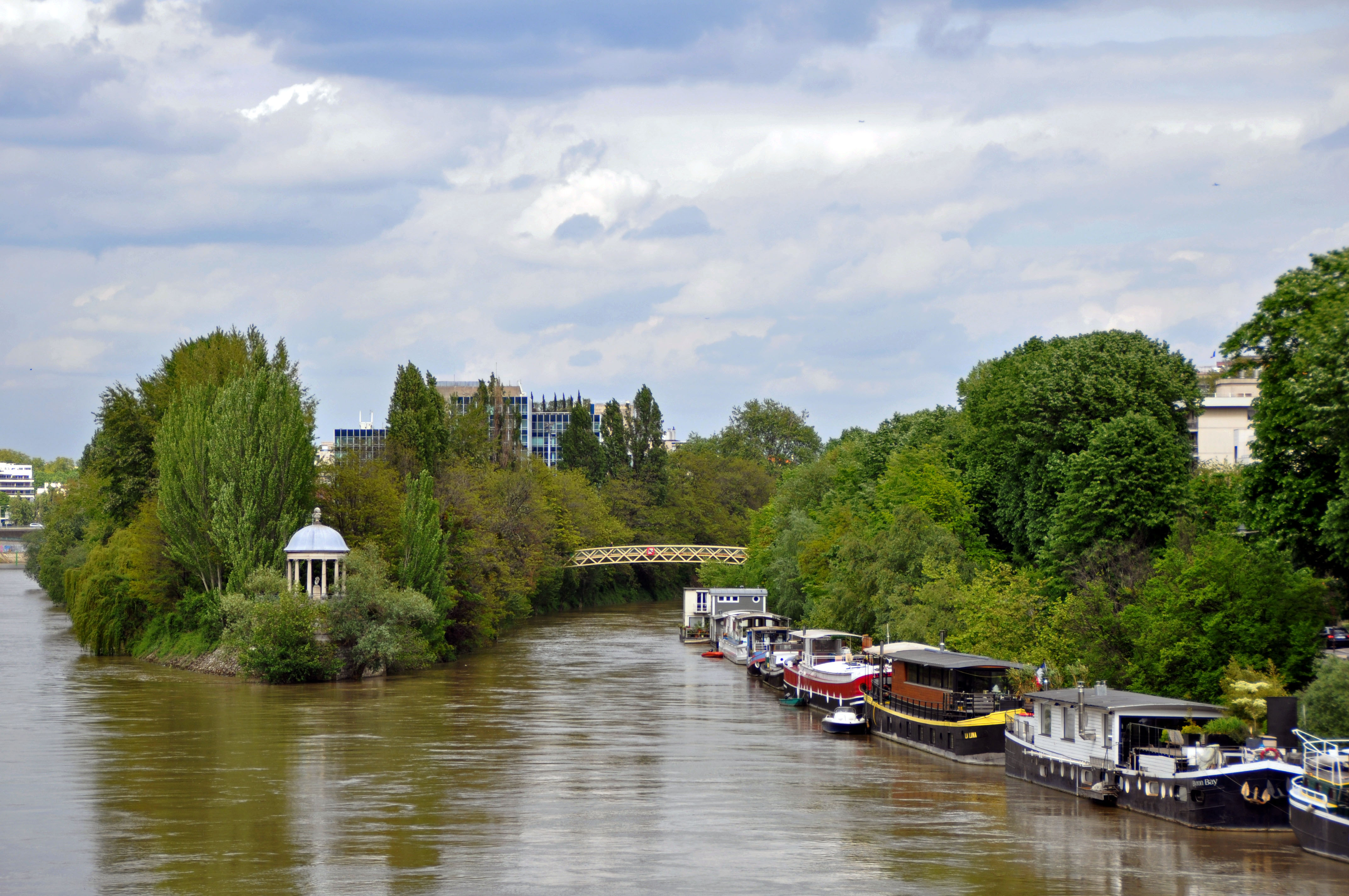
La Seine sous la passerelle de Neuilly menant au temple de l'Amour, vue depuis le pont de Neuilly.

La Seine borde 17 des 36 communes des Hauts-de-Seine.
Trente-six ponts, dont vingt-quatre ponts routiers et quatre ponts ferroviaires, y enjambent la Seine. Parmi ces ponts, l'on trouve notamment le pont de Neuilly qui est le plus important pont urbain d'Europe pour le trafic routier[réf. nécessaire], le pont ferroviaire d'Asnières qui, avec ses dix voies, est le pont ferroviaire le plus large d'Europe, et le pont de Saint-Cloud qui est le plus ancien des ponts des Hauts-de-Seine, la première version remonte en effet au IXe siècle.

### Relief et géologie

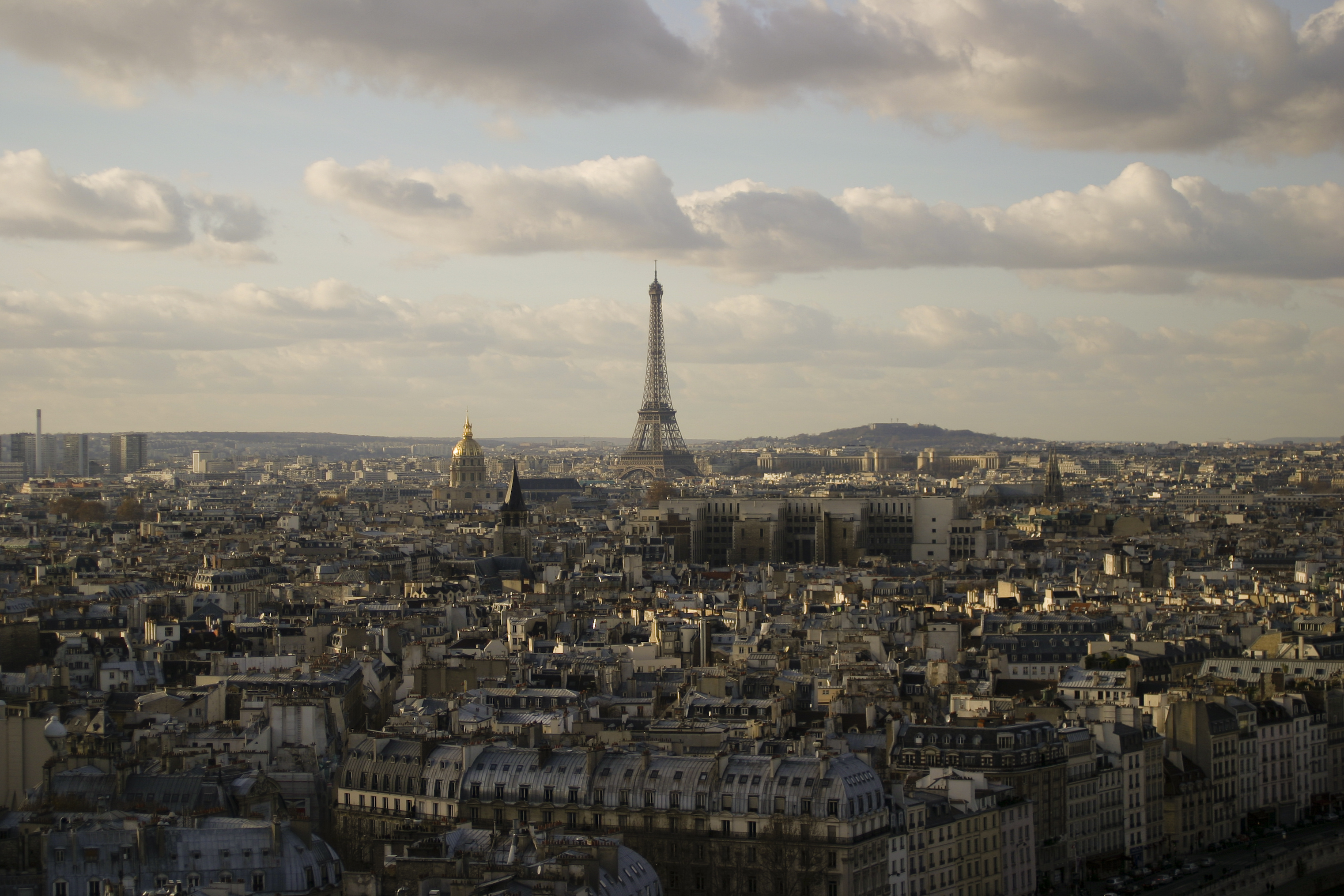
Le mont Valérien vu depuis le centre de Paris.

Le département des Hauts-de-Seine a la forme d'un croissant qui entoure tout l'ouest de Paris, allant de la plaine Saint-Denis au nord à l'autoroute A6 au sud.
Sa principale caractéristique est d'être traversée par la Seine qui y décrit deux courbes très accentuées, provoquées par la présence de deux massifs de collines :
- un plateau calcaire au sud, s'élevant du Plessis-Robinson jusqu'à Vaucresson où le département culmine à 180 mètres,
- au centre, une falaise s'étendant de Sèvres à Asnières dont la hauteur la plus visible est le mont Valérien qui culmine à 162 mètres.

Au nord, le département se compose de plaines alluviales, alors que le sud est formé d'un plateau calcaire d'où, pendant des siècles, ont été extraites des pierres pour la construction. Les carrières de Châtillon, Bagneux, Clamart ont donné naissance à la plupart des monuments de Paris, et il reste aujourd'hui encore de nombreux souterrains. Le plateau calcaire est entaillé, à l'est, par la vallée de la Bièvre qui délimite par endroits le département.

### Départements limitrophes
Le département des Hauts-de-Seine est limitrophe des départements de la Seine-Saint-Denis au nord-est, du Val-d'Oise au nord, des Yvelines à l'ouest, de l'Essonne au sud, du Val-de-Marne au sud-est et de Paris à l'est.

### Climat
Le climat des Hauts-de-Seine est très proche de celui du reste du Bassin Parisien avec un hiver doux, des pluies relativement fréquentes en automne, un printemps doux et des températures pas très élevées en été (24 °C). Il y règne un micro-climat de quelques degrés plus élevé que le reste de la partie nord de la France à cause de l'effet d'îlot de chaleur urbain observé sur l'ensemble de l'agglomération parisienne.

### Transports

#### Transports en commun

Le Tramway dessert un quart des communes du département (9/36) tout en le connectant aux départements de Paris et du Val-d'Oise.

Les communes à plus de 15 000 hab./km2 représentent moins de 17 % du territoire altoséquanais, mais plus de 35 % de la population altoséquanaise. De cette densité, couplée à une activité économique élevée, résulte un encombrement des transports en commun et du réseau routier fréquent, d'où un nécessaire développement du réseau RATP/SNCF, actuellement bien moins dense que dans Paris intra-muros pour une activité et une densité parfois grandement supérieures.
Avec 44 gares de transilien, 23 stations de métro, 13 stations de tramway et 19 stations de RER, les Hauts-de-Seine comptent 97 stations de transport lourd.
Cela fait 0,55 station par kilomètre carré, ou une station pour 15 975 habitants (population 2008).
Les extensions en cours et nouvelles lignes devraient porter le nombre de stations à 134 d'ici 2012 (source RATP), soit en moyenne 0,76 station par kilomètre carré.
Les Hauts-de-Seine (territoire actuel) sont un des lieux de naissance du transport en commun, avec la première ligne de transport en commun en train qui les traversait dès 1837, sous le règne du Roi Louis-Philippe Ier (monarchie de juillet) : la ligne Paris - Saint-Germain-en-Laye, inaugurée par la reine Marie-Amélie le 26 août 1837, s'arrêtant dans les gares des villes actuelles de Clichy et Levallois-Perret, Asnières-sur-Seine, La Garenne-Colombes, Nanterre et Rueil-Malmaison.

#### Transport aérien
L'héliport de Paris - Issy-les-Moulineaux (OACI : LFPI) est un héliport situé à Paris, au-delà de la porte de Sèvres et du boulevard périphérique sud, dans une zone constituant une extension du 15e arrondissement limitrophe de la commune d'Issy-les-Moulineaux dans les Hauts-de-Seine. Ce lieu est célèbre pour avoir contribué à l'histoire de l'aéronautique au début du XXe siècle. Il est exploité par Aéroports de Paris.

#### Transport fluvial

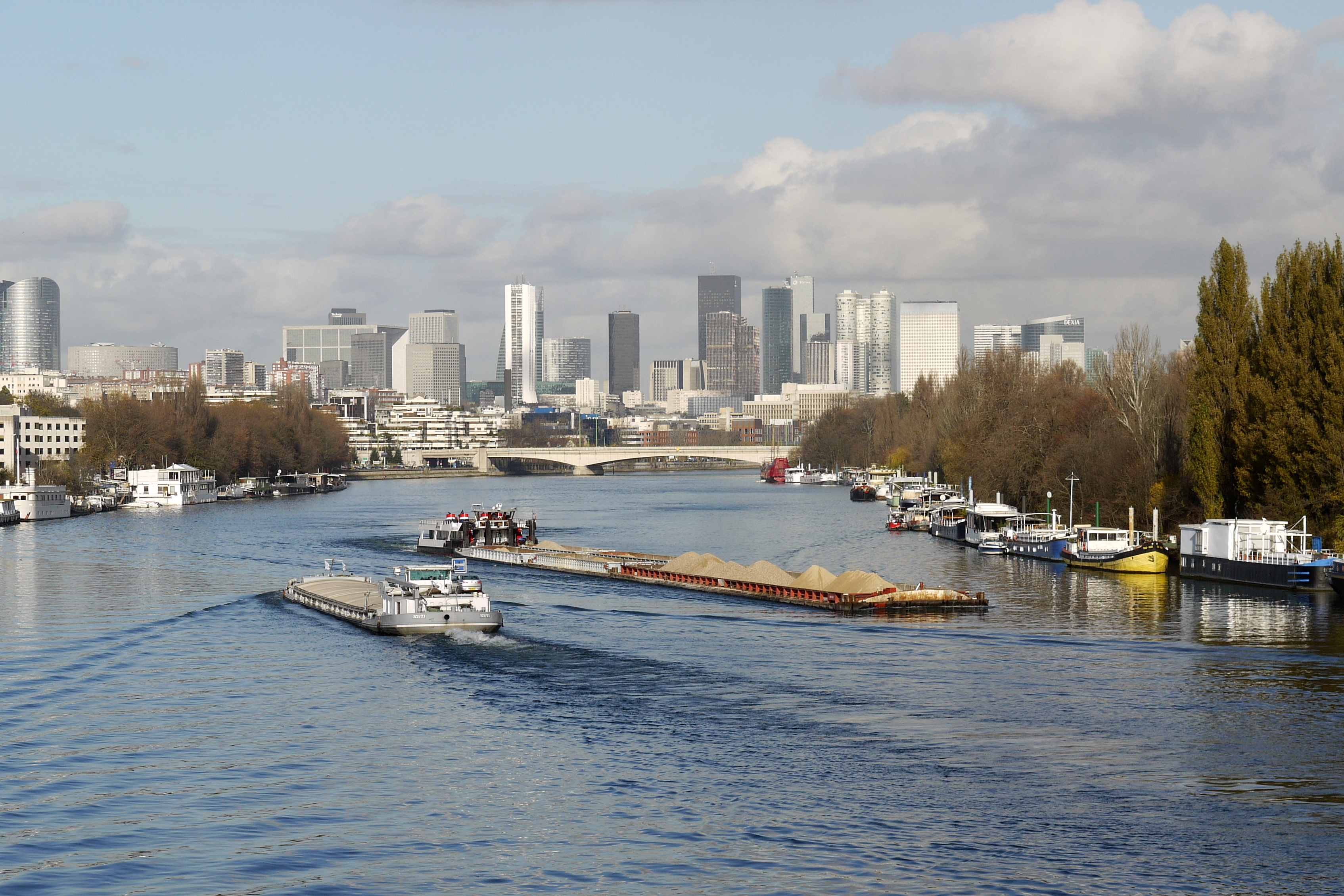
Deux péniches se croisent sur la Seine.

Le trafic fluvial sur la Seine est important aux abords du port de Gennevilliers, premier port d'Île-de-France, premier port fluvial français (devant ceux de Strasbourg sur le Rhin et Lyon sur le Rhône), et second port fluvial européen (après Duisbourg en Allemagne).
Le port de Gennevilliers est géré par Ports de Paris et est desservi par un embranchement ferroviaire et un oléoduc. Ports de Paris gère également le port de Nanterre situé dans la ZAC des Guilleraies.

#### Réseau routier
Pour le réseau routier national, le département est bordé à l'Est par le boulevard périphérique de Paris et au nord, à l'ouest et au sud par l'A86 (super-périphérique parisien). Il est irrigué par la N118 au départ de Sèvres qui descend vers l'Essonne avec un échangeur avec l'A86 au niveau du Petit Clamart, l'A13 depuis Paris près de Boulogne-Billancourt, reliée au périphérique de Paris au niveau de la porte de Saint-Cloud, l'A14 à partir de La Défense (au niveau de Courbevoie et Puteaux) qui se dirige vers le nord-ouest en passant par Nanterre en tunnel, la RN13 qui traverse Neuilly-sur-Seine entre Paris (porte Maillot) et Courbevoie/Puteaux et se termine en boulevard circulaire de La Défense et la N315 à Gennevilliers.
L'Axe historique est également un axe routier de premier plan, joignant le Musée du Louvre, la place de la Concorde, les Champs-Élysées, la place de l'Étoile et la porte Maillot dans le département de Paris, et Neuilly-sur-Seine puis la Défense dans les Hauts-de-Seine. Dans Paris, en amont, cet axe routier commence par joindre la place de la Nation à la place de la Bastille, au Marais et à l'hôtel de ville de Paris. Cet axe de premier plan est l'objet d'études importantes pour un enfouissement partiel de la RN13 (avenue Charles de Gaulle) à Neuilly-sur-Seine (Hauts-de-Seine).
Une grande partie du réseau routier national a été déclassé en réseau routier départemental entre 1980 et 2006. Les routes départementales principales sont : la RD7 (voie rive gauche de Seine), la RD1 (voie rive droite de Seine) coupée en deux parties par la traversée du Bois de Boulogne, la RD986 entre Villeneuve-la-Garenne et Nanterre, la RD913 entre Puteaux et Rueil-Malmaison, la RD906 entre Montrouge et Clamart, la RD907 entre Boulogne-Billancourt et Vaucresson, la RD985 entre Suresnes et Ville d'Avray, la RD131 entre Nanterre et La Garenne-Colombes.
Le département des Hauts-de-Seine est le premier département de France en kilomètres de tunnels routiers de plus de 300 m (22,5 km).

#### Transport ferroviaire

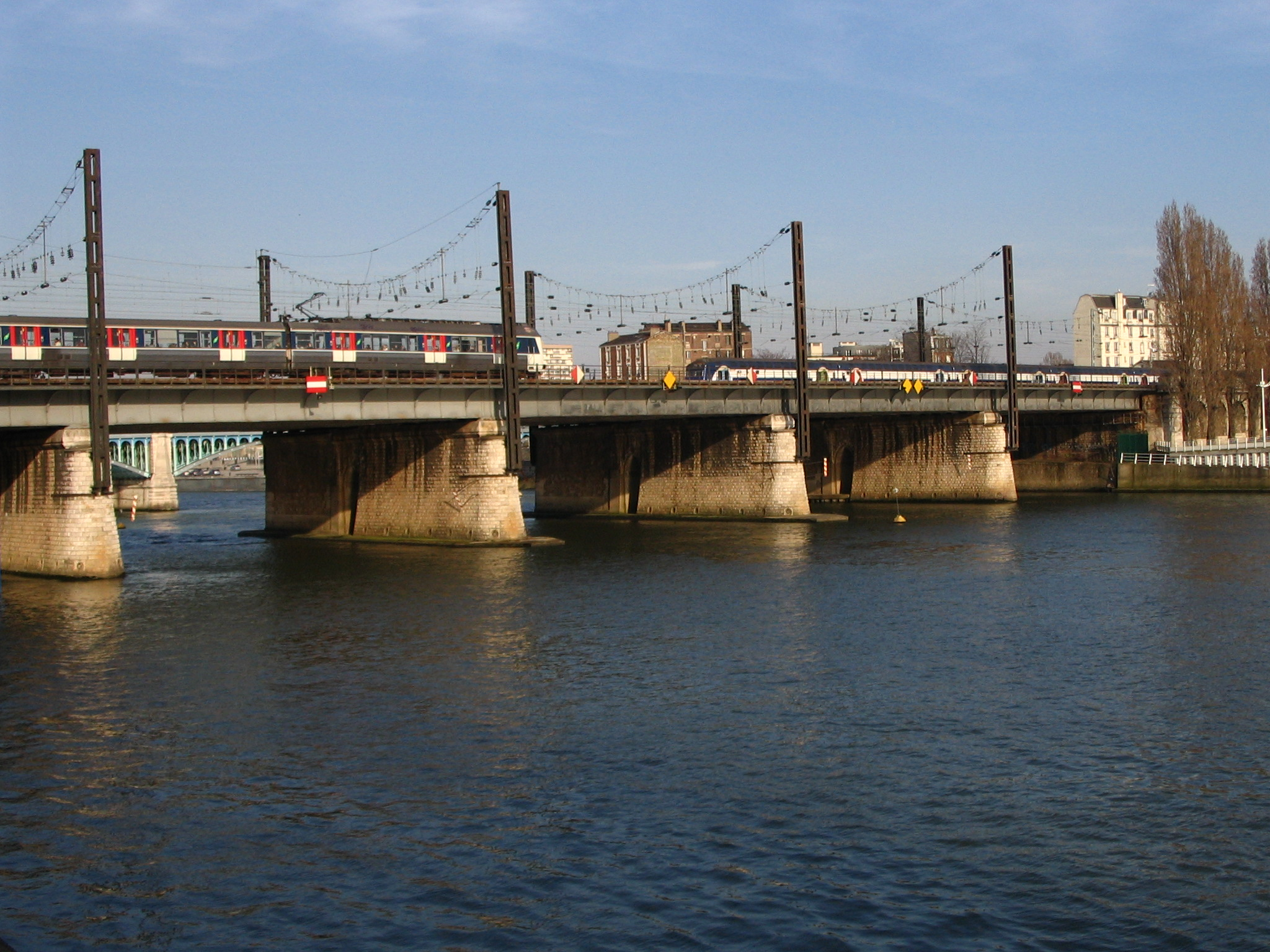
Pont ferroviaire d'Asnières à dix voies.

Le RER A et la ligne L de Saint-Lazare se partagent les voies de la plus ancienne ligne d'Île-de-France entre Saint-Lazare et Le Pecq (premier terminus) puis Saint-Germain-en-Laye. En effet, le nord du département a connu les débuts du développement du transport ferroviaire dès la première moitié du XIXe siècle (1837), et contient des voies ferrées nombreuses. Le pont ferroviaire d'Asnières comporte dix voies.
Les gares de cette ligne, même si elles ont changé d'apparence ou de nom, sont toujours présentes : Asnières-sur-Seine, La Garenne-Colombes, Nanterre-Ville et Rueil-Malmaison.
Le département est traversé par les lignes de RER A, RER B, RER C, et RER E, Transilien J, L, N, U, parcouru par les lignes de métro 1, 3, 4, 9, 10, 12, 13, 14, et les lignes de tramway 1, 2 et 6.

#### Transports en commun
- Lignes de métro desservant le département :
  - Ligne   (4 stations), communes de Puteaux, Courbevoie et Neuilly-sur-Seine
  - Ligne   (3 stations), commune de Levallois-Perret
  - Ligne   (3 stations), communes de Montrouge et Bagneux
  - Ligne   (3 stations), commune de Boulogne-Billancourt
  - Ligne   (2 stations), commune de Boulogne-Billancourt
  - Ligne   (2 stations), commune d'Issy-les-Moulineaux
  - Ligne   (7 stations), communes d'Asnières-sur-Seine, Gennevilliers, Clichy, Malakoff, Vanves, Châtillon et Montrouge
  - Ligne   (1 station), commune de Clichy
- Lignes de RER desservant le département :
  - Ligne  , communes de Puteaux, Courbevoie, Nanterre et Rueil-Malmaison
  - Ligne  , communes de Bagneux, Bourg-la-Reine, Sceaux, Fontenay-aux-Roses, Châtenay-Malabry, Le Plessis-Robinson et Antony
  - Ligne  , communes d'Asnières-sur-Seine, Issy-les-Moulineaux, Meudon, Gennevilliers et Antony
  - Ligne  , communes de Puteaux, Courbevoie et Nanterre
- Lignes de tramway desservant le département :
  - Ligne  , communes de Villeneuve-la-Garenne, Gennevilliers et Asnières-sur-Seine
  - Ligne  , communes d'Issy-les-Moulineaux, Meudon, Sèvres, Saint-Cloud, Suresnes, Puteaux, Nanterre, Courbevoie, La Garenne-Colombes et Colombes
  - Ligne  , communes de Châtillon, Montrouge, Fontenay-aux-Roses, Clamart et Meudon
  - Ligne  , communes d'Antony, Châtenay-Malabry, Le Plessis-Robinson et Clamart

Dans le futur, le département sera desservi par  
- Des nouvelles stations de métro :
  - Prolongement de la ligne   (1 station), commune de Nanterre
  - Prolongement de la ligne   (2 stations), communes de Courbevoie et Levallois-Perret
  - Prolongement de la ligne   (3 stations), communes de Boulogne-Billancourt et Saint-Cloud
  - Prolongement de la ligne   (2 ou 3 stations), communes d'Issy-les-Moulineaux et Meudon
  - Ligne   (15 stations), communes de Boulogne-Billancourt, Issy-les-Moulineaux, Vanves, Clamart, Châtillon, Montrouge, Bagneux (mise en place en 2025), Gennevilliers, Asnières-sur-Seine, Bois-Colombes, Courbevoie, Puteaux, Nanterre, Rueil-Malmaison, Suresnes et Saint-Cloud (mise en place en 2030)
  - Ligne   (4 stations), communes de Gennevilliers, Asnières-sur-Seine, Colombes, La Garenne-Colombes et Nanterre (mise en place après 2030)
  - Ligne   (3 stations), commune d'Antony (mise en place en 2026-2027) et communes de Nanterre et de Rueil-Malmaison (mise en place après 2030)
- Des nouvelles stations de tramway :
  - Prolongement de la ligne  , communes d'Asnières-sur-Seine, Colombes, Rueil-Malmaison et Nanterre
- RER :
  - Prolongement de la ligne   à l'ouest (de Nanterre-La-Folie à Mantes-la-Jolie en 2026[5])

#### Pistes cyclables

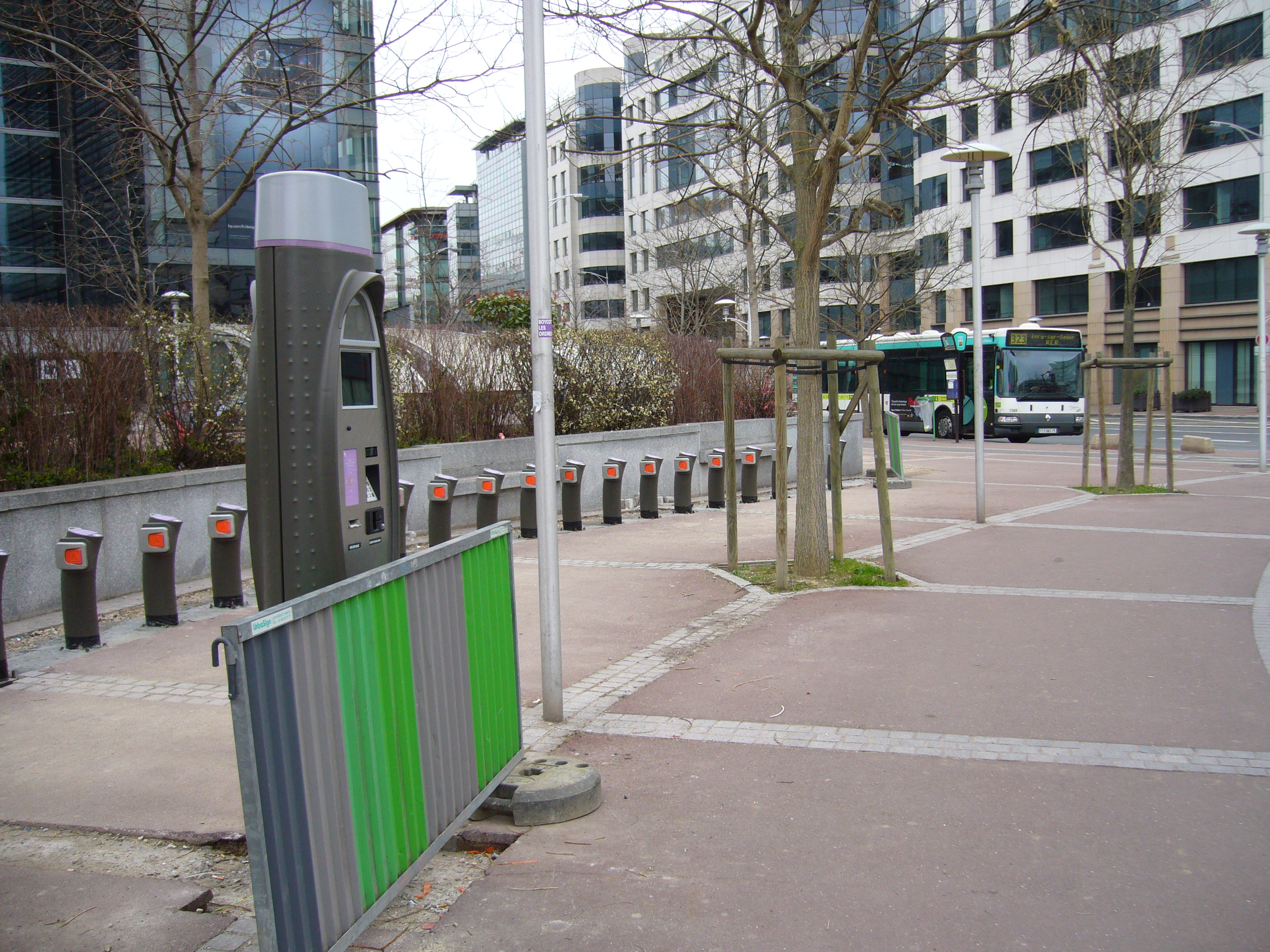
Station Vélib' dans le quartier d'affaires du Val de Seine à Issy-les-Moulineaux.

Le département est traversé par une piste cyclable continue de 14 kilomètres, la Coulée verte du sud parisien. Cette coulée verte s'étend de la gare Montparnasse à Paris, à Massy en Essonne, tout en traversant sept communes des Hauts-de-Seine, Malakoff, Châtillon, Bagneux, Fontenay-aux-Roses, Sceaux, Châtenay-Malabry et Antony.
À la suite de l'annulation d'une décision du Tribunal des référés par le Conseil d'État le 11 juillet 2008, le système de vélos en libre-service Vélib' a pu être étendu aux douze communes des Hauts-de-Seine qui bordent Paris intramuros et le Bois de Boulogne : Clichy, Levallois-Perret, Neuilly-sur-Seine, Puteaux, Suresnes, Saint-Cloud, Sèvres, Boulogne-Billancourt, Issy-les-Moulineaux, Vanves, Malakoff et Montrouge. Le réseau s'est progressivement étendu avec en dernière date l'arrivée du service à Garches en 2024. Désormais quasiment toutes les communes des Hauts-de-Seine disposent de stations Vélib.
L'esplanade et le parvis de La Défense ne sont plus interdits aux vélos depuis 2015 mais aucune station Vélib' ne se situe dans le quartier d'affaires. La station la plus proche se situe à Puteaux, rue Alexandre Soljenitsyne, et comporte soixante points d'attache. Cette situation devrait évoluer en 2025.

## Toponymie
Le département des Hauts-de-Seine est en majorité issu du département de la Seine (75), originellement « Paris ». Une portion importante du département correspond à ce qui était les hauts du département de la Seine, dominant l'ancien département. Le nom du département numéro 92 répond à une logique élémentaire : les hauts de Seine ont donné le département des Hauts-de-Seine.

## Histoire

### Archéologie
La découverte d'un large espace d'urbanisation proto-urbain (15 hectares) sur le territoire de l'actuelle Nanterre laisse supposer que Lutèce se trouvait sur la boucle nord des Hauts-de-Seine et non sur l'Île de la Cité.
En effet, en 2003, a été découvert une importante nécropole gauloise datant de la fin du VIe siècle - début du IIIe siècle avant notre ère.

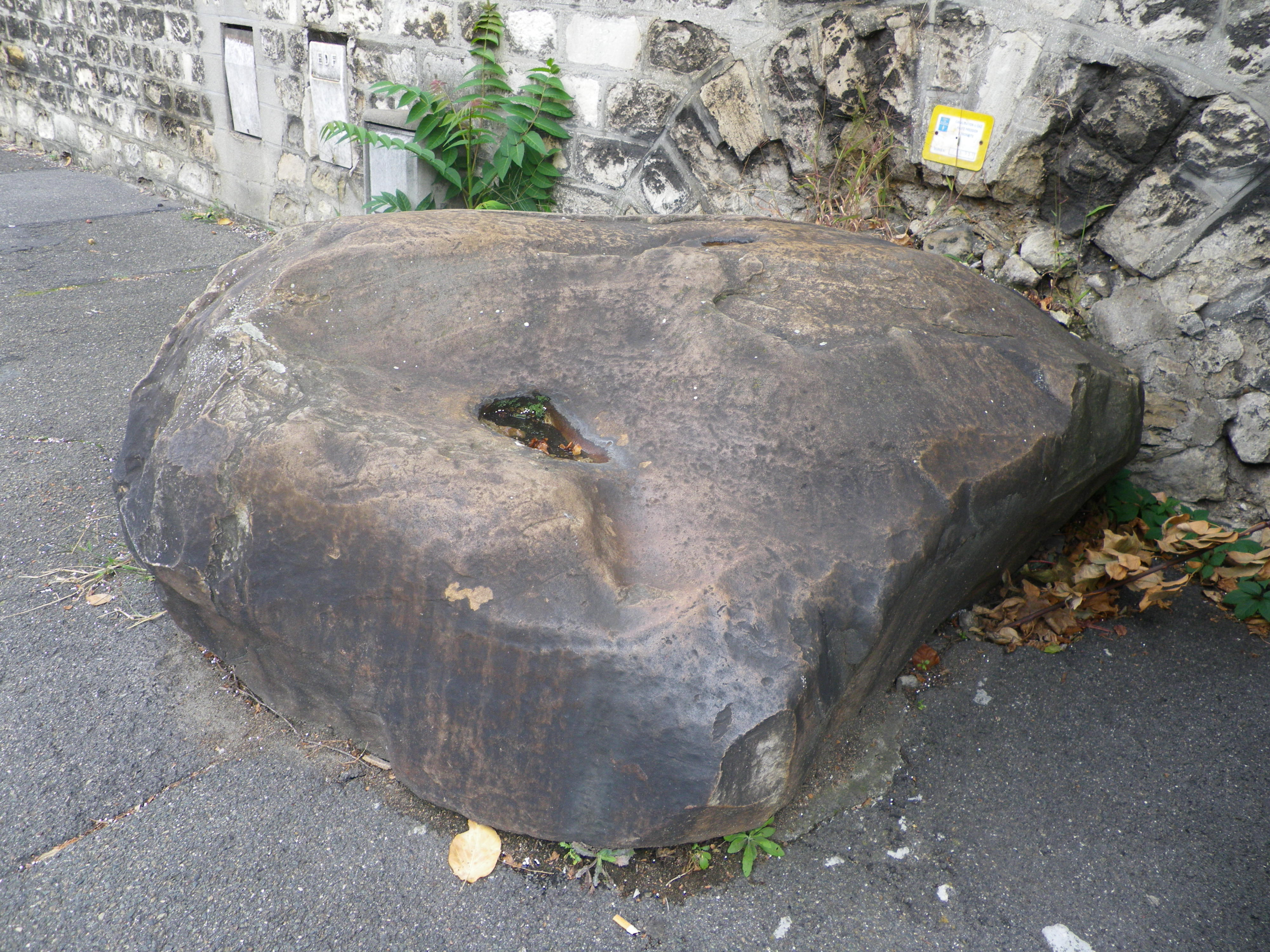
Polissoir préhistorique à Malakoff.

On trouve dans la ville de Malakoff, un polissoir datant du néolithique, situé boulevard Camélinat, devant le mur de clôture de l'ancien pensionnat Notre-Dame. C'est le plus ancien vestige de la ville.

### Avant les Hauts-de-Seine

Carte de la Première République française avec le département de Seine-et-Oise et le département de la Seine.

Le territoire des Hauts-de-Seine est issu des départements de la Seine et de Seine-et-Oise qui furent deux des 83 départements créés à la Révolution française, le 4 mars 1790 en application de la loi du 22 décembre 1789, à partir d'une partie de la province d'Île-de-France.

### Création et organisation d'un nouveau département

Ancien département de la Seine dont une partie a permis de créer les Hauts-de-Seine (en jaune).

Le département des Hauts-de-Seine a été créé le 1er janvier 1968, en application de la loi du 10 juillet 1964, conformément au décret d'application du 25 février 1965, à partir de la partie ouest de l'ancien département de la Seine (27 communes) et d'une petite portion de celui de Seine-et-Oise (9 communes : Chaville, Garches, Marnes-la-Coquette, Meudon, Rueil-Malmaison, Saint-Cloud, Sèvres, Vaucresson et Ville-d'Avray).
La Préfecture des Hauts-de-Seine se situe à Nanterre dans une tour de 113 mètres de hauteur de l'architecte André Wogenscky, disciple de Le Corbusier.

### Développement des Hauts-de-Seine
Les premiers villages toujours existants du département sont contemporains des débuts de Paris. Selon des découvertes récentes à Nanterre, Lutèce se serait trouvée dans le Nord du département des Hauts-de-Seine et non sur l'île de la Cité à Paris.
L'urbanisation du département a fait un bond en avant dans la première moitié du XIXe siècle avec le développement du réseau ferré de transport en commun dès 1837.
Certains lieux jusque-là faiblement bâtis ont profité de l'arrivée d'une gare les reliant rapidement à Paris pour se développer. L'avènement du réseau ferré a joué un rôle prépondérant dans l'urbanisation locale et parfois dans l'histoire des communes. Les voies ont localement matérialisé des frontières entre quartiers d'une même ville, qui ont fini par se détacher. En 1910, 73 ans après la séparation physique du quartier de La Garenne de Colombes, La Garenne-Colombes a obtenu son indépendance, démontrant la dynamique qu'avait apporté le réseau ferré au territoire desservi.
Le développement du département a dans un premier temps suivi celui de Paris, qui avec l'arrivée de nombreux provinciaux (exode rural) ou étrangers (européens ou ex-colonies) n'avait pas la place suffisante pour les accueillir.
À la fin du XXe siècle et au début du XXIe, le développement des Hauts-de-Seine ne dépend plus de celui de Paris, mais de l'agglomération parisienne dans son ensemble. Paris ne représente plus que 20 % de la population de l'agglomération et n'en concentre plus la majorité des emplois. Les Hauts-de-Seine font largement partie du cœur d'agglomération qui, lui, en comprend la majorité de la population et des emplois.
Les Hauts-de-Seine conservent un potentiel de développement démographique important avec une densité de population en 2006 de 8 700 habitants au kilomètre carré, contre 20 800 pour Paris, mais son potentiel de développement économique est moins évident. Deux courants d'idée s'opposent, entre une volonté de rééquilibrage des emplois en Île-de-France qui voudrait que l'emploi se développe davantage dans l'est de l'agglomération, et une volonté de renforcer le rôle de La Défense comme centre d'affaires de premier plan et potentielle place financière.

## Démographie
En 2022, le département comptait 1 647 435 habitants, en évolution de +2,75 % par rapport à 2016 (France hors Mayotte : +2,11 %).
| 1881    | 1886    | 1891    | 1896    | 1901    | 1906    | 1911    | 1921    | 1926    |
| ------- | ------- | ------- | ------- | ------- | ------- | ------- | ------- | ------- |
| 254 928 | 293 386 | 332 076 | 386 737 | 467 391 | 529 496 | 614 862 | 724 261 | 820 716 |

| 1931    | 1936      | 1946    | 1954      | 1962      | 1968      | 1975      | 1982      | 1990      |
| ------- | --------- | ------- | --------- | --------- | --------- | --------- | --------- | --------- |
| 949 231 | 1 019 627 | 992 859 | 1 118 020 | 1 366 120 | 1 461 619 | 1 438 930 | 1 387 039 | 1 391 658 |

| 1999      | 2006      | 2011      | 2016      | 2021      | 2022      | - | - | - |
| --------- | --------- | --------- | --------- | --------- | --------- | - | - | - |
| 1 428 881 | 1 536 100 | 1 581 628 | 1 603 268 | 1 635 291 | 1 647 435 | - | - | - |

Selon les chiffres de l'INSEE, l'évolution de la population entre le recensement de 1999 et celui de 2007 n'est pas uniforme dans le département, mais connaît une tendance haussière sur la totalité des communes, à l'exception de Ville-d'Avray (- 0,5 % par an) et de Gennevilliers (- 0,1 %), alors que la population de Garches et de Sceaux est à peu près stable. À l'autre bout de la fourchette, six communes connaissent des taux de croissance proches de 2 % ou supérieurs : Montrouge (+ 2,7 %), Courbevoie (+ 2,5 %), Issy-les-Moulineaux (+ 2,1 %), Clichy (+ 2,0 %), Levallois-Perret (+ 1,8 %) et Bois-Colombes (+ 1,8 %). Ces dernières communes ont la particularité d'être à proximité immédiate soit de Paris intramuros, soit de La Défense.

### Densités

Densités de population en 2006.

Sans compter les 1 500 hectares de bois (Forêt de Fausses-Reposes, Forêt de Meudon, Parc de Sceaux, etc.) que contient le département, la densité est de 9 360,4 hab./km2 en 2022. Pour comparaison, la densité à Londres est de 5 667 hab./km2 en 2018, à Tokyo de 6 313 hab./km2 en 2018 et à New York de 7 101 hab./km2 en 2017.
Le département comprend une commune de plus de 100 000 habitants : Boulogne-Billancourt. La population des villes dépend grandement des limites géographiques des villes, donc de leur histoire, puisque le département est dans sa grande majorité bâti. La séparation de Colombes il y a un siècle en trois villes (Colombes, Bois-Colombes et La Garenne-Colombes) illustre bien cette idée ; en effet, sans cette séparation, Colombes aurait pesé en 2007 (Insee) 137 153 habitants. De même pour Clichy et Neuilly-sur-Seine qui ont cédé toutes les deux des terres à Paris et Levallois-Perret. La population des villes a donc un sens assez limité. Les densités sont plus pertinentes.
Cette densité de 9 360,4 hab./km2, très élevée par rapport à la densité moyenne de l'Île-de-France (1 030,7 hab./km2), n'est pas uniforme sur le territoire altoséquanais. On distingue grossièrement quatre types de communes :
- les communes les moins proches de Paris ou avec une urbanisation moins similaire, avec une densité inférieure à 4 000 habitants/km2, que sont les communes de Marnes-la-Coquette, Vaucresson, Ville-d'Avray, Gennevilliers et Saint-Cloud ;
- les communes à densité élevée mais ayant une urbanisation « de transition », entre 4 000 et 12 000 habitants/km2, que sont les communes de Meudon, Châtenay-Malabry, Nanterre, Rueil-Malmaison, Chaville, Sceaux, Clamart, Sèvres, Antony, Le Plessis-Robinson, Garches, Villeneuve-la-Garenne, Bagneux, Fontenay-aux-Roses, Châtillon, Bourg-la-Reine, Colombes et Suresnes ;
- les communes plus proches de Paris et ayant des densités presque comparables à la capitale, entre 12 000 et 15 000 habitants/km2, que sont les communes d'Issy-les-Moulineaux, Bois-Colombes, Puteaux et Malakoff ;
- les communes aux densités supérieures à 15 000 habitants/km2, ayant souvent un rôle moteur dans l'économie : La Garenne-Colombes, Asnières-sur-Seine, Neuilly-sur-Seine, Vanves, Clichy, Boulogne-Billancourt, Courbevoie, Montrouge et Levallois-Perret.

Un parallèle serait à faire entre cette répartition et le fait que Sèvres, Chaville, Ville-d'Avray, Saint-Cloud, Meudon, Marnes-la-Coquette, Vaucresson, Garches et Rueil-Malmaison faisaient partie du département de Seine-et-Oise (78), tandis que le reste des communes faisait partie du département de la Seine (anciennement Paris) (75) avant 1968.

### Communes les plus peuplées
| Nom                  | Code Insee | Intercommunalité         | Superficie (km2) | Population (dernière pop. légale) | Densité (hab./km2) | Modifier                                    |
| -------------------- | ---------- | ------------------------ | ---------------- | --------------------------------- | ------------------ | ------------------------------------------- |
| Boulogne-Billancourt | 92012      | Métropole du Grand Paris | 6,17             | 120 205 (2022)                    | 19 482             | modifier les données · modifier les données |
| Nanterre             | 92050      | Métropole du Grand Paris | 12,19            | 98 119 (2022)                     | 8 049              | modifier les données · modifier les données |
| Asnières-sur-Seine   | 92004      | Métropole du Grand Paris | 4,82             | 91 457 (2022)                     | 18 974             | modifier les données · modifier les données |
| Colombes             | 92025      | Métropole du Grand Paris | 7,81             | 90 692 (2022)                     | 11 612             | modifier les données · modifier les données |
| Courbevoie           | 92026      | Métropole du Grand Paris | 4,17             | 81 945 (2022)                     | 19 651             | modifier les données · modifier les données |
| Rueil-Malmaison      | 92063      | Métropole du Grand Paris | 14,70            | 80 842 (2022)                     | 5 499              | modifier les données · modifier les données |
| Levallois-Perret     | 92044      | Métropole du Grand Paris | 2,41             | 68 412 (2022)                     | 28 387             | modifier les données · modifier les données |
| Issy-les-Moulineaux  | 92040      | Métropole du Grand Paris | 4,25             | 67 695 (2022)                     | 15 928             | modifier les données · modifier les données |
| Clichy               | 92024      | Métropole du Grand Paris | 3,08             | 65 102 (2022)                     | 21 137             | modifier les données · modifier les données |
| Antony               | 92002      | Métropole du Grand Paris | 9,56             | 64 026 (2022)                     | 6 697              | modifier les données · modifier les données |
| Neuilly-sur-Seine    | 92051      | Métropole du Grand Paris | 3,73             | 59 200 (2022)                     | 15 871             | modifier les données · modifier les données |
| Clamart              | 92023      | Métropole du Grand Paris | 8,77             | 56 882 (2022)                     | 6 486              | modifier les données · modifier les données |
| Gennevilliers        | 92036      | Métropole du Grand Paris | 11,64            | 50 874 (2022)                     | 4 371              | modifier les données · modifier les données |
| Suresnes             | 92073      | Métropole du Grand Paris | 3,79             | 48 932 (2022)                     | 12 911             | modifier les données · modifier les données |
| Meudon               | 92048      | Métropole du Grand Paris | 9,90             | 46 722 (2022)                     | 4 719              | modifier les données · modifier les données |

## Administration et politique

### Politique locale
La présidence du conseil départemental des Hauts-de-Seine est assurée par Georges Siffredi (LR) depuis le 29 mars 2020, à la suite de la mort de Patrick Devedjian,. Ce dernier avait succédé à Nicolas Sarkozy (UMP), qui avait dû démissionner de la présidence du conseil général après son élection comme président de la République française le 6 mai 2007.
- Liste des députés des Hauts-de-Seine
- Liste des sénateurs des Hauts-de-Seine
- Liste des conseillers départementaux des Hauts-de-Seine (2015-2021)
- Liste des conseillers régionaux des Hauts-de-Seine

De nombreuses figures politiques françaises majeures sont altoséquanaises :

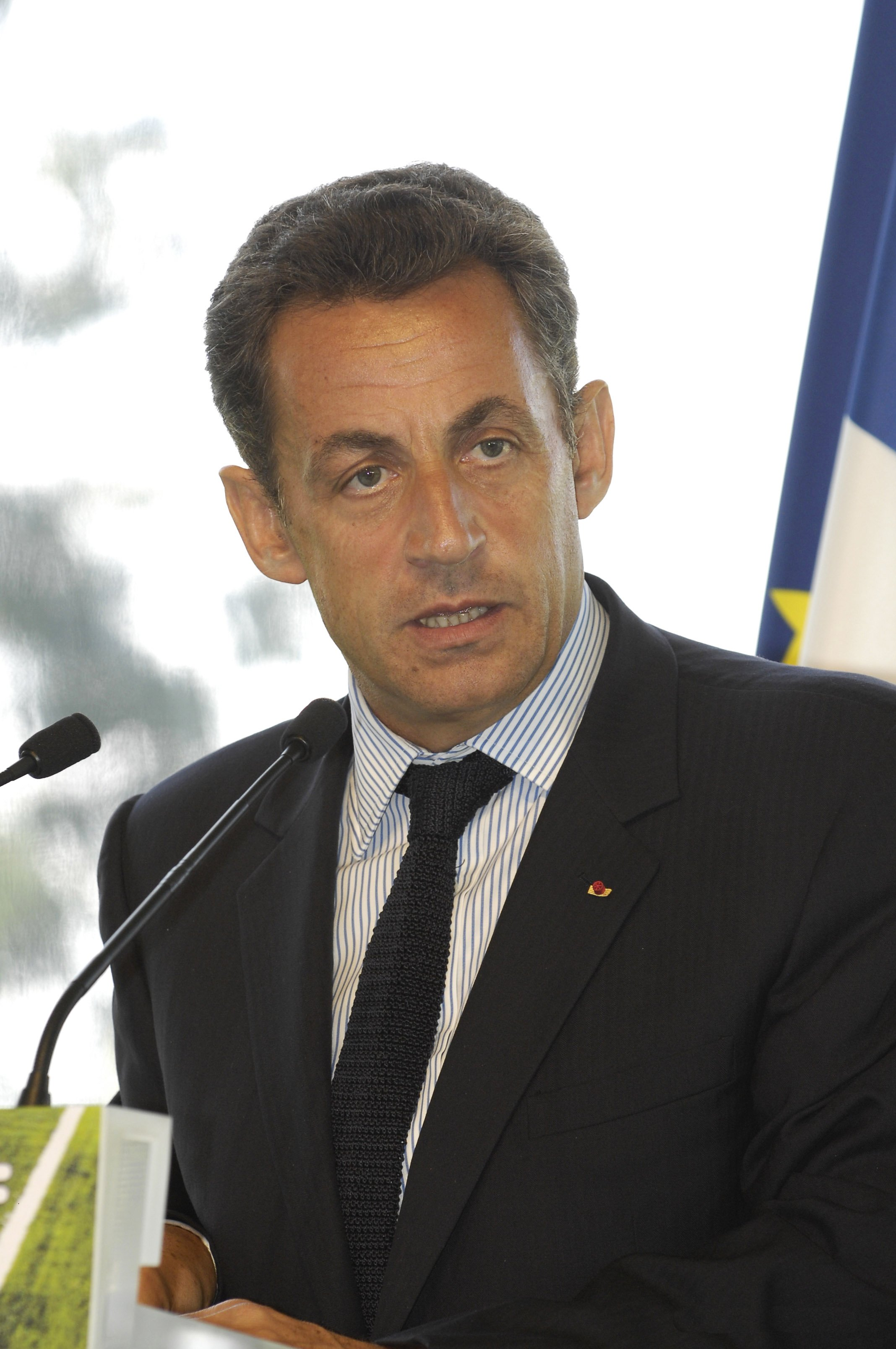
Nicolas Sarkozy, ancien président de la République française, ancien président du CG 92, de l'EPAD et ancien maire de Neuilly
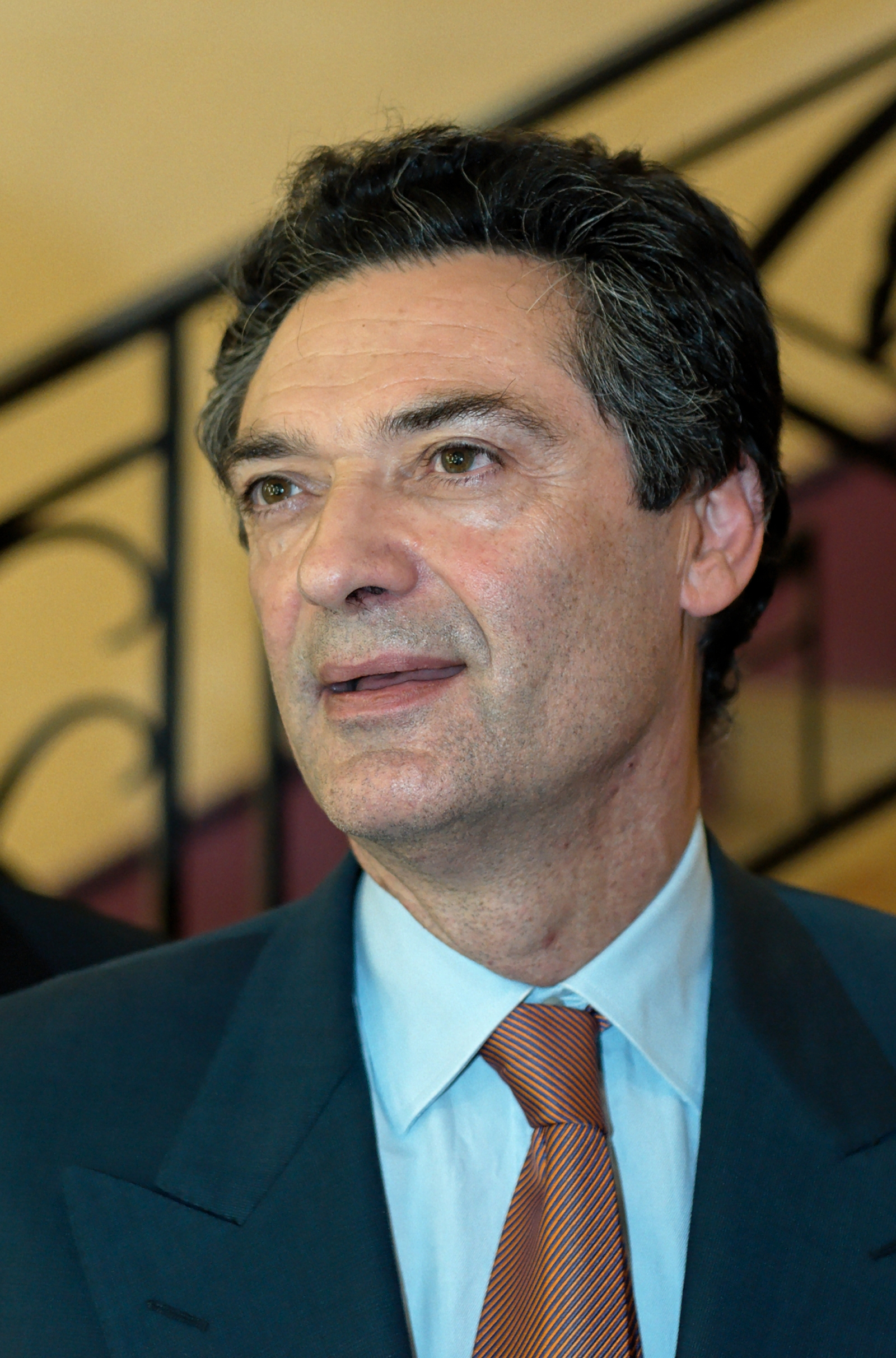
Patrick Devedjian, président du CD 92 et député, ancien ministre
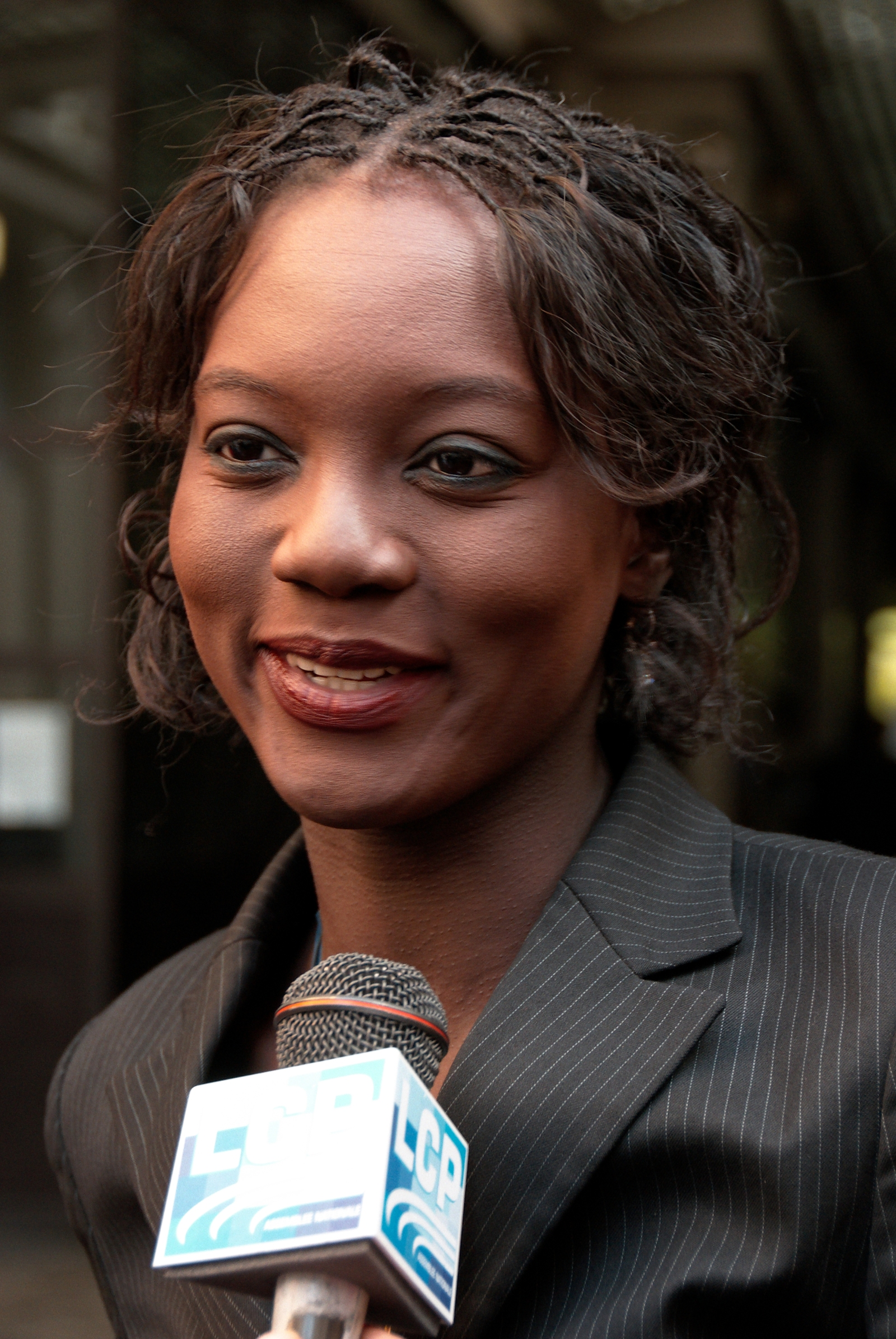
Rama Yade, ex-conseillère municipale de Colombes
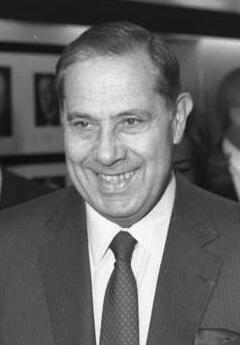
Charles Pasqua, ancien sénateur des Hauts-de-Seine et ancien président du CG 92
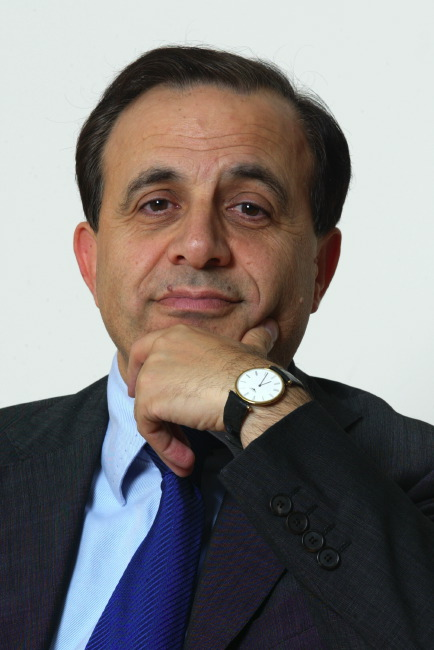
Roger Karoutchi, sénateur des Hauts-de-Seine, ancien ministre
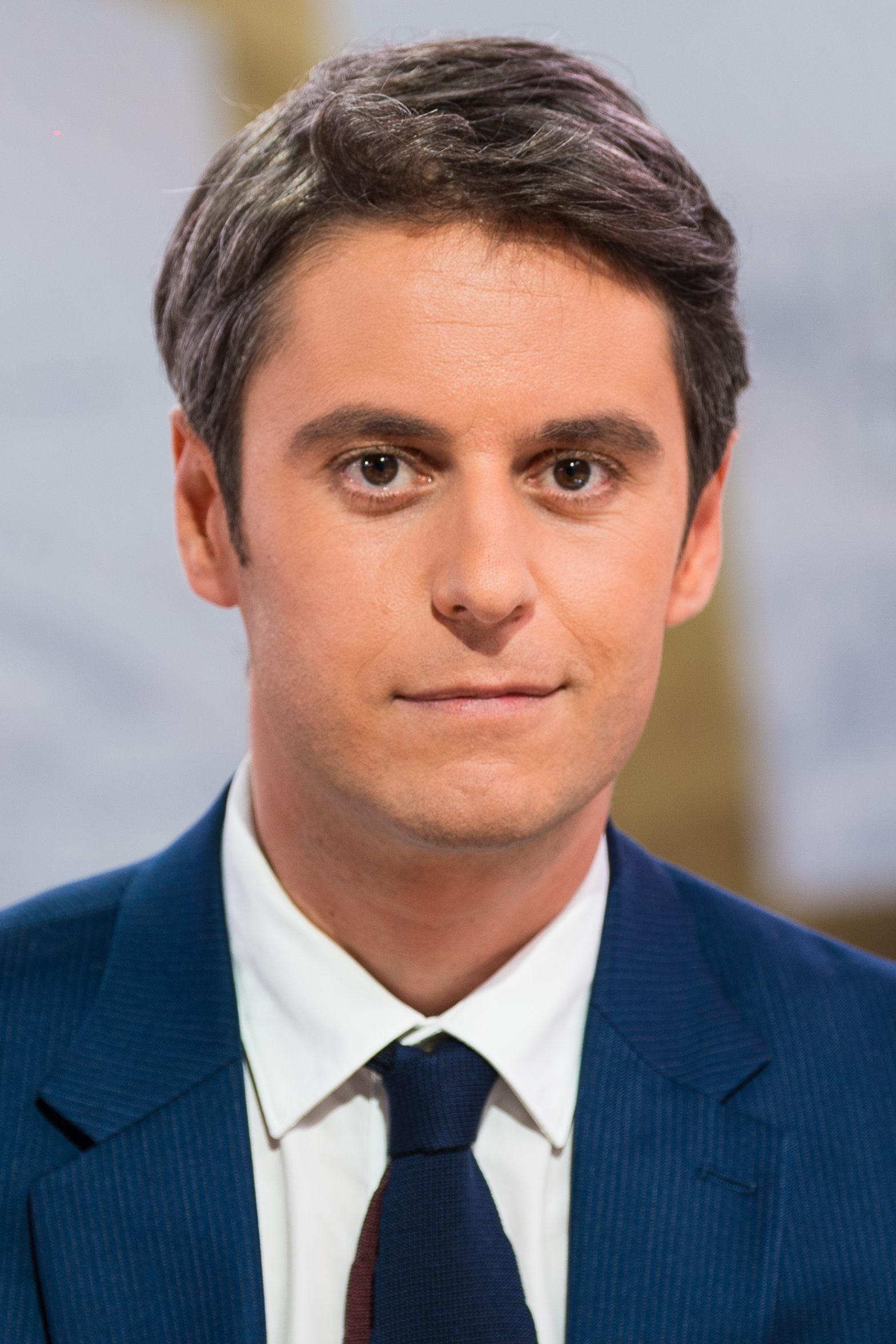
Gabriel Attal, député de la 10e circonscription des Hauts-de-Seine, ancien Premier ministre.

Liste des présidents du Conseil départemental des Hauts-de-Seine (conseil général avant 2015) :
| Nom | Nom                   | Nom               | Dates du mandat | Dates du mandat | Parti         | Qualité                                                                  |
| --- | --------------------- | ----------------- | --------------- | --------------- | ------------- | ------------------------------------------------------------------------ |
|     | Jean-Pierre Lagravère |                   | 1967            | 1970            | Divers droite |                                                                          |
|     | Jacques Baumel        |                   | 1970            | 1973            | RPR           | Député des Hauts-de-Seine, maire de Rueil-Malmaison                      |
|     | Charles Pasqua        |                   | 1973            | 1976            | RPR           | Député des Hauts-de-Seine                                                |
|     | Jacques Baumel        |                   | 1976            | 1982            | RPR           | Député des Hauts-de-Seine                                                |
|     | Paul Graziani         |                   | 1982            | 1988            | RPR           | Député des Hauts-de-Seine                                                |
|     | Charles Pasqua        |                   | 1988            | 2004            | RPR-RPF       | Sénateur des Hauts-de-Seine                                              |
|     | Nicolas Sarkozy       |                   | 2004            | 2007            | UMP           | Maire de Neuilly-sur-Seine                                               |
|     | Patrick Devedjian     | Patrick Devedjian | 2007            | 2020            | UMP puis LR   | Député des Hauts-de-Seine                                                |
|     | Georges Siffredi      |                   | 2020            | en cours        | LR            | Vice-président de la Métropole du Grand Paris, maire de Châtenay-Malabry |

### Intercommunalités

Les intercommunalités des Hauts-de-Seine au 21 décembre 2015.

Les communes du département font partie depuis le 1er janvier 2016 de la métropole du Grand Paris. Elles sont réparties en quatre établissements publics territoriaux.
Il comptait auparavant cinq communautés d'agglomération entièrement dans son territoire :
- Cœur de Seine regroupe Saint-Cloud, Garches et Vaucresson (en jaune) ;
- Sud de Seine regroupe Clamart, Malakoff, Bagneux et Fontenay-aux-Roses (en marron) ;
- Communauté d'agglomération du Mont-Valérien regroupe Suresnes, Rueil-Malmaison et Nanterre (en vert) ;
- Grand Paris Seine Ouest est issu de la fusion des communautés d'agglomération Val de Seine et Arc de Seine regroupant respectivement Sèvres et Boulogne-Billancourt et Chaville, Issy-les-Moulineaux, Meudon, Vanves et Ville-d'Avray, elle s'élargit en 2014 à Marnes-la-Coquette et Vélizy-Villacoublay, commune des Yvelines (en bleu);
- Seine-Défense regroupe Puteaux et Courbevoie (en violet).

Par ailleurs, les cinq communes d'Antony, Bourg-la-Reine, Châtenay-Malabry, Le Plessis-Robinson et Sceaux, dans le sud du département, faisaient partie de la communauté d'agglomération des Hauts-de-Bièvre (en beige), une communauté d'agglomération interdépartementale avec deux autres communes de l'Essonne (Verrières-le-Buisson et Wissous). Le département comptait aussi une communauté de communes, la communauté de communes de Châtillon-Montrouge (en rouge), qui regroupe Châtillon et Montrouge.
Ainsi, vingt-sept communes des Hauts-de-Seine (sur 36) faisaient partie d'une intercommunalité.

### Découpage administratif

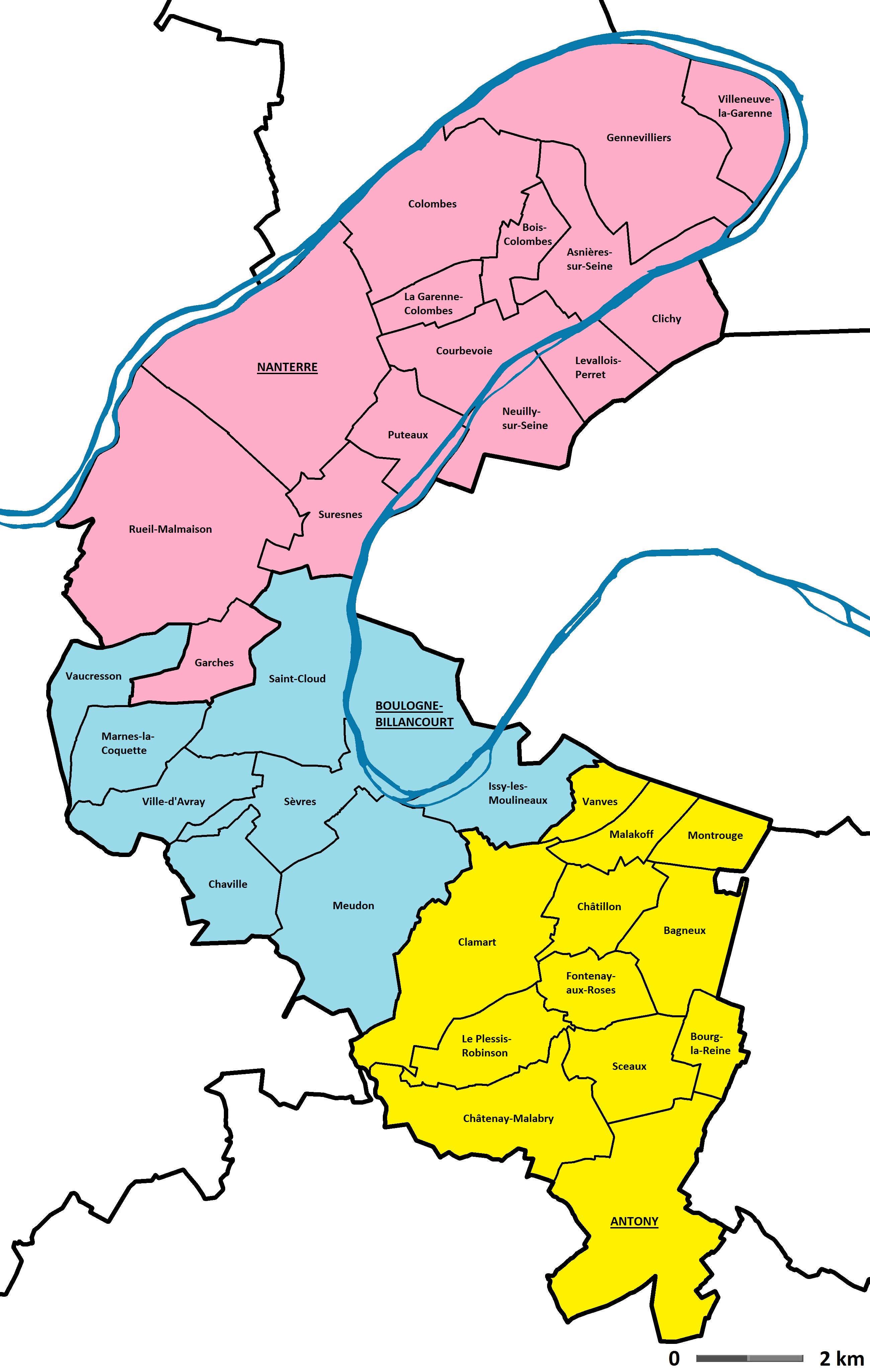
Division administrative des Hauts-de-Seine.

La préfecture des Hauts-de-Seine se situe à Nanterre. Le département se subdivise en deux sous-préfectures, l'une à Antony l'autre à Boulogne-Billancourt. En octobre 2011, la presse a relayé des témoignages négatifs sur les services de la sous-préfecture d'Antony,.
Le département est composé de 3 arrondissements (Nanterre, Antony et Boulogne-Billancourt), 23 cantons et 13 circonscriptions législatives.
La plus petite commune du département a approximativement la taille du plus petit arrondissement parisien, et la plus grande commune du département a approximativement la taille du plus grand arrondissement parisien. Mais les communes ne sont absolument pas organisées comme les arrondissements parisiens, puisqu'elles sont par leur essence des communes différentes, tandis que les arrondissements parisiens font partie de la même commune, avec une unique mairie et des mairies d'arrondissement. Pour accroître la coopération entre ces communes, elles se sont constituées en communautés de communes ou d'agglomération.
Sur le nord du département se trouve le quartier de La Défense qui s'étale sur plusieurs communes de tendances politiques différentes : Courbevoie, Nanterre et Puteaux.
Voir également les articles relatifs aux communes, anciennes communes et intercommunalités ainsi qu'aux conseillers généraux, députés, maires, préfets et sénateurs.

### Tendances et résultats politiques
Le département est de manière générale ancré à droite et au centre-droit. Les variations peuvent cependant être très élevées d'une commune à l'autre.
Lors de l'élection présidentielle française de 2012, Nicolas Sarkozy (UMP) est arrivé en tête au premier tour à l'échelle du département avec 35 % des voix, François Hollande (PS) ayant réalisé 30,2 %, François Bayrou (MoDem) 10,7 %, Jean-Luc Mélenchon (FG) 10,4 % et Marine Le Pen (FN) 8,5 %. Les Hauts-de-Seine se distinguent ainsi nettement de la moyenne nationale avec un fort vote pour la droite républicaine couplé à un très faible vote Front national. Au second tour, Nicolas Sarkozy a, contrairement à l'échelle nationale, devancé François Hollande de justesse avec 50,5 % des voix. Cependant, on observe un écart très fort entre certaines communes, allant de 77 % des voix pour Hollande à Gennevilliers à 84 % des voix pour Sarkozy à Neuilly-sur-Seine.
Lors des élections législatives de 2012, sur les 13 circonscriptions législatives que comptent les Hauts-de-Seine, 5 sont détenues par l'UMP, 4 par le PS, 2 par l'UDI et 1 est détenue par le Front de gauche. Depuis les élections sénatoriales de 2011, sur les 7 sénateurs que compte le département, 3 adhèrent à l'UMP; le PS, l'UDI, EELV et le PCF en ont un chacun.
Lors des élections municipales de 2014, furent élus, dans les 36 communes du département, 22 maires UMP, 7 maires UDI, 4 maires FG, 2 maires divers droite et un seul maire PS, ce dernier ayant vu son élection invalidée l'année suivante.
Les élections départementales de 2015 ont vu l'élection de 28 conseillers de droite et 8 conseillers de gauche (dont la moitié Front de gauche). Patrick Devedjian (UMP) fut ainsi réélu président du Conseil départemental des Hauts-de-Seine.
Globalement, le département se divise entre une majorité de communes aisées qui votent traditionnellement pour la droite classique ou le centre-droit (UMP-UDI), et une minorité de communes défavorisées dirigées par la gauche radicale (Front de Gauche). Seule constante, le Front national réalise des scores très bas dans la totalité du département (environ deux fois moins que la moyenne nationale).

### Enseignement

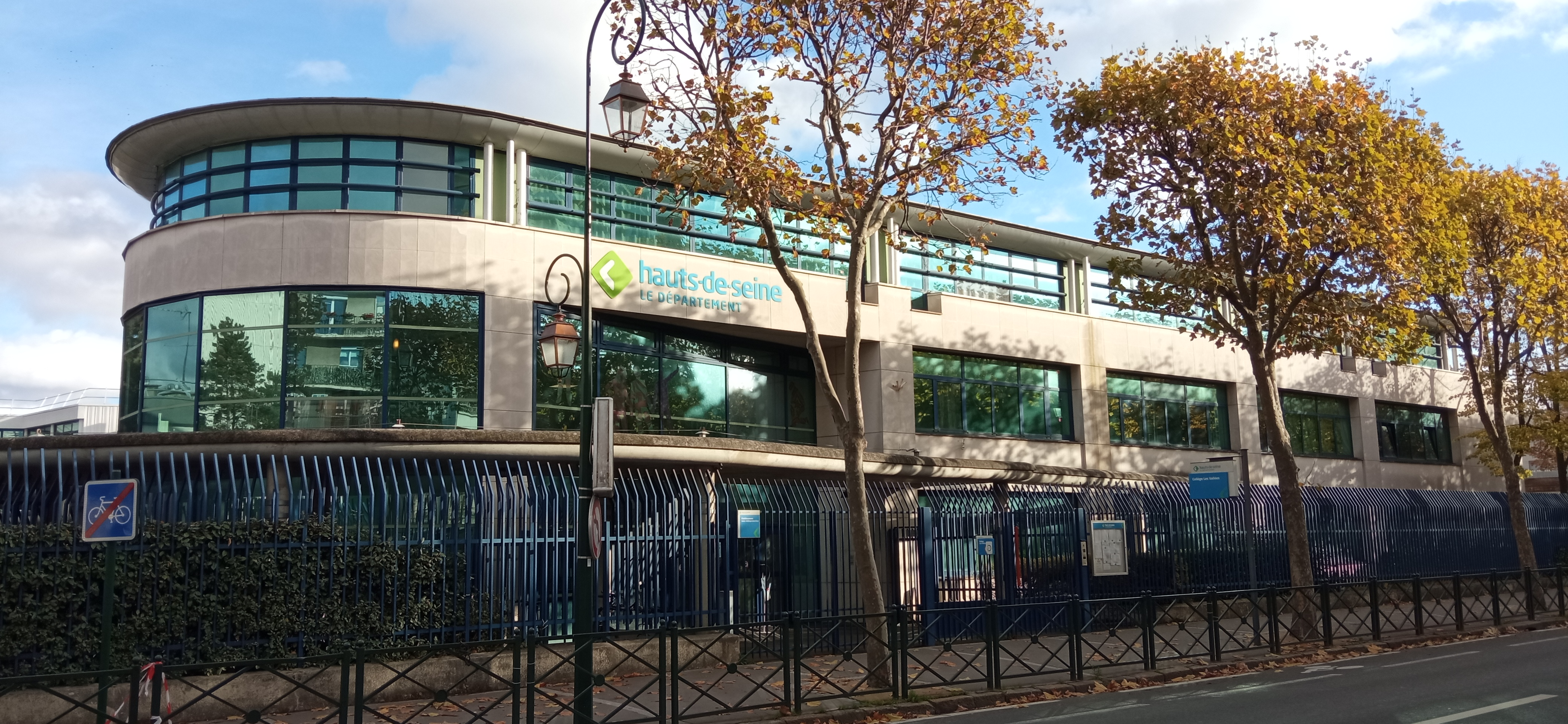
Collège Les Vallées à La Garenne-Colombes.

Les Hauts-de-Seine font partie de l'académie de Versailles. Le département gère les 54 000 collégiens inscrits dans les 98 collèges publics.

#### Enseignement supérieur
Plusieurs établissements d'enseignement supérieur se trouvent dans le département, tels que l'Université Paris Ouest Nanterre La Défense (Nanterre, Ville-d'Avray, Saint-Cloud), principal établissement du département avec 33 000 étudiants, mais aussi le Pôle d'enseignement supérieur Léonard-de-Vinci qui regroupe l'ESILV, l'EMLV, l'IIM, un campus de SKEMA Business School et un site de l'Université Paris-Dauphine (La Défense), un campus de CentraleSupélec (Châtenay-Malabry), un campus de l'ESSEC (La Défense), trois campus de l'Université Paris Descartes (Boulogne-Billancourt, Malakoff, Montrouge), trois campus de l'Université Paris-Sud (Châtenay-Malabry, Sceaux, Fontenay-aux-Roses), l'EDC (La Défense), un campus de l'IÉSEG (La Défense), un campus de l'ESSCA (Boulogne-Billancourt) ou encore un campus de l'EPF (Sceaux) et un campus de l'ESEO (Saint-Cloud).
Au total, près de 150 000 personnes étudient dans le département.

### Santé

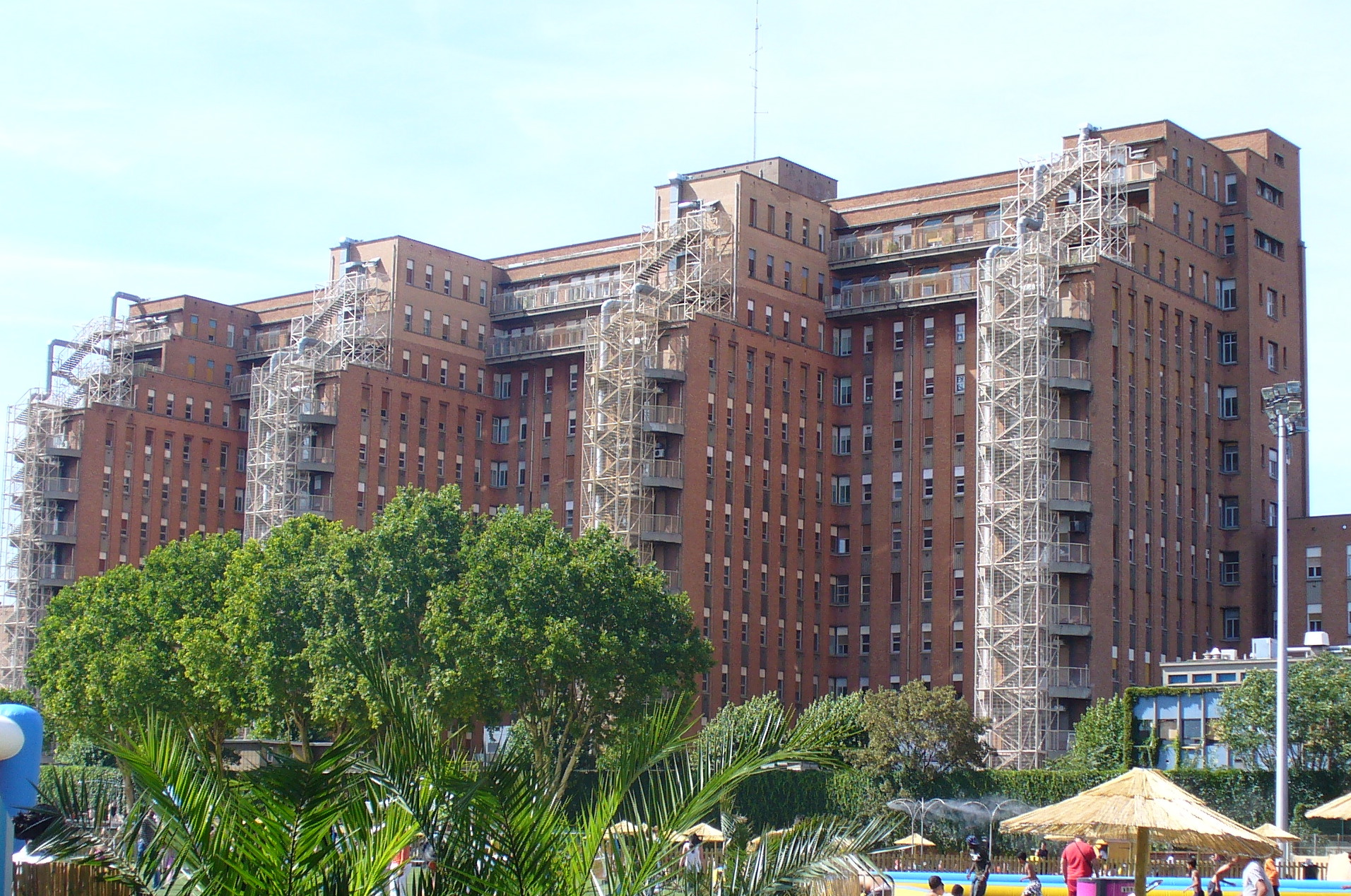
Hôpital Beaujon à Clichy.

Six hôpitaux de Paris (AP-HP) se trouvent dans le département, Ambroise-Paré à Boulogne-Billancourt, Antoine-Béclère à Clamart, Beaujon à Clichy, Louis-Mourier à Colombes, Raymond-Poincaré à Garches et Corentin-Celton à Issy-les-Moulineaux.
Le département comprend aussi des hôpitaux publics hors AP-HP, parmi lesquels le Centre hospitalier de Courbevoie-Neuilly-Puteaux et le Centre hospitalier des quatre villes (Saint-Cloud, Sèvres, Chaville, Ville-d'Avray).
Plusieurs hôpitaux privés sont également installés dans le département dont l'hôpital privé d'Antony et l'hôpital Foch à Suresnes.

### Sécurité et justice

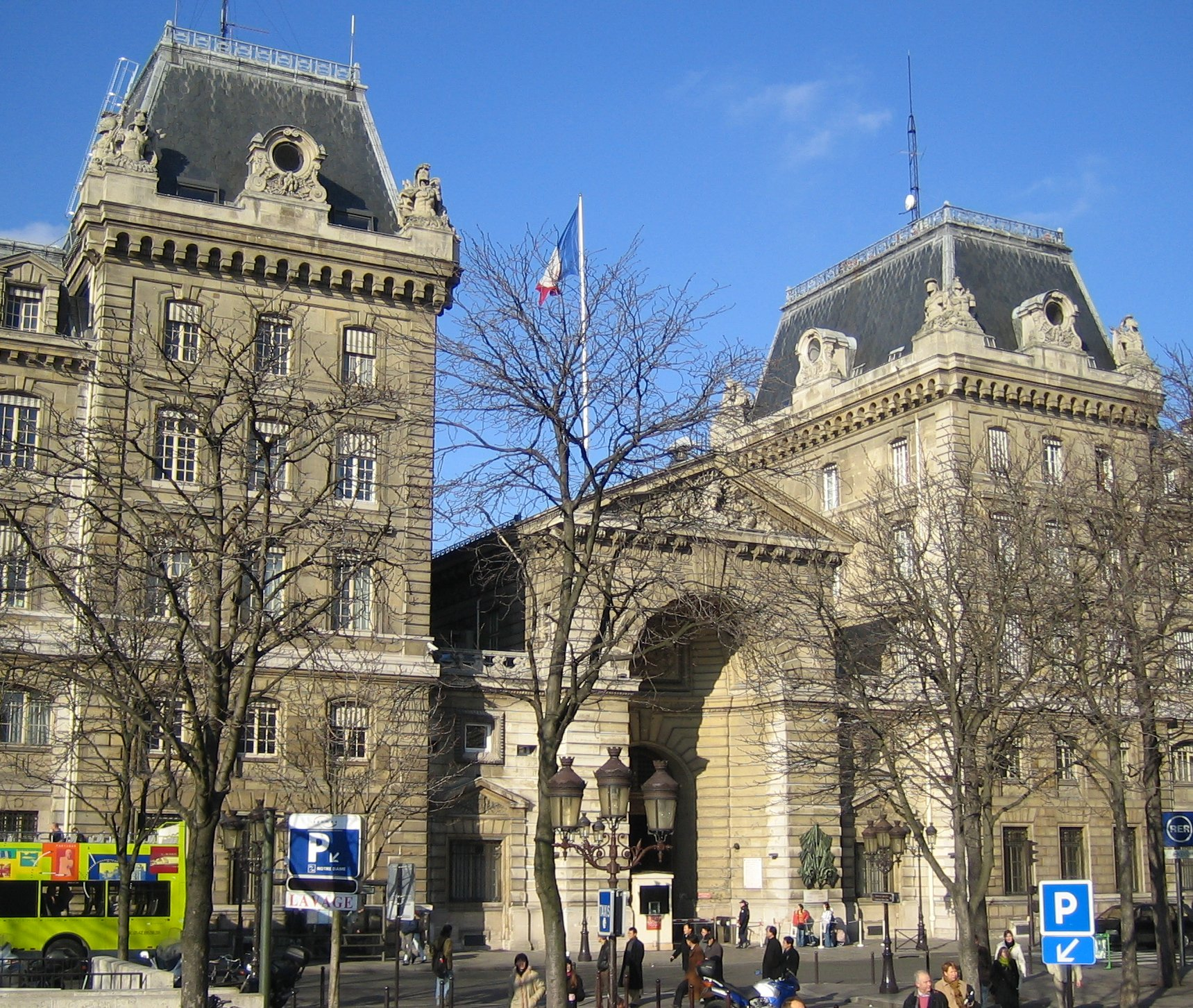
Préfecture de police de Paris.

Tout comme pour Paris, mais aussi pour la Seine-Saint-Denis et le Val-de-Marne, la sécurité et la police ne dépendent pas dans les Hauts-de-Seine des maires ou du préfet, mais de la préfecture de police de Paris (depuis le 14 septembre 2009) .
En 2005, le taux de criminalité pour le département est de 70,9 crimes et délits pour 1 000 habitants, pour une moyenne nationale de 83. Certaines villes avaient en 2005 un taux inférieur à 50 (49,9 à La Garenne-Colombes).

### Organismes nationaux et internationaux
Les Hauts-de-Seine abritent des établissements aux compétences nationales :
- direction générale de la Sécurité intérieure (DGSI), regroupement de la direction de la surveillance du territoire (DST) et de la grande majorité des services de la Direction centrale des Renseignements généraux (RG) (Levallois-Perret)
- centre opérationnel de gestion interministérielle des crises de la sécurité civile (ministère de l'Intérieur) (Asnières-sur-Seine)
- bureaux du ministère de l'Écologie, de l'Énergie, du Développement durable et de l'Aménagement du territoire (Grande Arche de La Défense)
- direction centrale de la Police judiciaire, rattachée au ministère de l'Intérieur (Nanterre). Elle est compétente sur l'ensemble du territoire national à l'exception de Paris et de la petite couronne qui dépendent de la direction de la police judiciaire de la préfecture de police de Paris
- direction générale de la gendarmerie nationale (DGGN) (Issy-les-Moulineaux)
- Institut national de la propriété industrielle (Courbevoie)

Les Hauts-de-Seine abritent également des organisations à directives mondiales :
- bureau international des poids et mesures, qui a notamment pour mission d'assurer l'uniformité mondiale des mesures, de maintenir le temps atomique international (TAI) et le temps universel coordonné (UTC). Ce site jouit d'un statut d'extraterritorialité (parc de Saint-Cloud, dans le pavillon de Breteuil)
- fondation internationale des Droits de l'homme (Grande Arche de La Défense)

## Vie quotidienne dans les Hauts-de-Seine

### Culture

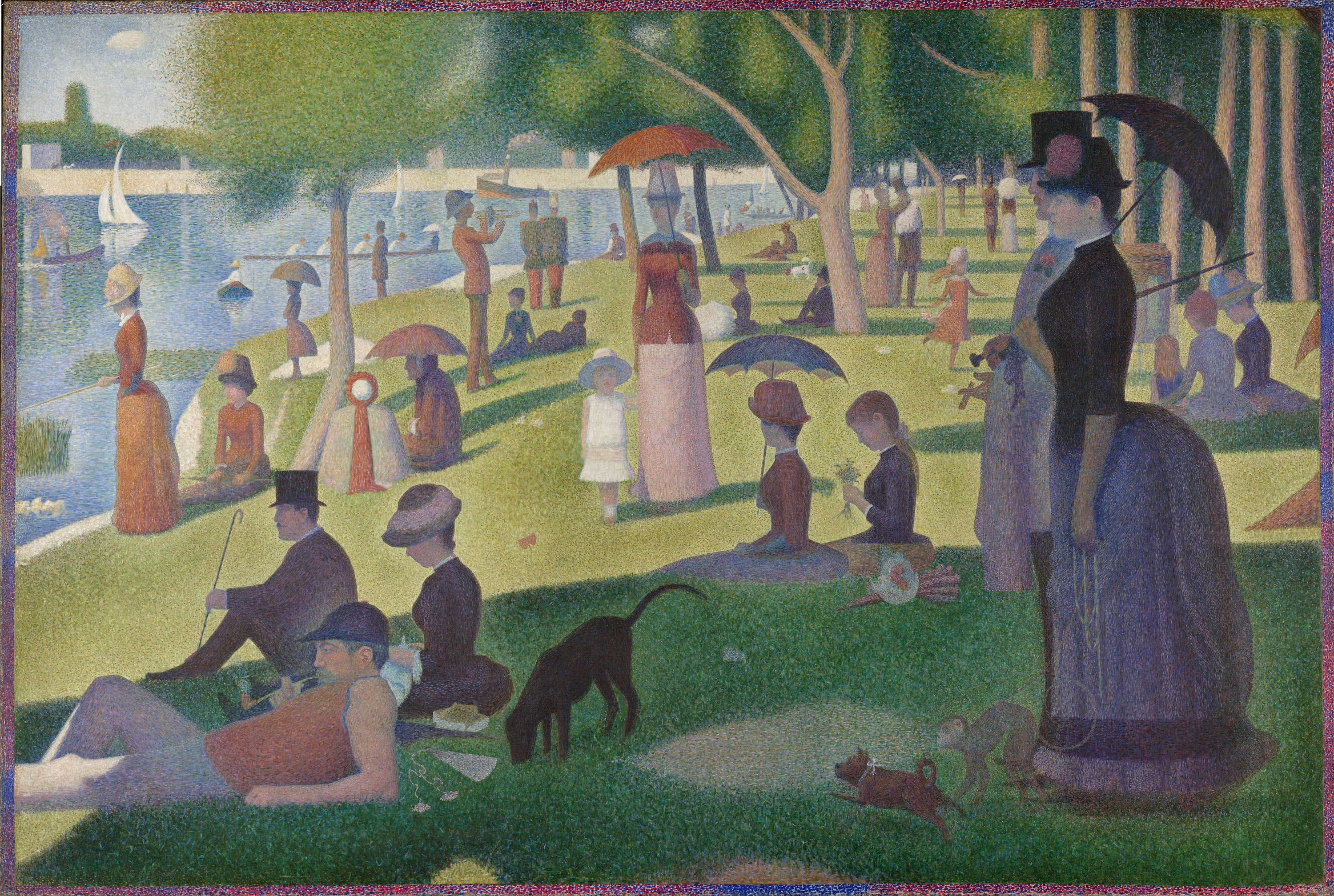
Tableau de Georges Seurat: « Un dimanche après-midi à l'île de la Grande Jatte ».

Le département comprend des musées, des cinémas et des théâtres souvent mis entre parenthèses du fait du nombre et du prestige des musées, des cinémas et des théâtres de Paris accessibles aux habitants altoséquanais.
Le centre de formation d'art lyrique et l'école de danse de l'Opéra de Paris se situent à Nanterre.
Quelques lieux se détachent tels que l'UGC Ciné Cité La Défense (aux Quatre Temps), le Mégarama de Villeneuve qui comprend la deuxième plus grande salle de France après le Grand Rex et le plus grand écran d'Europe, ou le théâtre des Amandiers de Nanterre.
Les Hauts-de-Seine sont partiellement traversés par l'Axe historique de Paris.

### Festivals et spectacles
Les Hauts-de-Seine accueillent régulièrement de grands festivals musicaux principalement dans le parc de Saint-Cloud et sur le parvis de La Défense, d'où sont généralement aussi tirés des feux d'artifice.
Rock en Seine, La Défense Jazz Festival ou encore le festival Chorus comptent parmi les événements les plus médiatisés. C'est à l'occasion du festival Chorus qu'a lieu le Tremplin de la chanson des Hauts-de-Seine, qui a permis de découvrir et de lancer notamment Lynda Lemay, Bénabar ou encore Anaïs.
Antony organise son Place au Jazz chaque année.
Le 14 juillet 1990, le concert gratuit de Jean Michel Jarre donné à La Défense a attiré un nombre record de visiteurs pour un concert de 2 500 000 personnes.
Le stade Paris La Défense Arena (anciennement U Arena) ouvert en octobre 2017 dispose également d'une configuration concerts et spectacles lui permettant d'accueillir jusqu'à 40 000 spectateurs. Cette arena dédiée principalement à l'équipe de rugby professionnelle du Racing Club de France, auparavant basée au stade olympique de Colombes, se trouve à Nanterre, entre l'Arche de la Défense et la préfecture de Nanterre. Sa capacité maximale en configuration concert le place devant le Bercy Arena limité à 18 000 places, dotant le Grand Paris d'une nouvelle salle de spectacle à grande capacité et complétant l'offre de Bercy (12e arrondissement) et du Zénith (19e arrondissement, 6 293 places).
Le Festival Ptit Clap créé en 2010 par la ville de Levallois-Perret, permet à tous les jeunes de 15 à 25 ans de participer à un concours de réalisation d'un court-métrage. Ce concours a pour ambition de mettre en avant les talents de demain en les aidant à se faire connaître et reconnaître par les professionnels du cinéma. De nombreuses personnalités du 7e Art comme Eric Toledano, Olivier Nakache, Nicole Calfan ou encore Philippe Lellouche ont participé aux jurys. Depuis 2012, Arnaud Tsamère est le parrain de Ptit Clap. Aujourd’hui, le Festival Ptit Clap est devenu un rendez-vous incontournable de la jeune génération de cinéastes. En 2016, ce sont 372 films qui ont été réceptionnés depuis une trentaine de pays.

### Environnement
En 2008, 641 460 tonnes de déchets ménagers et assimilés ont été collectées dans les Hauts-de-Seine, soit 412 kg/hab..

### Sport

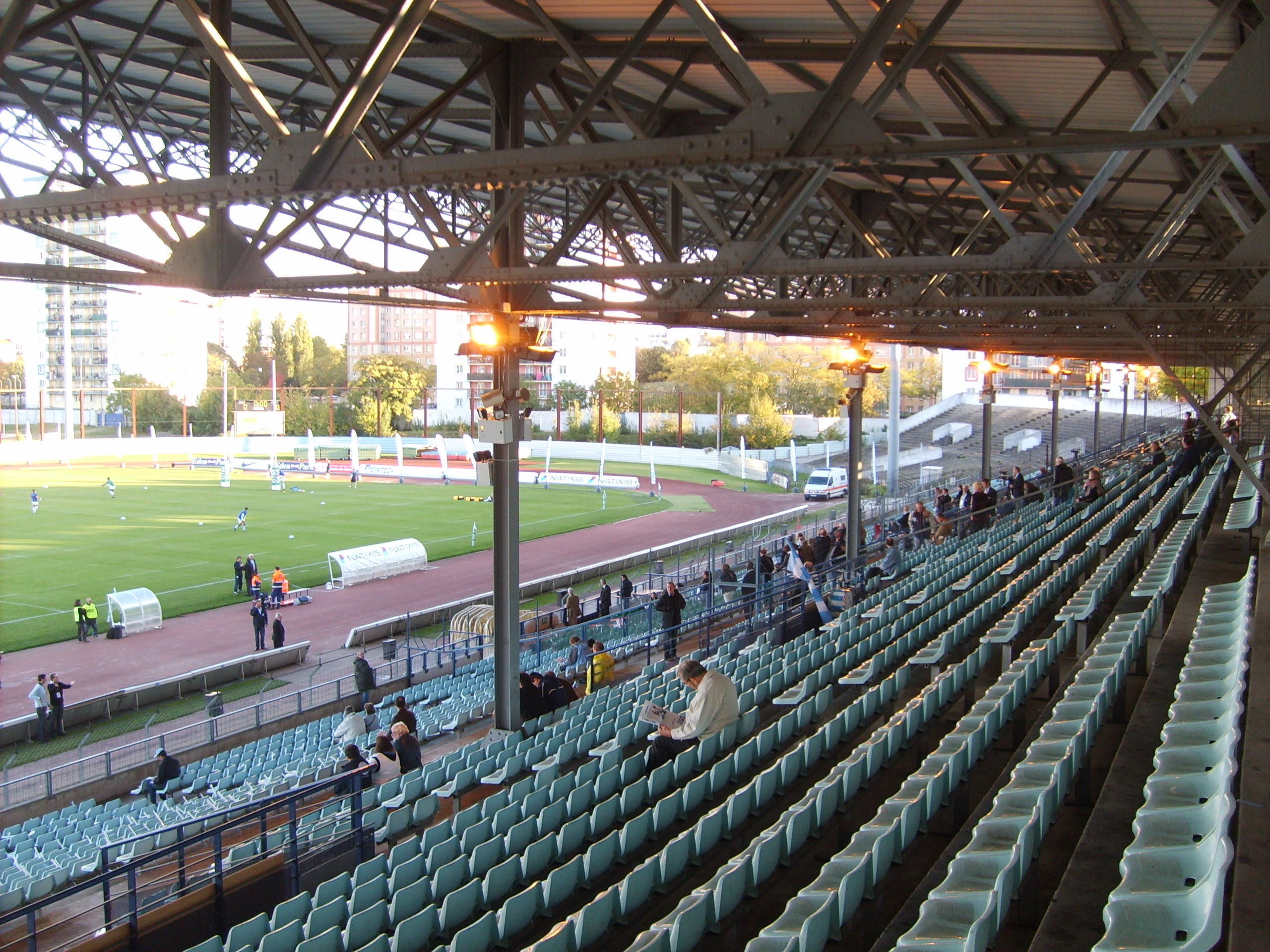
Stade olympique Yves-du-Manoir à Colombes.

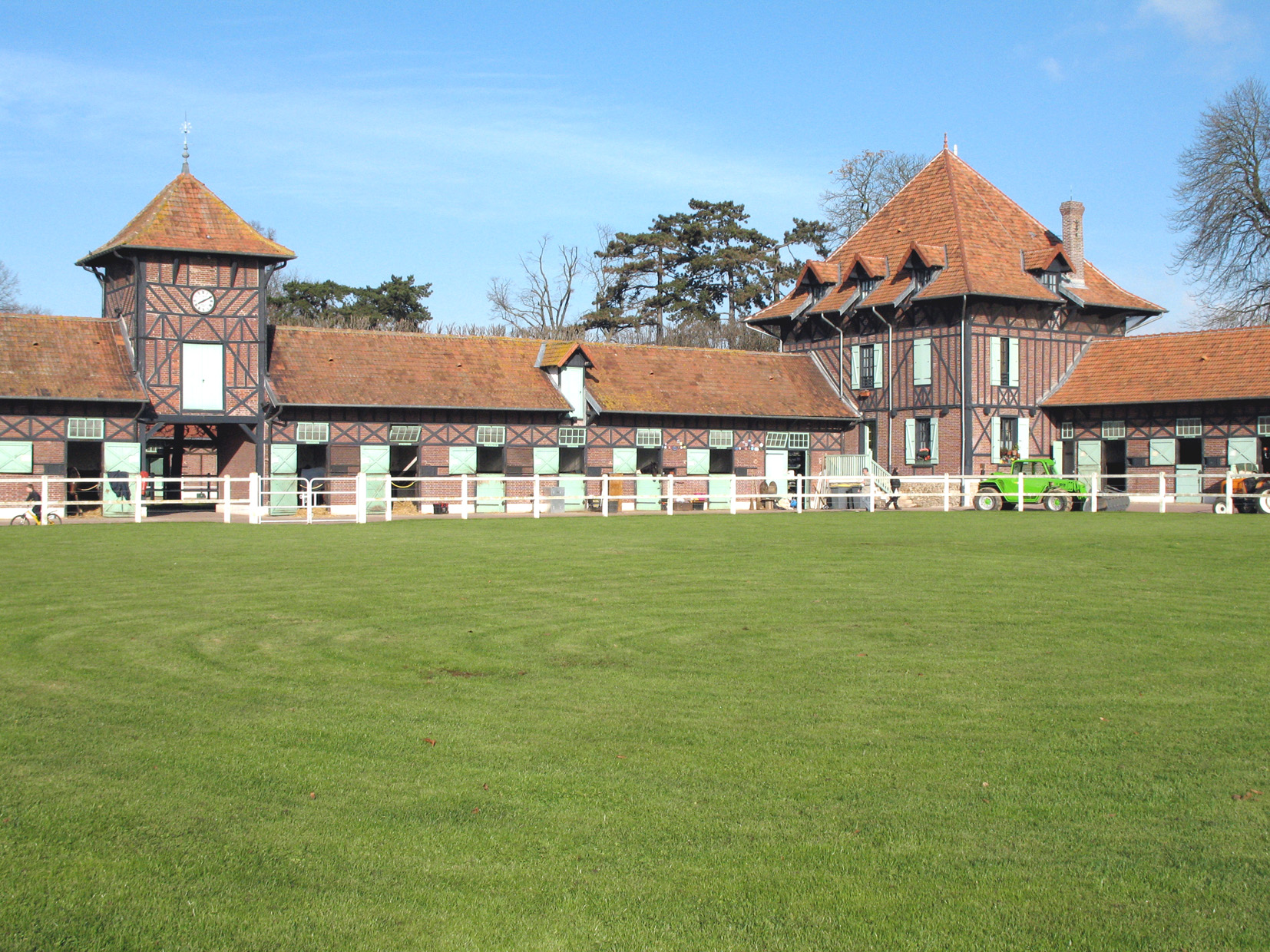
Cour des 49 au Haras de Jardy à Marnes-la-Coquette.

#### Historique
Courbevoie a accueilli les épreuves d'aviron, de natation et de water-polo des Jeux olympiques d'été de 1900. Le crawl y fut nagé pour la première fois aux Jeux olympiques.
L'Hippodrome de Saint-Cloud (depuis 1901) est un hippodrome de galop.
Le Haras de Jardy (depuis 1890), à Marnes-la-Coquette, est un haras de réputation internationale, devenu parc omnisports à dominante hippique. Avec ses 2500 cavaliers et ses 200 chevaux, c'est le premier centre équestre de France.

#### Équipements sportifs
Le stade olympique Yves-du-Manoir à Colombes a notamment accueilli les Jeux olympiques d'été de 1924, la finale de la coupe du monde de football 1938 et nombre de finales de la coupe de France de football et de championnat de France de rugby à XV ainsi que des rencontres des équipes de France de football et de rugby à XV.
Un nouveau stade, l'Arena 92, doté d'un toit, ouvre en octobre 2017 ; il dispose d'une configuration concerts et spectacles lui permettant d'accueillir 30 000 spectateurs, sur la ville de Nanterre près de l'Arche de La Défense. Ce stade est la nouvelle arène du Racing 92, auparavant basé à Yves-du-Manoir.

#### Clubs de sports de niveau national

##### Basket ball
Le club du Levallois Metropolitans, basé à Levallois et le club Jeunesse sportive des Fontenelles de Nanterre, basé à Nanterre, évoluent en Pro A. Ce dernier a connu une évolution fulgurante ces dernières années, passant de la Pro B au titre de champion de France en 2013, suivi d'une victoire en Coupe de France en 2014 puis d'un titre en Eurochallenge (troisième compétition européenne de basket-ball) en 2015.

##### Football
Le district de football des Hauts-de-Seine gère, sous l'égide de la fédération française de football et de la ligue de Paris - Île-de-France, le football dans les Hauts-de-Seine, ainsi que dans la ville de Paris, seul département francilien qui ne s'est pas doté de son district propre, et dont les clubs sont éparpillés au sein de trois districts : celui de la Seine-Saint-Denis, celui du Val-de-Marne et donc celui des Hauts-de-Seine.
Le club du Racing Club de France football Colombes 92 (depuis 1896) est basé à Colombes.

##### Football américain
Le club de football américain des Molosses d'Asnières (depuis 1992) est basé à Asnières-sur-Seine et évolue parmi l'élite française depuis 1994.

##### Plongée
La fosse aquatique de Villeneuve-la-Garenne est l'une des sept fosses de plongée les plus profondes de France (20 mètres de profondeur) et au troisième rang européen et mondial. Elle comprend différents espaces d'évolution à des profondeurs de -2,3 mètres, -5 mètres, -10 mètres et jusqu'à -20 mètres. La future fosse de plongée d'Antony devrait voir le jour au sud du département en 2017.

##### Rugby
Le club de rugby Racing 92 (depuis 1882) est basé à Colombes et joue dans le Championnat de France de rugby à XV.

##### Volley ball
Le club Asnières Volley 92 (depuis 1948) est basé à Asnières-sur-Seine et évolue en Ligue B. Le Plessis-Robinson Volley-ball évolue également en Ligue B depuis la saison 2010-2011.

### Lieux de culte

#### Culte catholique
La Cathédrale Sainte-Geneviève-et-Saint-Maurice de Nanterre est dédiée à sainte Geneviève, née à Nanterre, patronne du diocèse de Nanterre et de la ville de Paris, et à Saint Maurice d'Agaune, soldat romain converti au christianisme et ses compagnons martyrs.
Selon la tradition, une chapelle avait été construite autour du puits de la maison de Sainte Geneviève à Nanterre, dont l'eau avait guéri la mère de Geneviève de sa cécité. Cet endroit fut longtemps un lieu de pèlerinage où vinrent notamment Saint Louis et sa mère Blanche de Castille, Louis XIII et Anne d'Autriche.

#### Culte orthodoxe
Dans les Hauts-de-Seine, quatre paroisses orthodoxes relèvent du vicariat Sainte-Marie-de-Paris-et-Saint-Alexis-d'Ugine, qui regroupe les paroisses de tradition russe auprès de la métropole orthodoxe grecque de France, une juridiction du patriarcat œcuménique de Constantinople : 
- Saint-Nicolas-le-Thaumaturge, à Boulogne-Billancourt,
- Saints-Pierre-et-Paul, à Châtenay-Malabry,
- Saint-Jean-le-Théologien, à Meudon et
- Saint-apôtre-et-évangéliste-Matthieu, à Neuilly-sur-Seine.

La paroisse Saints-Raphaêl-Nicolas-et-Irène dispose d'une chapelle aménagée dans les locaux du foyer hellénique de jeunes à Châtenay-Malabry ; elle dépend directement de la métropole orthodoxe grecque de France.
La paroisse de la Descente-du-Saint-Esprit, à Clichy, dépend de la métropole orthodoxe roumaine d'Europe occidentale et méridionale, qui est un diocèse de l'Église orthodoxe roumaine (Patriarcat de Roumanie).
La paroisse Saint-Jean-de-San-Francisco, à Asnières-sur-Seine, dépend de l'éparchie d'Europe occidentale, une circonscription de l'Église orthodoxe serbe.

#### Culte protestant
L'Église protestante unie de France possède dans le département des paroisses de confession luthérienne, comme le temple de Suresnes, et des paroisses de confession réformée, comme le temple de Neuilly-sur-Seine, le temple de la Petite Étoile de Levallois-Perret, le temple de Robinson ou encore la chapelle de Ville-d'Avray.

#### Autres cultes
- L’Église de Jésus-Christ des saints des derniers jours est présente dans les Hauts-de-Seine avec la paroisse d'Antony-Malakoff.

### Médias
Une partie des médias français sont basés dans le département, notamment plusieurs chaînes de télévision et de radio, on peut citer le Groupe TF1 (TF1, TMC, TFX, TF1 Série-Film, LCI), le Groupe Canal+ (Canal+, Canal+ Sport, Golf+ et tous les autres chaînes du groupe), France 3 Paris-Île de France, France 5, France Média Monde (France 24, RFI, Monte Carlo Doualiya) le Groupe M6 (M6, W9, 6ter RTL, RTL2), Eurosport, Next Radio TV (BFMTV, RMC) KTO.
Côté presse il y a :
- Prisma Media à Gennevilliers (Femme Actuelle - Cuisine Actuelle - Prima)
- Auto Plus - L'Auto-Journal - Sport Auto (Mondadori France)
- Sport et stratégies
- Les magazines municipaux (par exemple Le journal de Bois-Colombes, Malakoff Infos, Nanterre Infos, Rueil Infos, Suresnes Mag)
- Courrier des Hauts de Seine
- Le Parisien
- Le Républicain
- HDS Mag
- L'Abeille (magazine du département destiné au CM2 et aux collégiens)
- Le Chasseur français

## Économie

### Revenus des Altoséquanais

Revenu disponible médian en 2018.
Les ménages aisés vivent essentiellement dans les Hauts-de-Seine et l'ouest parisien de la petite couronne, tandis que la Seine-Saint-Denis concentre les populations les plus pauvres et d'origine immigrée. Certaines communes des Hauts-de-Seine sont marquées par des revenus plus faibles que la moyenne.
< 19 500 €
de 19 500 € à 25 000 €
de 25 000 € à 32 500 €
> 32 500 €

Le niveau de vie médian par ménage était de 28 810 € dans le département en 2020. Cela plaçait les Hauts-de-Seine à la première place parmi les 96 départements français, devant Paris, les Yvelines et la Haute-Savoie. À titre de comparaison, le revenu disponible médian par unité de consommation était de 22 320 € en France.Selon le rapport de 2019 de l'Institut Paris Région consacré aux évolutions sociologiques de la région Île-de-France, le département « concentre les ménages très aisés ». Les Hauts-de-Seine comportent toutefois 3 communes concentrant des revenus très modestes : Gennevilliers au nord, Bagneux au sud et la préfecture Nanterre au centre.
La pauvreté définie par l'INSEE touchait en 2020 11,9 % des Alto-séquanais. Il s'agissait d'un niveau inférieur à la moyenne régionale (15,5 %).
Les disparités de revenu mesuré à travers le rapport interdécile (4,8) étaient dans les Hauts-de-Seine les deuxièmes les plus élevées de la région Île-de-France après Paris (6,2). Elles étaient supérieures à la moyenne régionale (4,3). Les données de l'Insee font apparaître une grande diversité entre les communes quant au revenu fiscal médian par ménage. Le niveau de vie était de 45 580 € à Neuilly-sur-Seine mais de 17 980 € à Gennevilliers.

### Une comparaison régionale, nationale et européenne

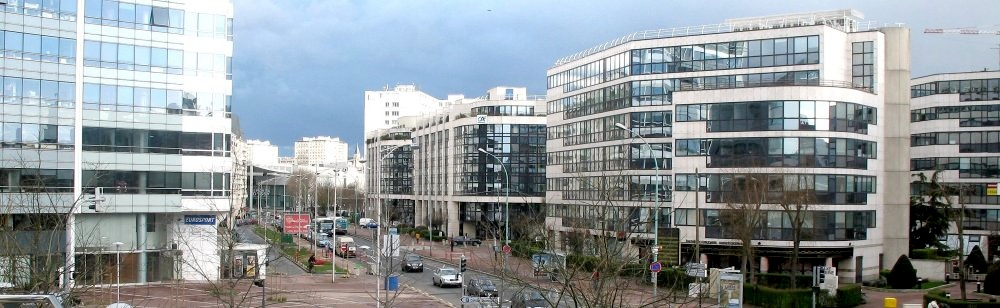
Issy-les-Moulineaux.

En 2004, le conseil général avait un budget de 1,7 milliard d'euros et employait 5 500 agents. Le PIB par habitant est trois fois plus élevé dans les Hauts-de-Seine que la moyenne nationale. Par ailleurs, le département accueille plus de 6 000 sièges sociaux d'entreprises.
Les Hauts-de-Seine sont la troisième région NUTS-3 de l'Union européenne au regard du PIB (PPA) par habitant, avec 62 374 € (source : Eurostat) par habitant en 2002, derrière Paris et Inner London mais devant Région de Bruxelles-Capitale et Luxembourg.
Selon Eurostat, le PIB du département en 2022 est estimé à plus de 200 milliards d'euros pour un PIB/habitant de 122 840 €, ce qui le place en deuxième position quant au PIB/habitant à l'échelle nationale, derrière Paris.
Selon l'Insee, en 2000, les Hauts-de-Seine sont le département où le PIB/emplois est le plus élevé en France : 108 000 euros par emploi, devant Paris (86 000 euros) puis les Yvelines (70 000 €) et le Rhône (60 000 €). Les Hauts-de-Seine concentrent donc les emplois à hauts revenus.
Toujours selon l'Insee, en 2000, le PIB des Hauts-de-Seine dépasse légèrement les 90 milliards d'euros, tandis qu'en 2000, le PIB conjoint de la Seine-Saint-Denis et du Val-de-Marne, les deux autres départements de la petite couronne de Paris, est tout juste sous les 63 milliards d'euros.
Ce PIB de 90 milliards d'euros place les Hauts-de-Seine à eux seuls devant de grandes métropoles européennes telles que Bruxelles (57 milliards d'euros) ou Barcelone (20 milliards d'euros).
Les Hauts-de-Seine possèdent également le deuxième port fluvial d'Europe (après Duisbourg en Allemagne) : le Port de Gennevilliers, dans le nord du département, avec un trafic de 3,3 millions de tonnes. Ce port est géré par Ports de Paris (anciennement Port autonome de Paris).

### Géographie de l'économie altoséquanaise

Les villes et arrondissements du pôle économique Paris-La Défense.

Au sens de la Chambre de commerce et d'industrie de région Paris - Île-de-France (CCIP), les villes de Colombes, Courbevoie, La Garenne, Levallois, Nanterre, Neuilly, Puteaux, Rueil et Suresnes font partie du pôle Paris-La Défense, véritable cœur économique du Grand Paris, incluant également les arrondissements 1, 2, 8, 9, 16 et 17 de Paris.
Dans la moitié nord des Hauts-de-Seine se situe l'Opération d'intérêt national couverte par l'Établissement public d'aménagement de la Défense Seine Arche, sur les communes de Courbevoie, La Garenne-Colombes, Nanterre et Puteaux, où sont implantés les sièges sociaux de grandes entreprises françaises et étrangères.
La Défense n'est pas le seul quartier d'affaires du département. Le quartier du Val de Seine étalé sur Boulogne-Billancourt, Issy-les-Moulineaux et Paris 15e connaît un fort développement et accueille au début des années 2010 de nombreux projets de bureaux.
Le sud-est du département accueille les sièges de trois chaînes de télévision françaises : TF1 (à Boulogne-Billancourt), Canal+ (à Issy-les-Moulineaux) et France 5 (à Issy-les-Moulineaux), et le reste du département accueille également les sièges des chaînes M6, W9 (commune de Neuilly-sur-Seine) et le bureau parisien de la chaîne TMC.

### Le siège d'entreprises de premier plan à l'échelle mondiale
Au classement du Fortune Global 500, en 2008, 10 entreprises sont basées dans les Hauts-de-Seine : Total (8e position mondiale) à Courbevoie, Carrefour (33) à Boulogne-Billancourt, Saint-Gobain (110) à Courbevoie, Renault (119) à Boulogne, Vinci (169) à Rueil, Alstom (338) à Levallois, Schneider Electric (342) à Rueil, L'Oréal (355) à Clichy, Sodexo (473) à Issy-les-Moulineaux, Eiffage (488) à Asnières et enfin Thales (498) à Meudon, ce qui donne aux Hauts-de-Seine une importance décisionnelle majeure.
À l'exception de L'Oréal à Clichy et d'Eiffage à Asnières, l'intégralité de ces groupes sont basés soit dans le pôle économique Paris-La Défense, soit au Val de Seine.

### Tourisme
- La Défense : le quartier d'affaires a été classé en zone touristique[38], ce qui permet à de nombreux commerces d'ouvrir le dimanche. On y trouve notamment un petit-train, le musée de La Défense, de multiples tours et commerces, des structures artistiques à grande échelle, et la Grande Arche (siège de la fondation des Droits de l'homme) sur l'axe historique, au bout de l'esplanade Charles-de-Gaulle.
- Aqua 92 : la fosse de plongée la plus profonde de France se situe à Villeneuve-la-Garenne. Elle connaît une fréquentation annuelle de 40.000 plongeurs[39]. Aqua 92 est animé et géré par l'UCPA pour le compte du conseil départemental des Hauts-de-Seine.

### Grands centres commerciaux
Le département est pourvu de centres commerciaux à rayonnement régional :
- Les Quatre Temps, à La Défense
- Le CNIT, à La Défense
- So Ouest, à Levallois-Perret
- Qwartz, à Villeneuve-la-Garenne

D'autres centres se trouvent en limite du département :
- Vélizy 2, à Vélizy-Villacoublay
- Marques Avenue, sur L'Île-Saint-Denis
- Côté Seine, à Argenteuil

## Culture locale et patrimoine

### Patrimoine environnemental
Communs à plusieurs communes :

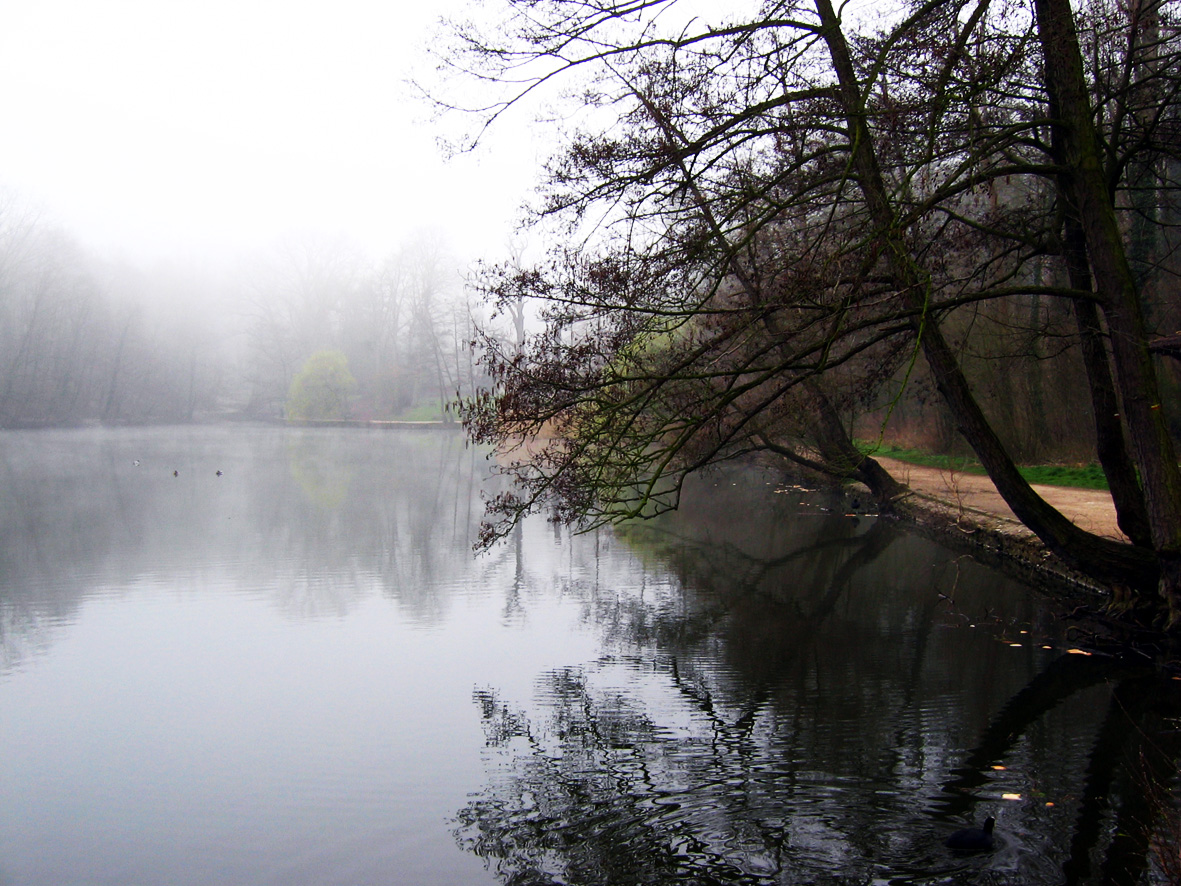
Forêt domaniale de la Malmaison ou Saint-Cucufa.

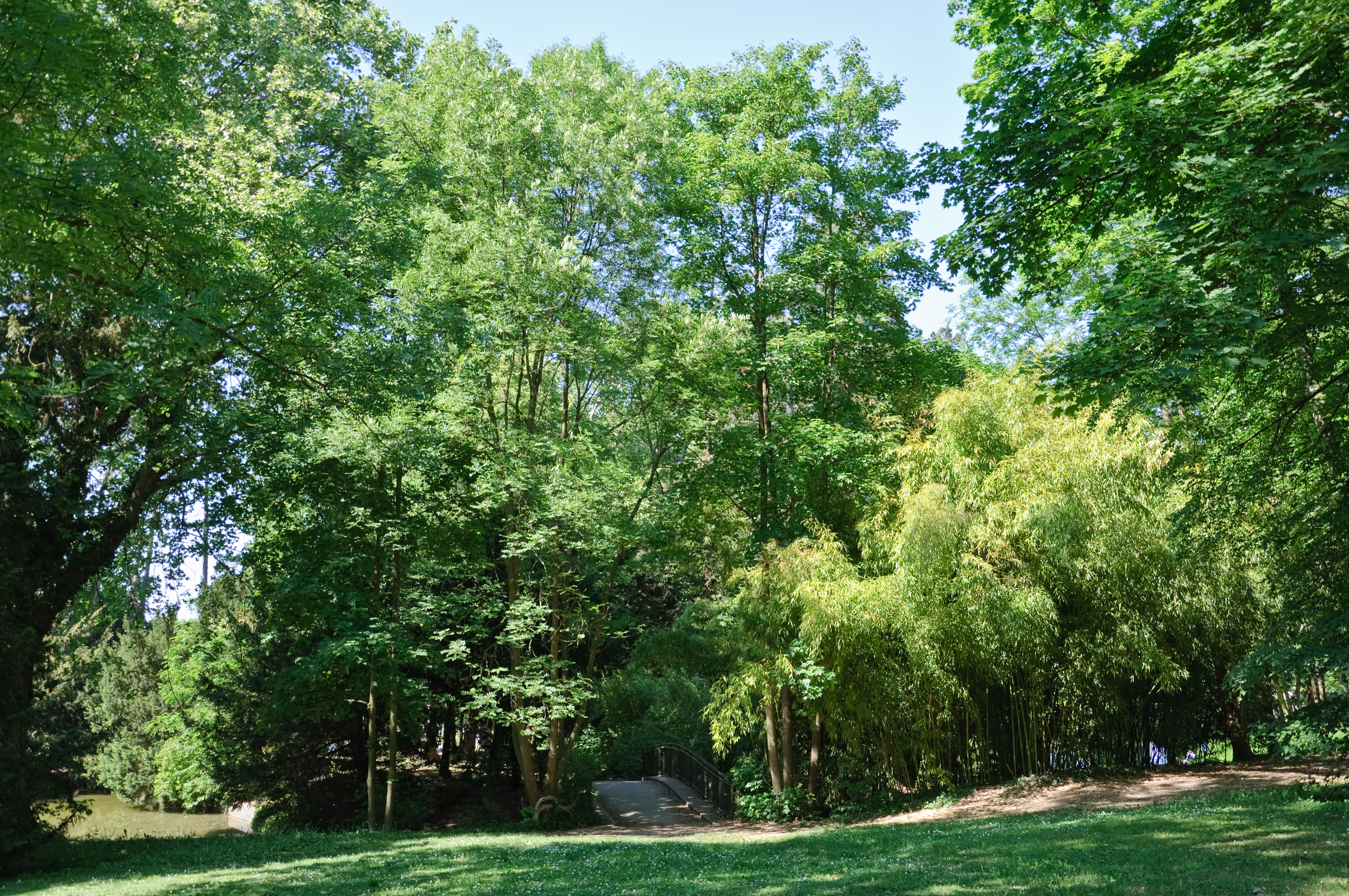
Parc du château de Bois-Préau à Rueil-Malmaison.

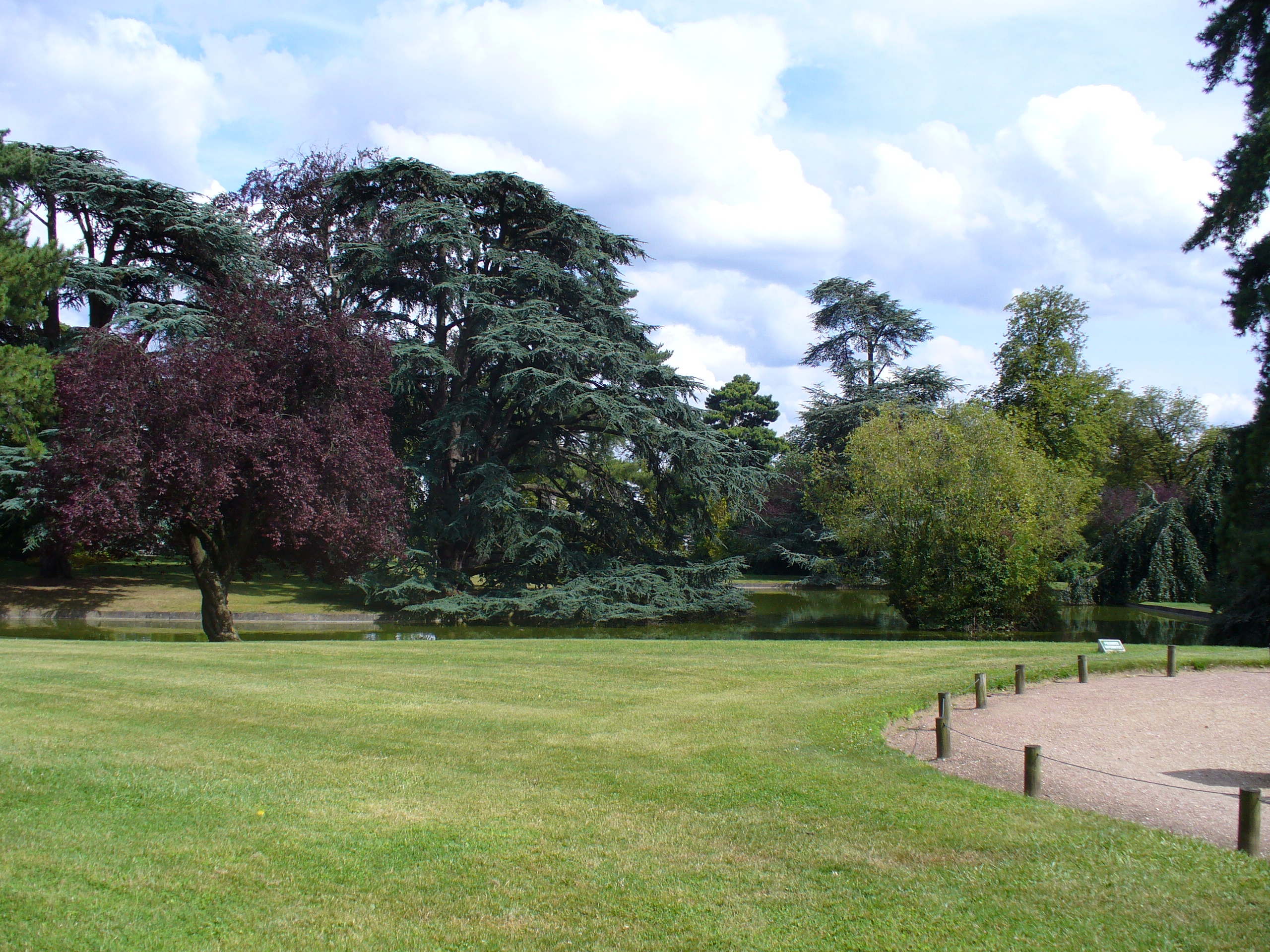
Parc de Saint-Cloud.

- Coulée verte du Sud-Parisien (Malakoff, Châtillon, Bagneux, Fontenay-aux-Roses, Sceaux, Châtenay-Malabry et Antony) ;
- Forêt de Fausses-Reposes (Chaville, Marnes-la-Coquette, Sèvres, Vaucresson et Ville-d'Avray) ;
- Forêt de Meudon (Chaville, Clamart, Meudon et Sèvres) ;
- Parc de Sceaux (Antony et Sceaux) ;
- Parc des Chanteraines (Gennevilliers et Villeneuve-la-Garenne).

Dans les communes :
- Antony
  - Bois de l'Aurore
  - Coulée verte des Godets, coulée verte du Paradis
  - Parc Bourdeau
  - Parc du Breuil et de la Bièvre
  - Parc Heller
  - Parc La Fontaine
  - Parc Raymond-Sibille
  - Square Marc-Sangnier
- Boulogne-Billancourt
  - Jardins du Musée départemental Albert-Kahn
- Bourg-la-Reine
  - Square André-Meunier
- Châtenay-Malabry
  - Arboretum du Val d'Aulnay
  - Parc de la Vallée-aux-Loups dont l'arboretum de la Vallée-aux-Loups et l'Île Verte
  - Forêt de Verrières
- Colombes
  - Parc Pierre-Lagravère
- Courbevoie
  - Parc de Bécon
- Gennevilliers
  - Jardin Chenard-et-Walcker
  - Parc des Sévines
- Issy-les-Moulineaux
  - Parc de l'île Saint-Germain
- Le Plessis-Robinson
  - Bois de la Garenne et bois de la Solitude
  - Jardin de l'étang Colbert
  - Parc Henri-Sellier
- Marnes-la-Coquette
  - Haras de Jardy
- Meudon
  - Parc des Montalets
  - Potager du Dauphin
  - Terrasse et parc de l’observatoire
  - Cèdre Impérial
- Nanterre
  - Parc André-Malraux
  - Parc du Chemin de l'Île
- Rueil-Malmaison
  - Bois de Saint-Cucufa, ou forêt domaniale de la Malmaison
  - Parc de l'Amitié
  - Parc naturel des Gallicourts
  - Parc des Impressionnistes
  - Parc du Mont-Valérien
- Saint-Cloud
  - Domaine national de Saint-Cloud
  - Jardin des Tourneroches
- Sceaux
  - Jardin de la Ménagerie
- Suresnes
  - Promenade Jacques-Baumel (dans la continuité du parc du Mont-Valérien situé à Rueil-Malmaison, comporte notamment les terrasses de Freyssinet.)
  - Parc du château

### Patrimoine architectural

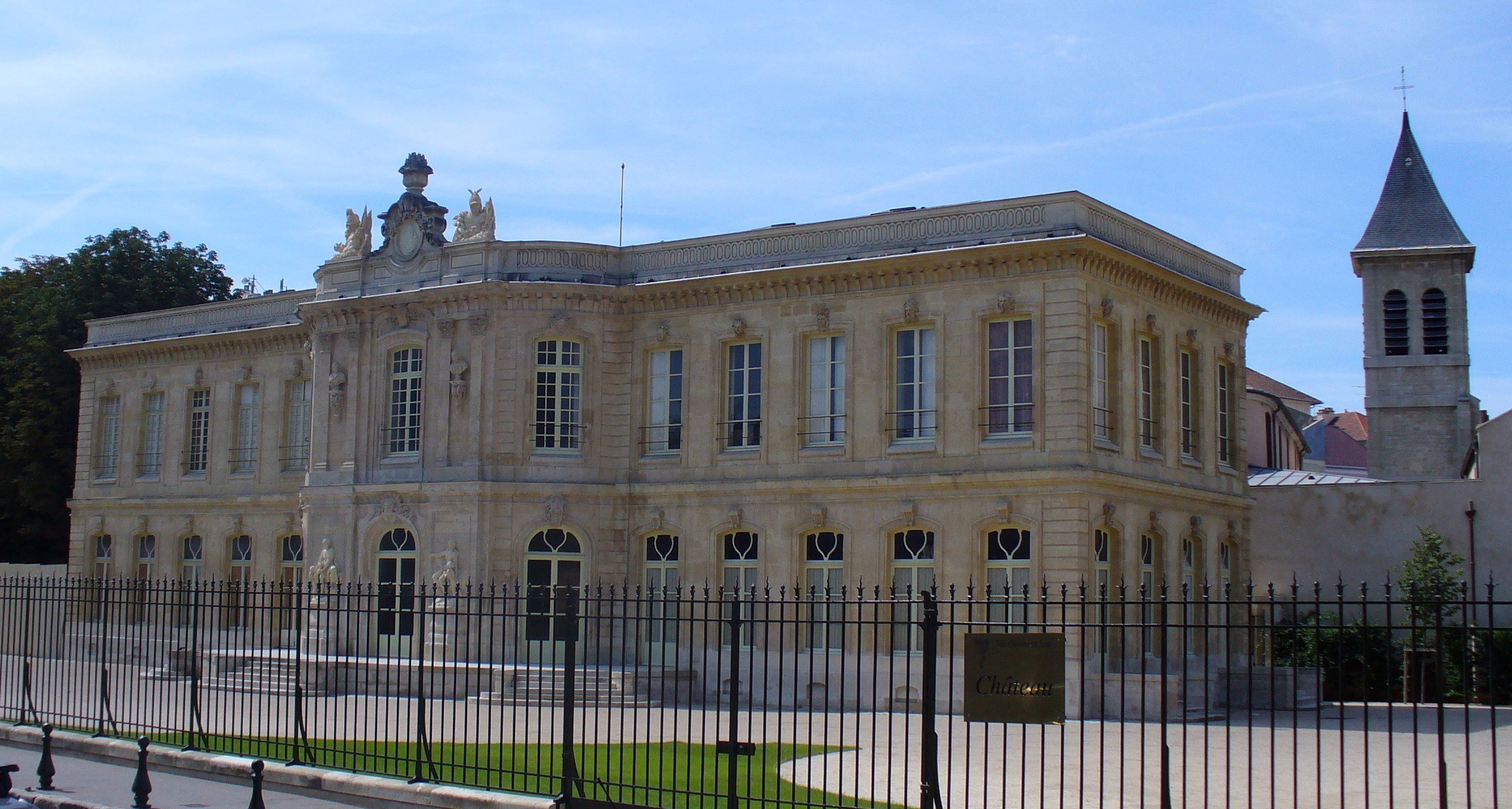
Château d'Asnières, qui a inspiré la résidence The Elms à Newport (Rhode Island), construit sous le règne de Louis XV.

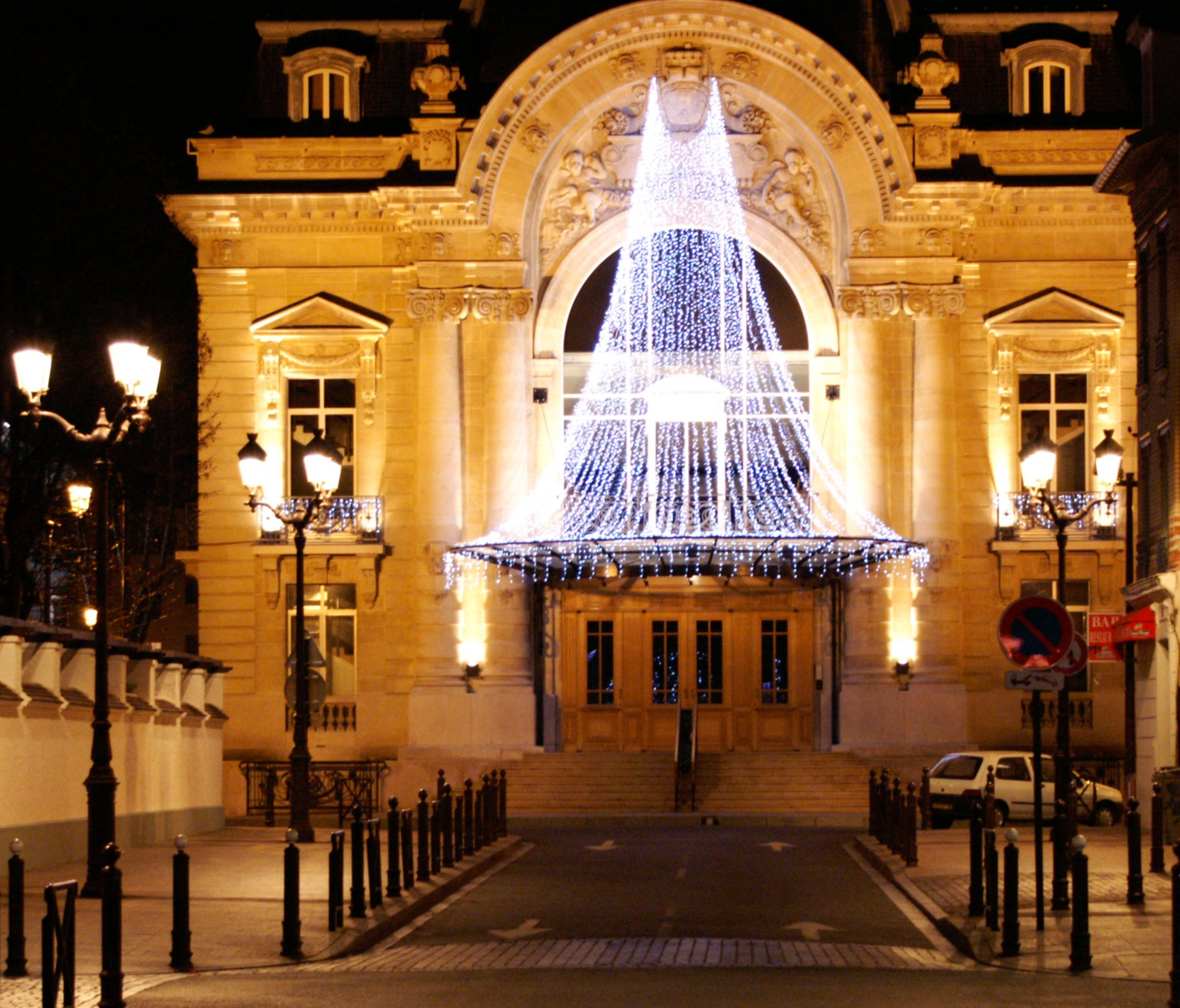
Théâtre des Hauts-de-Seine à Puteaux.

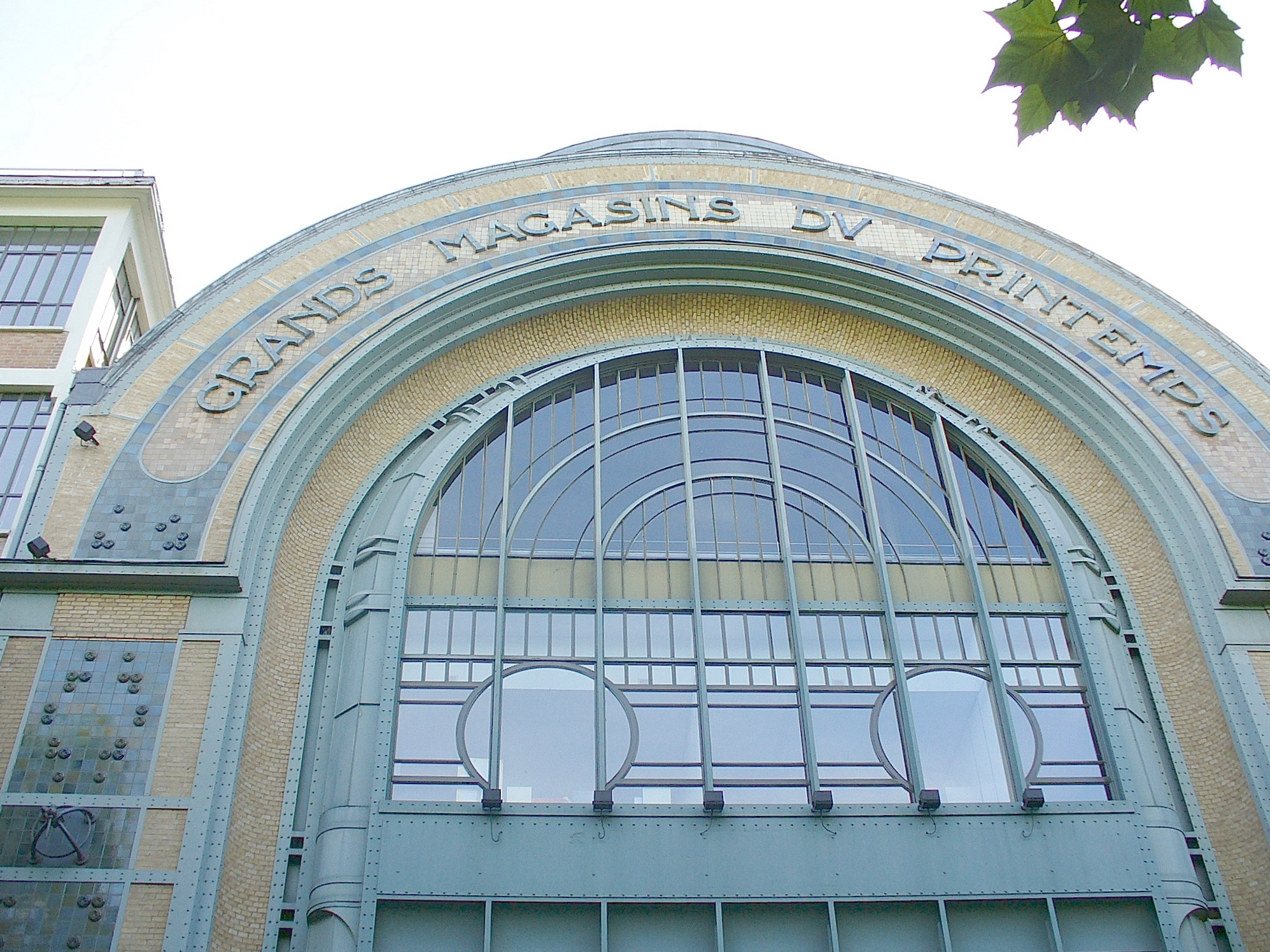
Ancienne annexe des grands magasins du Printemps à Clichy.

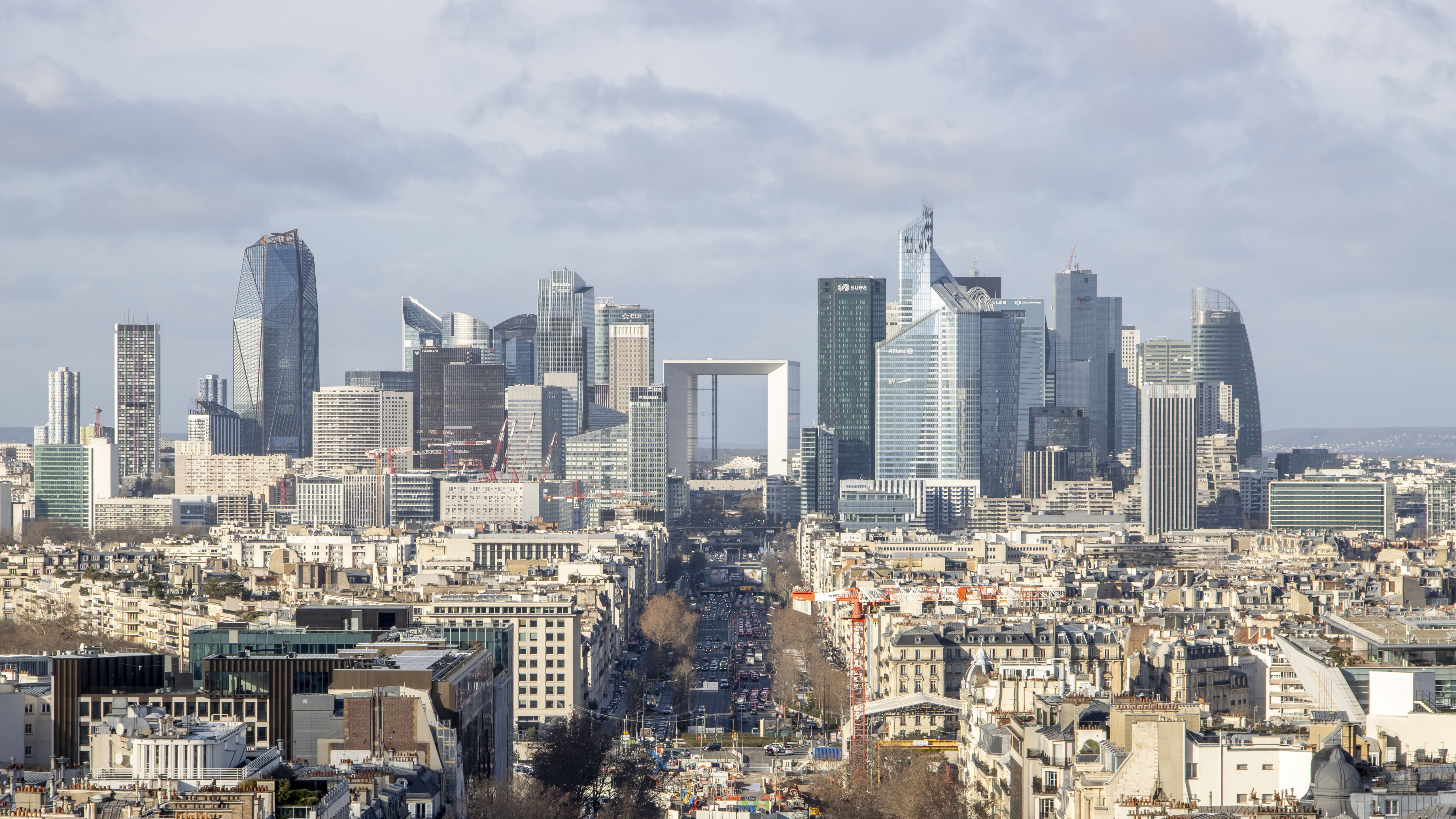
Quartier de La Défense, architecture des.

Le département regroupe une série d'édifices de styles architecturaux bien différents :
- le clocher de Châtenay-Malabry de style roman
- l'église Saint-Hermeland de Bagneux de style gothique
- l'église de Puteaux de style flamboyant
- l'orangerie de Meudon de style Renaissance
- l'église de Rueil-Malmaison ou à la maison d'Armande Béjart à Meudon d'art baroque

Parmi les autres sites remarquables, on trouve :
- le château de Malmaison, ancien cœur du gouvernement français pendant le Consulat.
- le parc de Saint-Cloud, accueillant fêtes foraines et Rock en Seine dans des jardins dessinés par Le Nôtre.
- le pavillon de Breteuil, inauguré par Louis XIV en 1672, dans le parc de Saint-Cloud
- le centre d'arts plastiques contemporains Albert Chanot, Clamart
- la maison de la pêche et de la nature, Levallois-Perret
- le château de Sceaux, Sceaux
- le musée de l'Île-de-France, Sceaux
- le château Sainte-Barbe, Fontenay-aux-Roses
- le château La Boissière, Fontenay-aux-Roses
- le domaine national de Malmaison, Rueil-Malmaison
- l'église Saint-Stanislas des Blagis, Fontenay-aux-Roses
- le musée départemental Albert-Kahn et ses jardins, Boulogne-Billancourt
- l'arboretum de la Vallée-aux-Loups, Châtenay-Malabry
- la villa Saint-Cyr, collection Dalpayrat, Bourg-la-Reine
- la halle du parc de l'île Saint-Germain, Issy-les-Moulineaux
- le Hangar Y à Meudon
- la bibliothèque et villa Marmottan, Boulogne-Billancourt
- la fondation Arp, Clamart
- l'hippodrome de Saint-Cloud, Saint-Cloud
- le Musée et parcours des années 1930, Boulogne-Billancourt
- le Musée Roybet Fould, Courbevoie
- le Musée d'histoire locale, Rueil-Malmaison
- le musée de La Défense, La Défense
- l'Explora@dome, Bois de Boulogne, Neuilly/Paris
- la maison de Chateaubriand, Châtenay-Malabry
- le mémorial de la France combattante au Mont Valérien, Suresnes
- le musée français de la carte à jouer, Issy-les-Moulineaux
- l'observatoire de Meudon, Meudon
- la maison des Jardies, maison de Gambetta et propriété de Balzac, Sèvres
- le musée du bonsaï, Châtenay-Malabry
- Naturoscope, Île de Puteaux, Puteaux
- le cimetière des chiens, Asnières-sur-Seine
- Mastaba1, la maison-musée de Jean-Pierre Raynaud, La Garenne-Colombes
- le musée Renault, Boulogne-Billancourt
- le musée historique du domaine national de Saint-Cloud, Saint-Cloud
- le Musée d'art et d'histoire, maison d'Armande Béjart, Meudon
- le château de la Petite Malmaison, Rueil-Malmaison
- le musée-jardin Paul-Landowski, Boulogne-Billancourt
- le musée municipal d'art et d'histoire de Colombes, Colombes
- le musée franco-suisse, Rueil-Malmaison
- la Grande Arche de La Défense, La Défense
- la Musée-atelier de Rodin, Meudon
- le musée national de Céramique, Sèvres
- le séminaire Saint-Sulpice, Issy-les-Moulineaux

### Vignes
- Bagneux, 760 pieds, Sauvignon, Sémillon, Vin blanc
- Boulogne, 30 pieds, Merlot
- Chatillon, 61 pieds, Baco, Sémillon, Vin rosé
- Chaville, 400 pieds, Pinot noir, Gamay, Vin rouge et vin blanc
- Clamart, Clos de Clamart, 400 pieds, Sémillon, Vin blanc
- Clamart, Clos Franquet, 170 pieds, Sémillon, Vin blanc
- Courbevoie, 500 pieds, Sémillon, Vin blanc
- La Défense, 350 pieds de Pinot noir et 350 pieds de Chardonnay
- Issy-les-Moulineaux, 265 pieds, Chardonnay, Pinot Beurot
- Meudon, 450 pieds, Cabernet franc, Vin rouge
- Rueil-Malmaison, 1 080 pieds, Sauvignon, Chasselas, Vin blanc
- Sceaux, 15 pieds, Vin blanc
- Suresnes, 7 600 pieds, Chardonnay, Sauvignon, Vin blanc

Soit un total d'environ 12 400 pieds.

### Noms locaux des communes

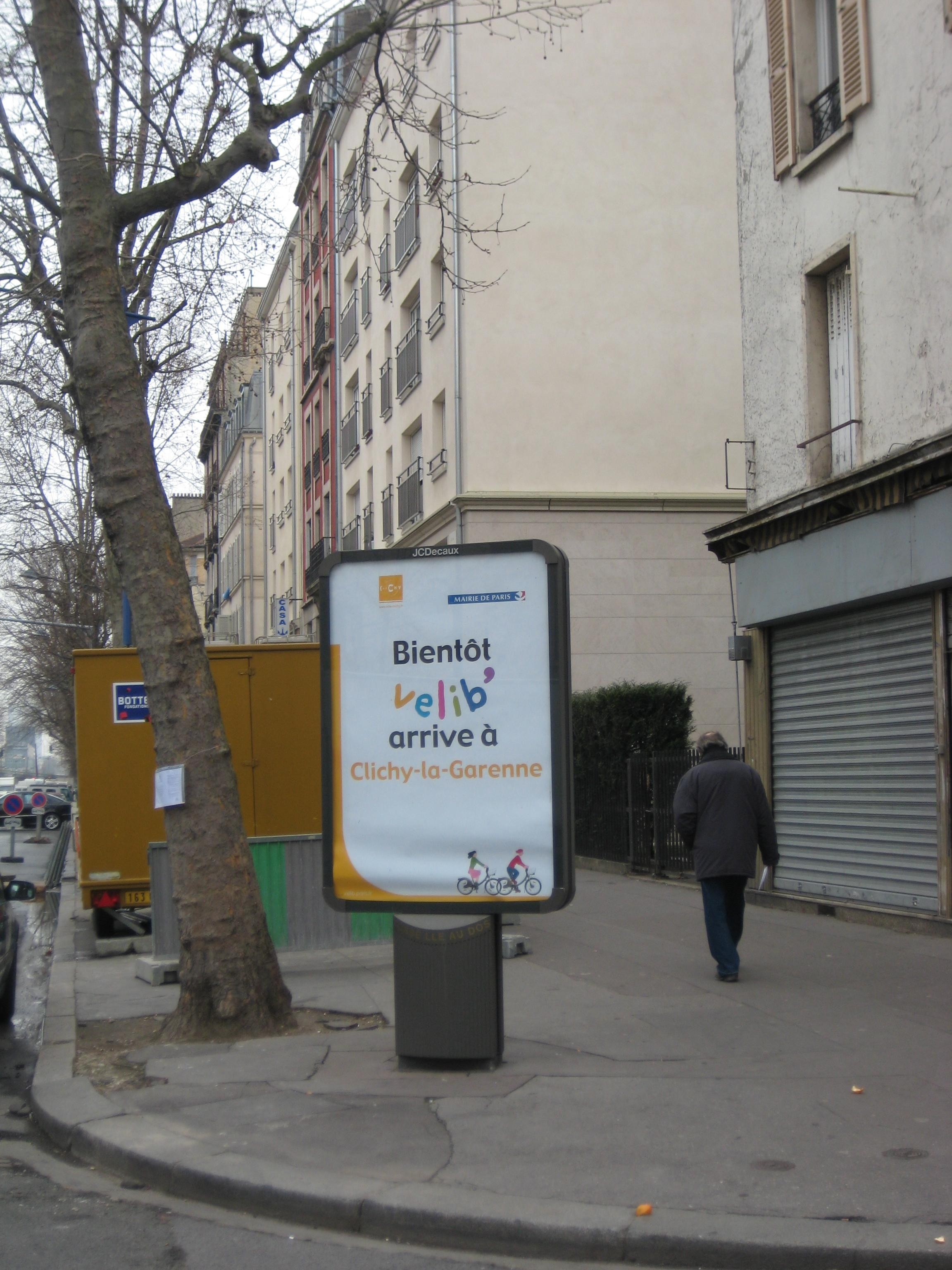
Panneau d'information, ville de Clichy-la-Garenne.

Dans la culture locale, certaines communes du département sont appelées autrement que par leur nom officiel, pour des raisons historiques ou par simplicité.
- Asnières-sur-Seine, ou Asnières (qui était le nom de la commune jusqu'au 15 février 1968)
- Boulogne-Billancourt, ou Boulogne-sur-Seine (qui était le nom de la commune jusqu'en 1926), voire Boulogne (qui n'a jamais été le nom de cette commune)
- Clichy, ou Clichy-la-Garenne (nom de la commune au moins jusqu'en 1818)
- Fontenay-aux-Roses, ou Fontenay
- La Garenne-Colombes, ou La Garenne
- Issy-les-Moulineaux, ou Issy
- Levallois-Perret, ou Levallois
- Neuilly-sur-Seine, ou Neuilly
- Rueil-Malmaison, ou Rueil
- Villeneuve-la-Garenne, ou Villeneuve

Ces noms non officiels apparaissent aléatoirement à la place des noms officiels sur les cartes, les panneaux ou la communication des municipalités.

### Grands festivals

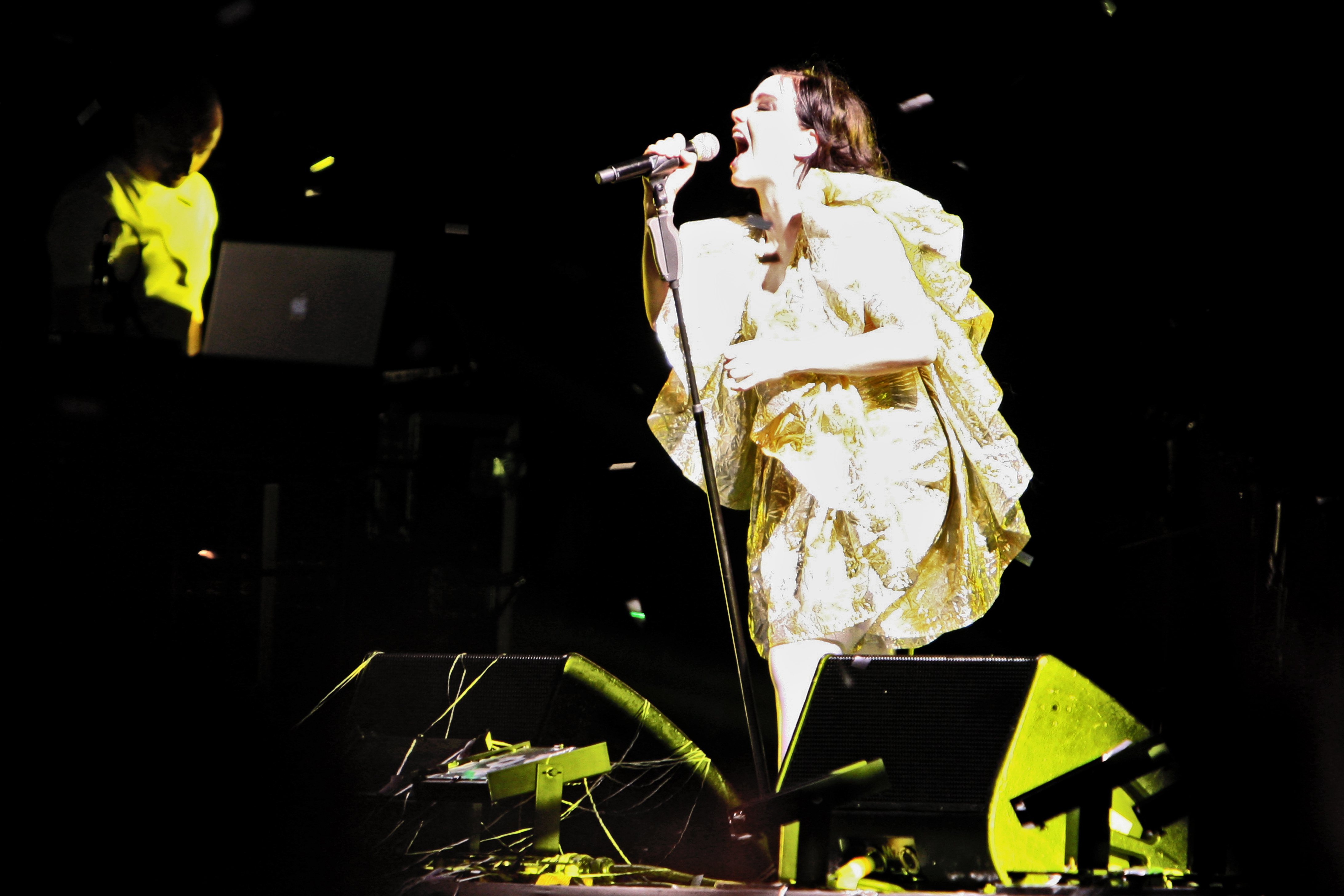
Björk à Rock en Seine en 2007.

- Festival Chorus des Hauts-de-Seine et son tremplin de la chanson, en partie à La Défense
- Festival Rock en Seine au parc de Saint-Cloud
- Les Avant Seine au parc de Saint-Cloud
- Festival Solidays au bois de Boulogne en bordure du département

L'opération des Avant Seine permet depuis 2005 de mettre un coup de projecteur sur la scène rock francilienne en permettant à six groupes franciliens sélectionnés de se produire sur une des scènes du festival Rock en Seine. Chacun de ces groupes a l'occasion de voir un de ses titres édité sur une compilation diffusée gratuitement à 80 000 exemplaires.
C'est à la suite d'une dispute en coulisses aux répercussions très médiatisées, juste avant leur passage sur scène lors du festival Rock en Seine de 2009, que le groupe de rock anglais Oasis s'est séparé. Fin 2009, le groupe s'est partiellement reformé sous le nom Beady Eye.

### Les Hauts-de-Seine dans la culture et les arts

#### Littérature
Le département des Hauts-de-Seine a été l'objet d'un récit autobiographique de Peter Handke, qui l'a surnommé « la baie de personne » dans son livre Mon année dans la baie de personne en 1994. L'écrivain habitait Chaville, et décrit le département dans une prose poétique.

#### Peinture et photographie
De grands noms du mouvement impressionniste ont peint des fragments du département qui n'était pas encore entièrement urbanisé :

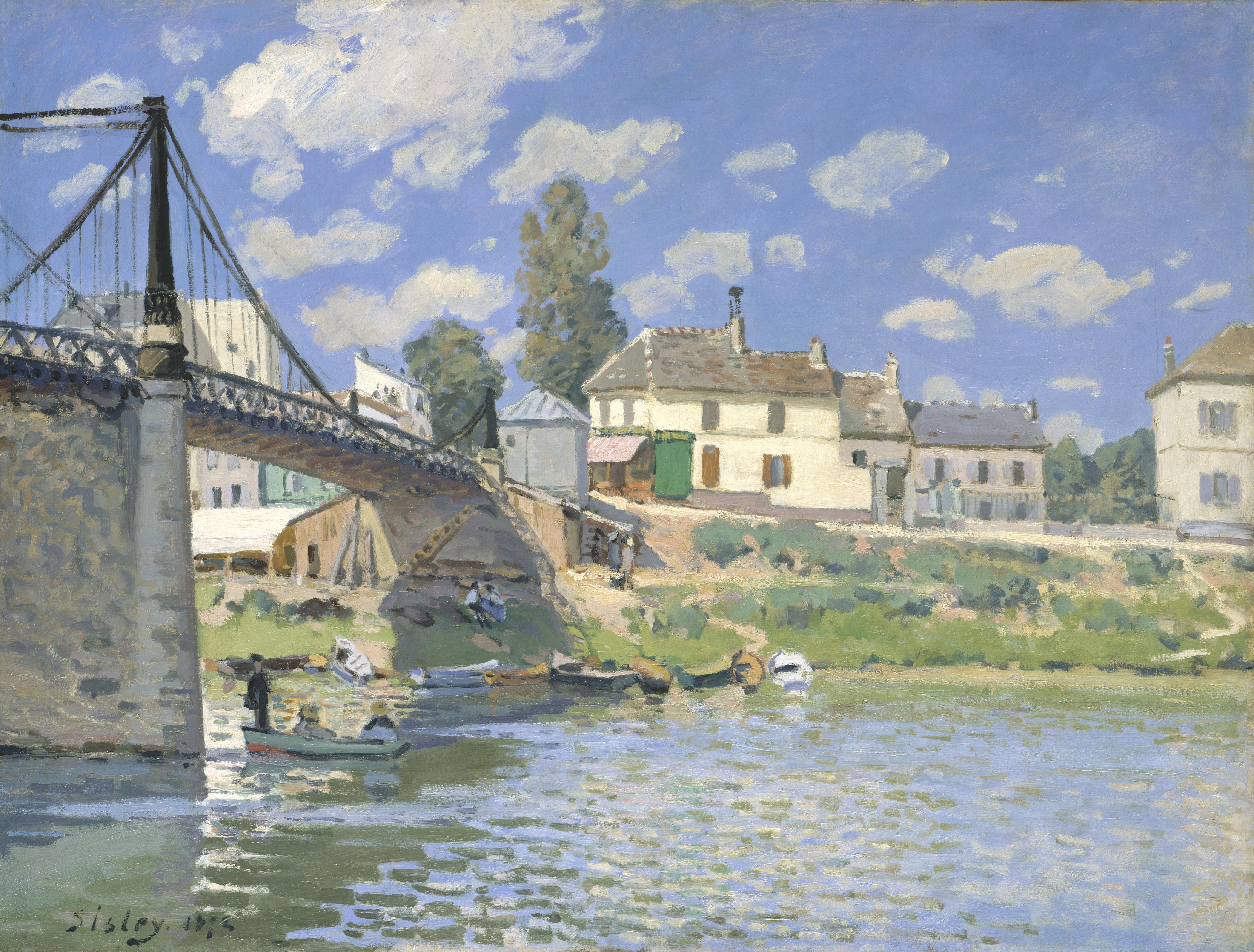
Le Pont de Villeneuve-la-Garenne de Alfred Sisley, 1872.
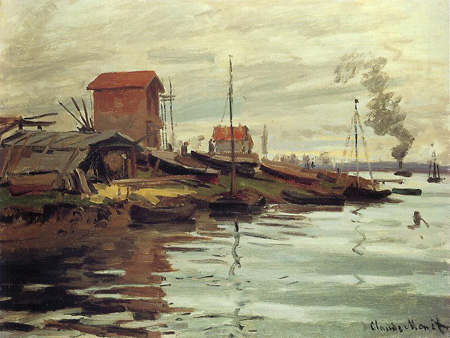
La Seine au petit Gennevilliers de Claude Monet, 1872.
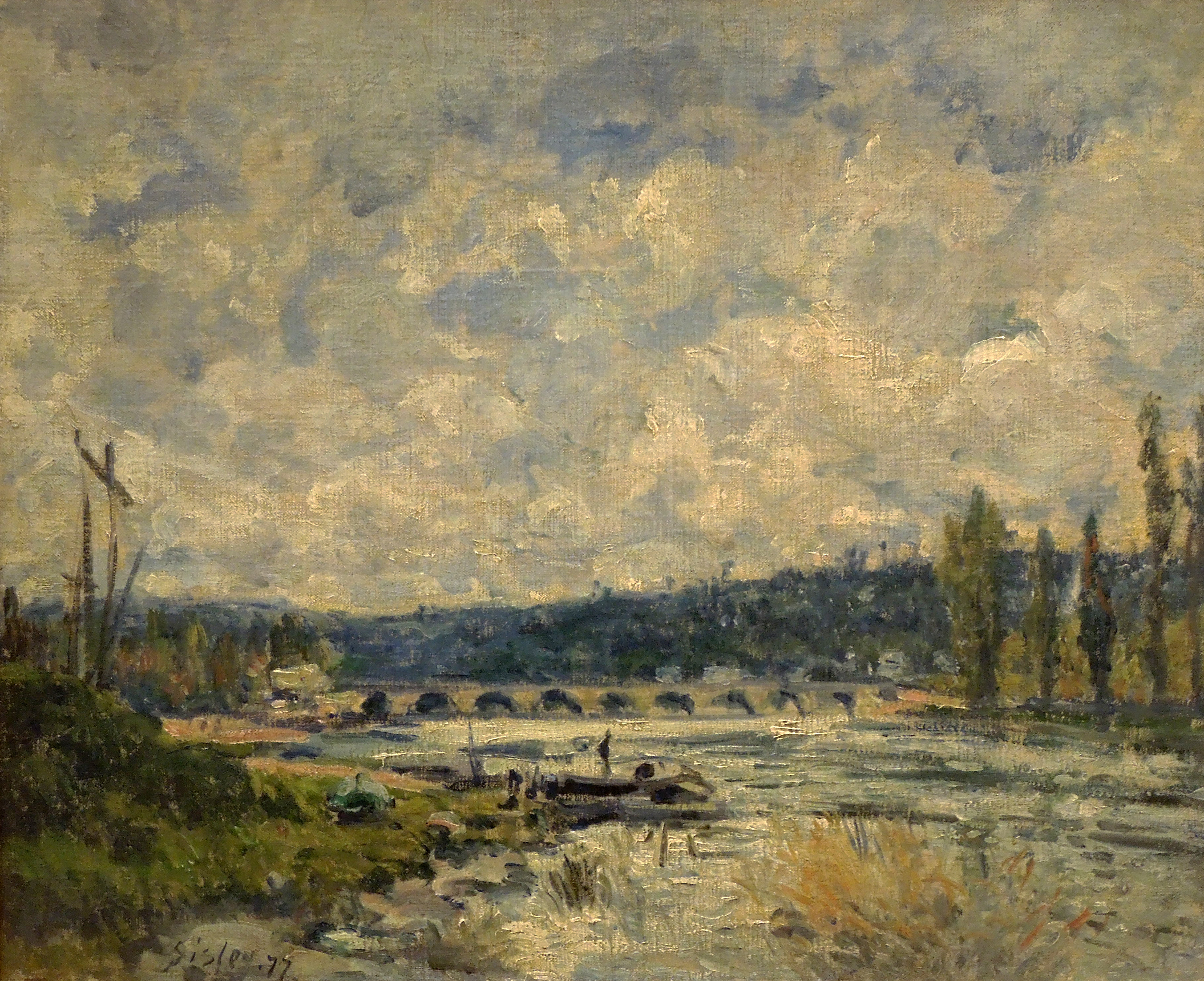
Le Pont de Sèvres de Alfred Sisley, 1877.
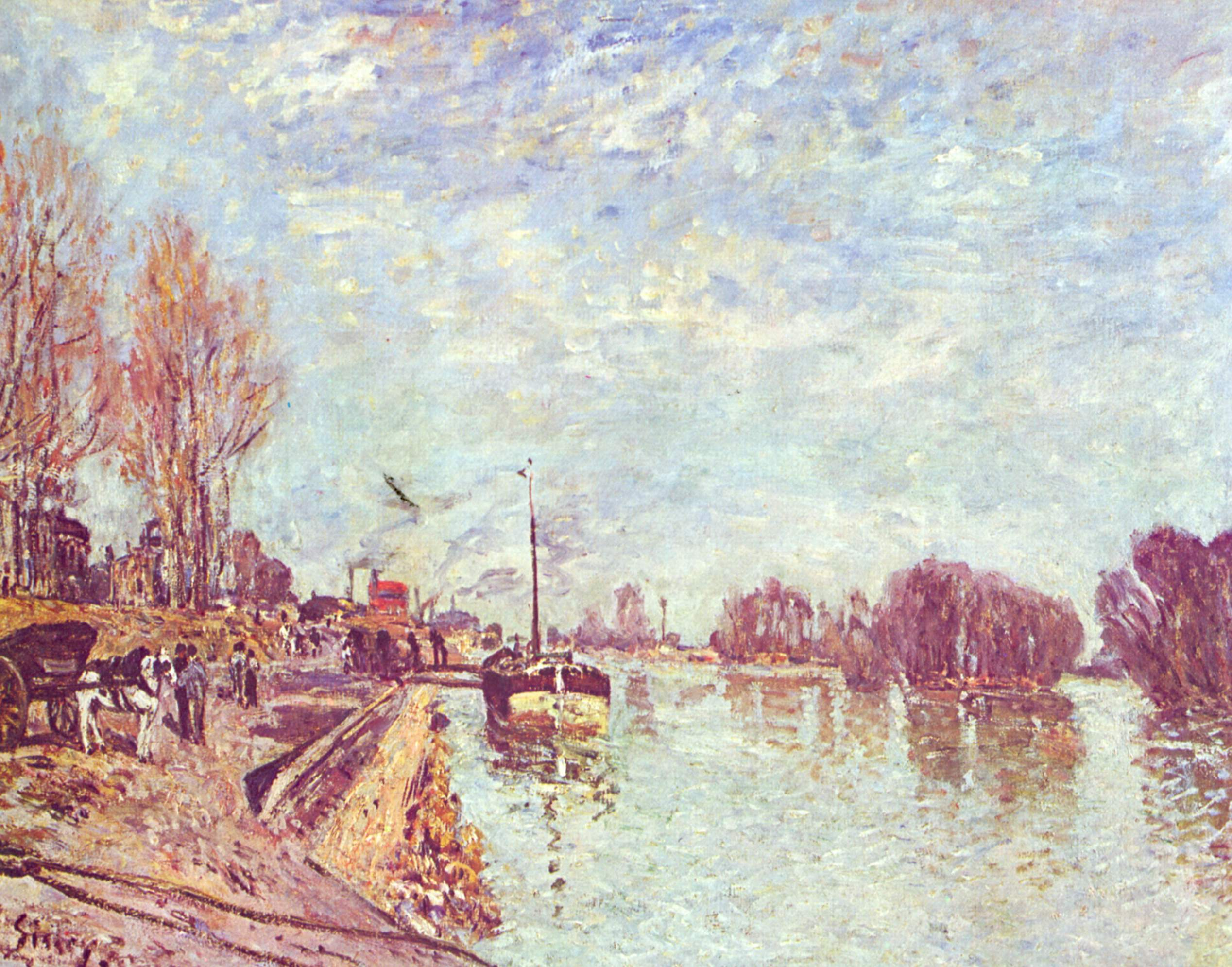
La Seine près de Suresnes de Alfred Sisley, 1879.
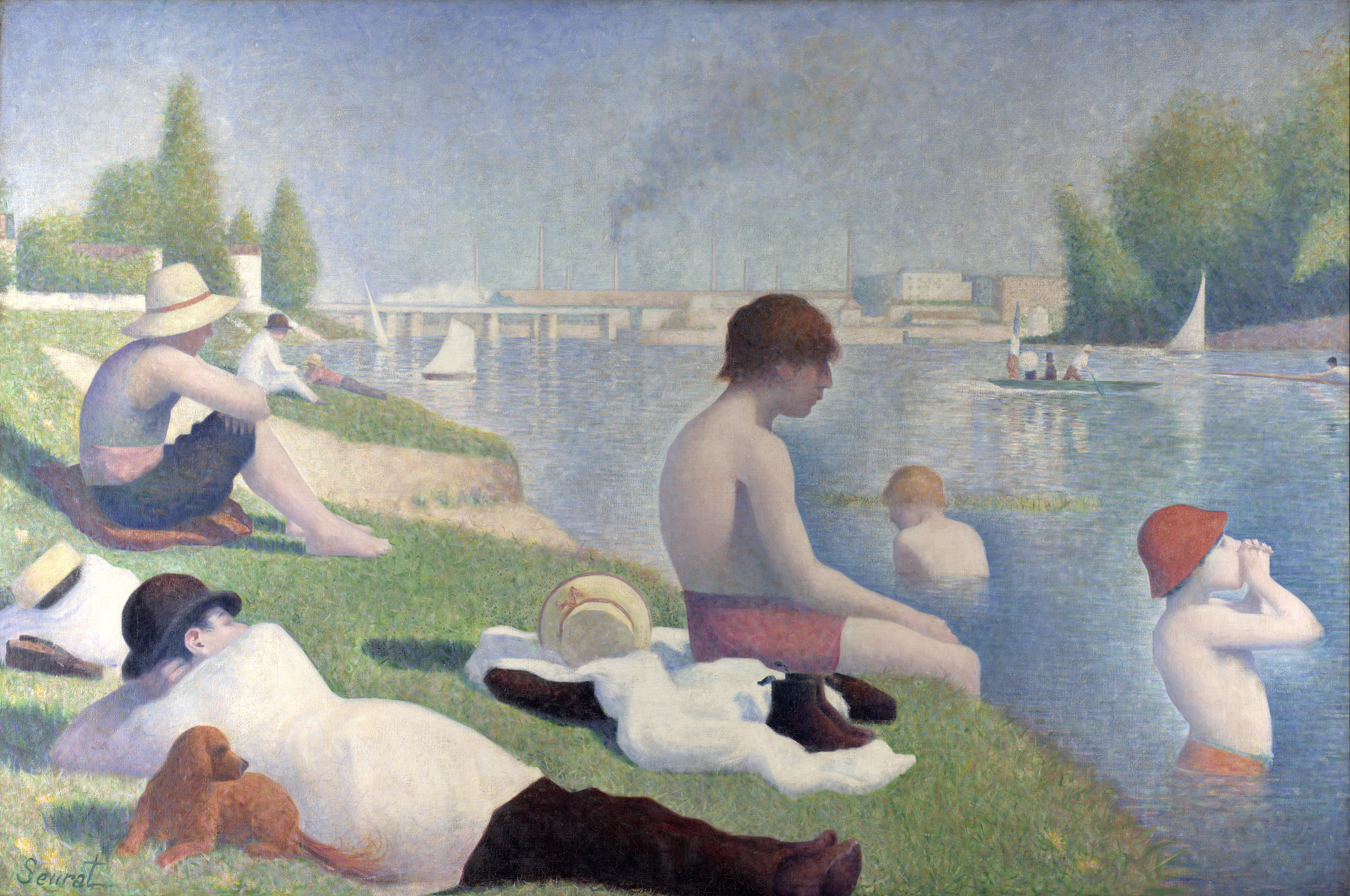
Une baignade à Asnières de Georges Seurat, 1884.
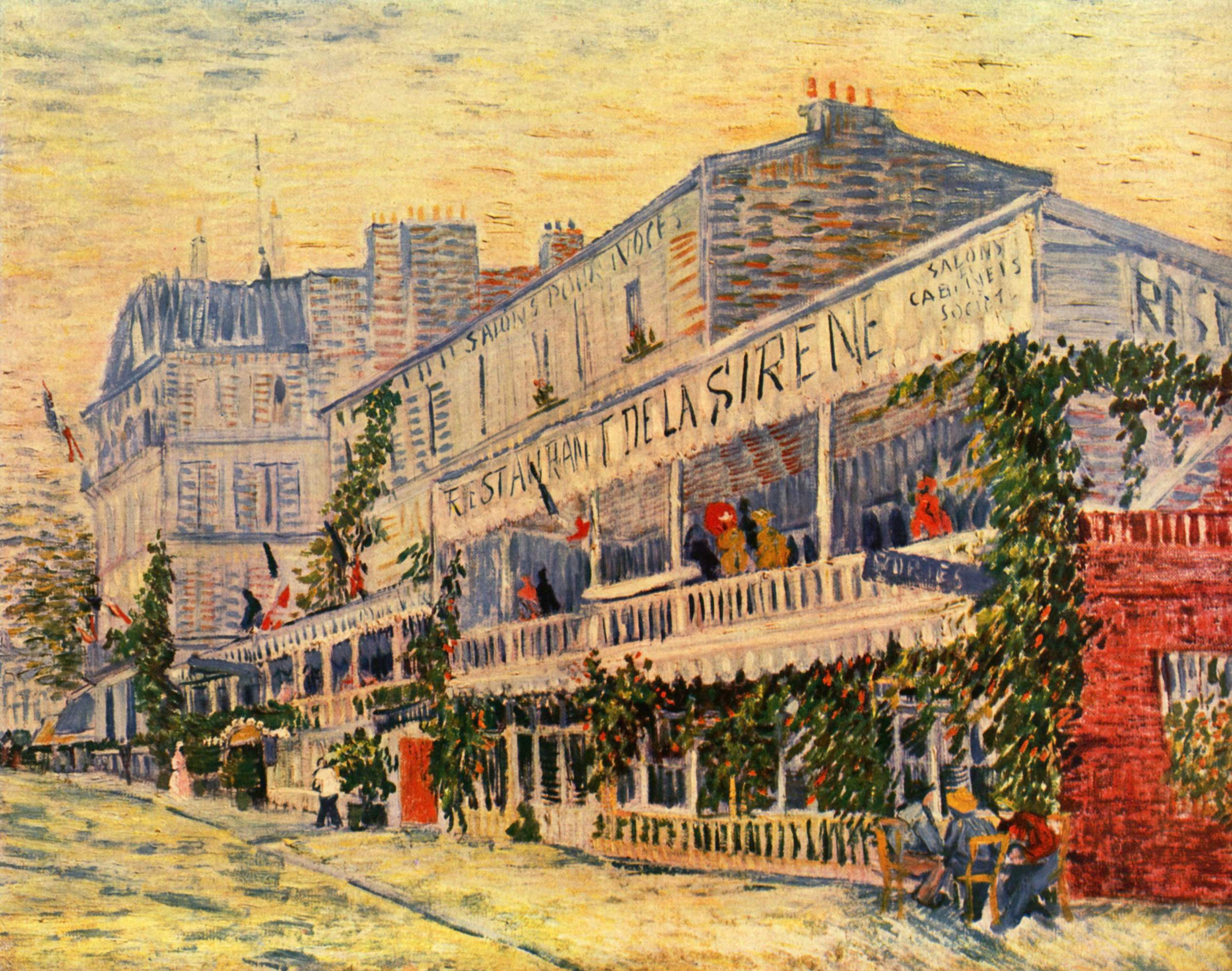
Le Restaurant de la Sirène à Asnières de Vincent van Gogh, 1887.
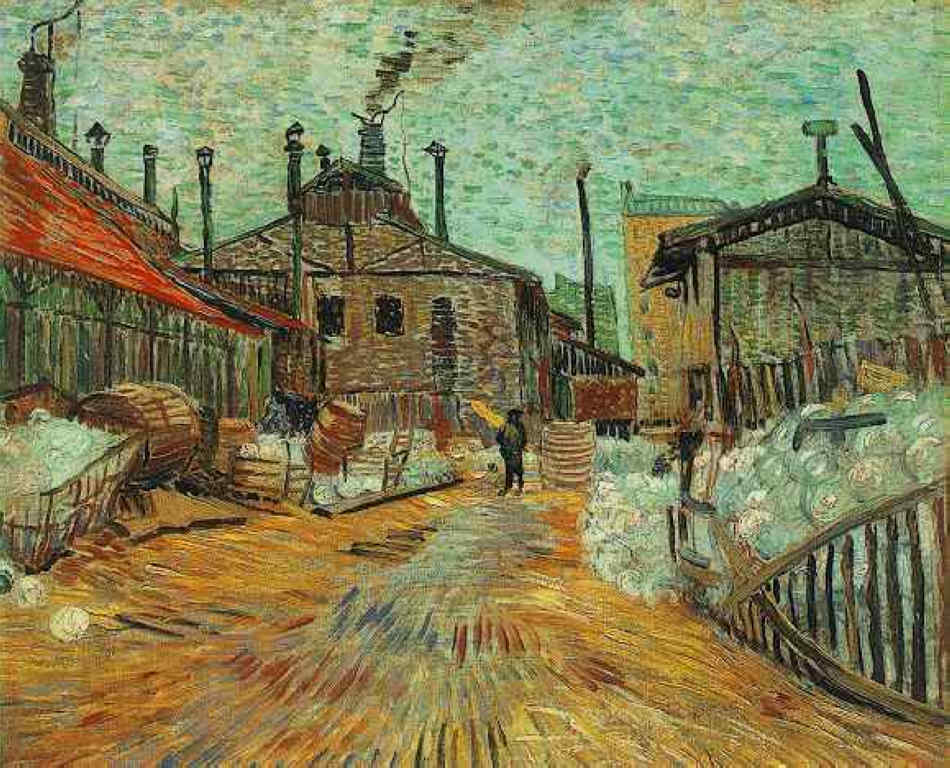
Les usines d'Asnières de Vincent van Gogh, 1887.

#### Cinéma et télévision

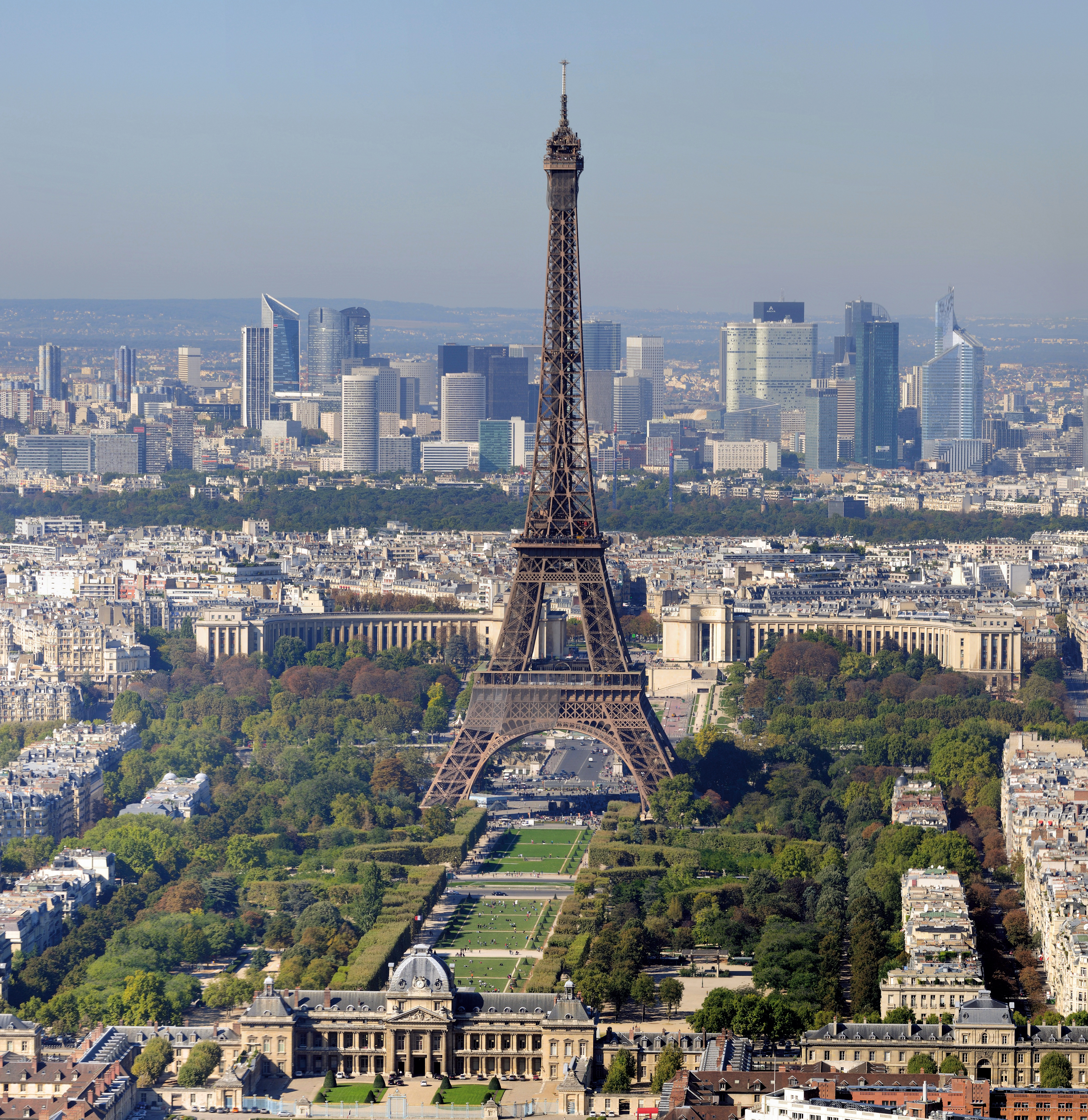
La Défense représente aussi la ville de Paris, même si elle n'en fait pas partie.

Du fait de sa proximité avec Paris et de son caractère très urbain, le département des Hauts-de-Seine apparaît dans de très nombreux films. Récemment, des scènes du film Mesrine, L'Ennemi public n° 1, de Jean-François Richet, furent tournées à Clichy en 2007, où Jacques Mesrine a passé une partie importante de sa vie,. Neuilly sa mère !, tourné en 2008 à Neuilly-sur-Seine, de Gabriel Julien-Laferrière, reflète les stéréotypes du département et plus particulièrement de la ville de Neuilly.
Le film Tout ce qui brille, sortie en 2010 a majoritairement était tourné à Puteaux et à La Défense
Les arrière-plans des chaînes de la TNT locales, comme NRJ Paris, reprennent très souvent des vues sur La Défense. Plusieurs chaînes de télévision ayant leur siège et leurs studios d'enregistrement du journal dans les Hauts-de-Seine, telles que TF1 ou M6, les plans sur le département sont très fréquents, ainsi que des émissions et des reportages tournés dans le département.

#### Musique

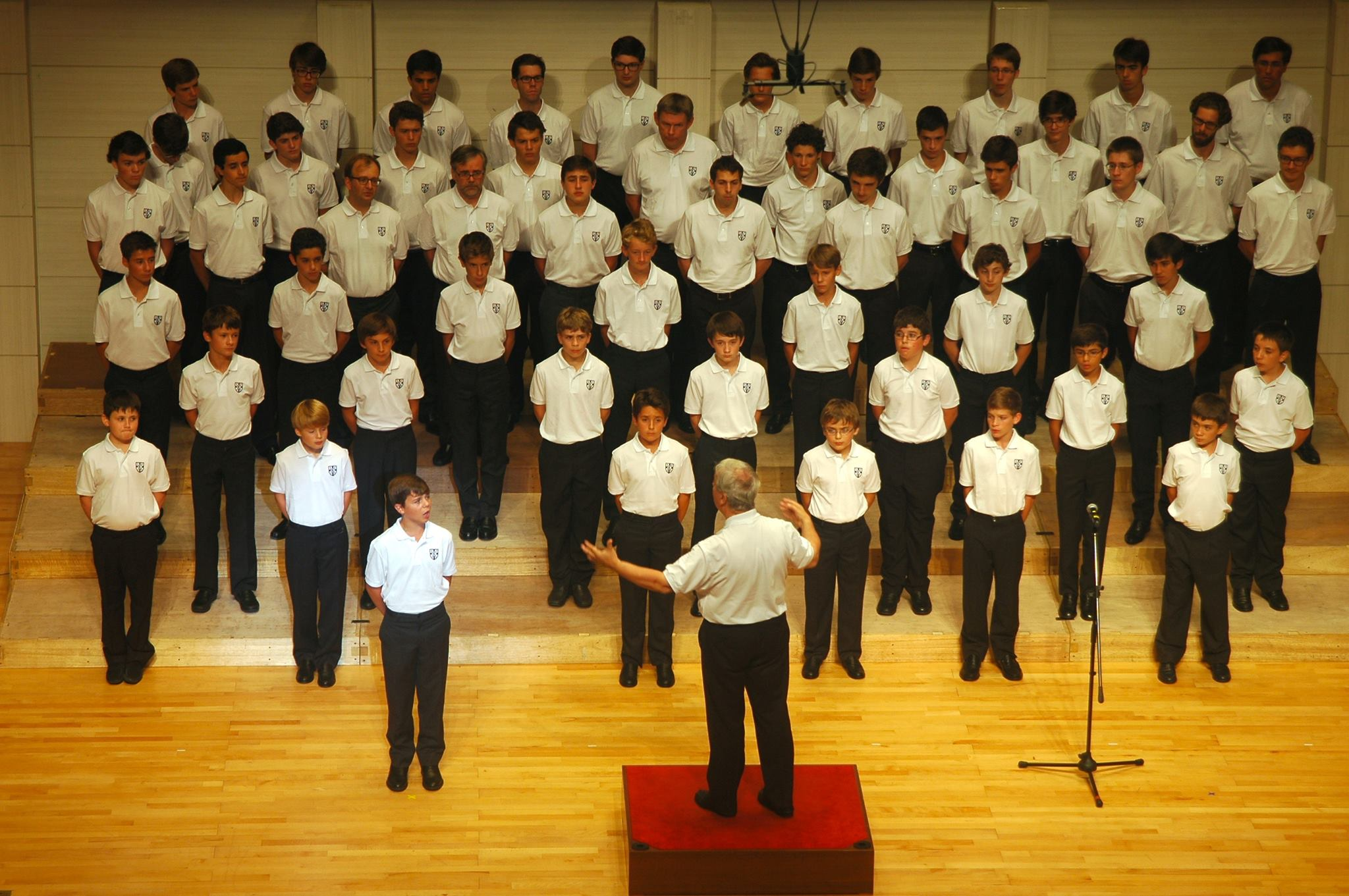
Les Petits Chanteurs de Sainte-Croix de Neuilly.

Les Petits Chanteurs de Sainte-Croix de Neuilly (The Paris Boys Choir) est l'un des chœurs de garçons français parmi les plus réputés au monde. Actif depuis 1956 au sein de l'Institution Notre-Dame de Sainte-Croix à Neuilly-sur-Seine, il est dirigé par François Polgár depuis 1983.
Les Petits Chanteurs d'Asnières est une chorale de garçons qui a connu un large succès dans les années 1970, Eddie Barclay l'ayant choisie pour former Les Poppys, groupe qui a vendu près de quatre millions d'albums dans le monde. Renouvelant ses membres au cours du temps, la chorale continue de se produire, fait des concerts partout en France et accompagne des stars de la chansons telles que Céline Dion, Johnny Hallyday, Alain Souchon, Hélène Ségara, Pascal Obispo ou encore Enrico Macias.
Auteuil, Neuilly, Passy, « Rap B.C.B.G. » des Inconnus datant de 1991, donne une image très stéréotypée de la ville Neuilly au sein des Hauts-de-Seine. Le groupe de rap français Lunatic donnait une tout autre image du département dans des morceaux tels que 92 I bien que parlant encore de « comptes blindés à la BNP ».

### Personnalités
Les personnalités, nées, mortes ou ayant vécu dans le département sont très nombreuses. On se référera aux sections correspondantes dans chacun des 36 articles des communes altoséquanaises.

### Héraldique et logotype
| Blason | Blasonnement : « Parti d'azur à une fleur de lys d'or et de gueules à une nef d'argent, au chef d'argent chargé d'une fasce ondée d'azur. » |

## Pour approfondir

#### Histoire
Par périodes historiques successives
- Annie Fourcaut (dir.), Banlieue rouge, 1920-1960 : Années Thorez, années Gabin : archétype du populaire, banc d'essai des modernités, Autrement, 1992.
- Georges Poisson, Les Hauts-de-Seine soixante ans avant leur naissance, éditions Horvath.
- Marc Gaillard, Grandes heures des Hauts-de-Seine, Image-Magie, conseil général.
- Jean Fondin, Hauts-de-Seine, berceau de l'automobile, ETAI, Colline de l'automobile, 1992.
- Mady Ariès, Philippe Barthelet, Guy Burgel, François Lapoix, Bertrand Pouradier Duteil et Martine Le Galen, Hauts-de-Seine, éditions Bonneton.
- Hauts-de-Seine 1964-2004 : 40 ans de mutations à la croisée des générations, Éditions Transversales, 2004.

#### Patrimoine
Par date de publication (idem infra)
- Architectures du sport, Val-de-Marne, Hauts-de-Seine, Cahiers de l'inventaire général, Association pour le patrimoine de l'Île-de-France, 1991.
- George Poisson et Pascal Lemaître, Les monuments historiques des Hauts-de-Seine, 1992, Les Presses Artistiques, 58 p.
- Jean-Marie Pérouse de Monclos (dir.), Le guide du patrimoine d'Île-de-France, Hachette, 1992
- Le patrimoine des communes des Hauts-de-Seine, Flohic éditions, 1994
- Patrimoine culturel des Hauts-de-Seine - Parcs et jardins - Demeures et musées - Sites scientifiques, CDDP des Hauts-de-Seine, 1998.
- Marie Montfort et Gisèle Caumont (dir.), Patrimoine des Hauts-de-Seine : Guide des tableaux conservés dans les édifices publics et privés, deux tomes, Somogy, éditions d'art, conseil général des Hauts-de-Seine, 2006
- Marie Monfort, Jannie Mayer et Claire Vignes-Dumas (dir.), Patrimoine des Hauts-de-Seine : Guide des peintures murales 1910-1960, Somogy, 2009.

#### Arts
- Anne Guillin, Les peintres et les Hauts-de-Seine, Peintres et départements, Sogemo, 1990.
- Martial Leroux, Histoire musicales des Hauts-de-Seine, La Couronne d'Euterpe, 1993.
- Philippe Barthelet, Les écrivains et les Hauts-de-Seine, Cyrnéa éditions, 1994

#### Nature
- Parcours dans le paysage des Hauts-de-Seine, Topos, 1994.
- Jean-Noël Maleyx et Catherine Dupouey (dir.), Les Hauts-de-Seine ou la nature en ville, conseil général des Hauts-de-Seine, 2000

### Iconographie

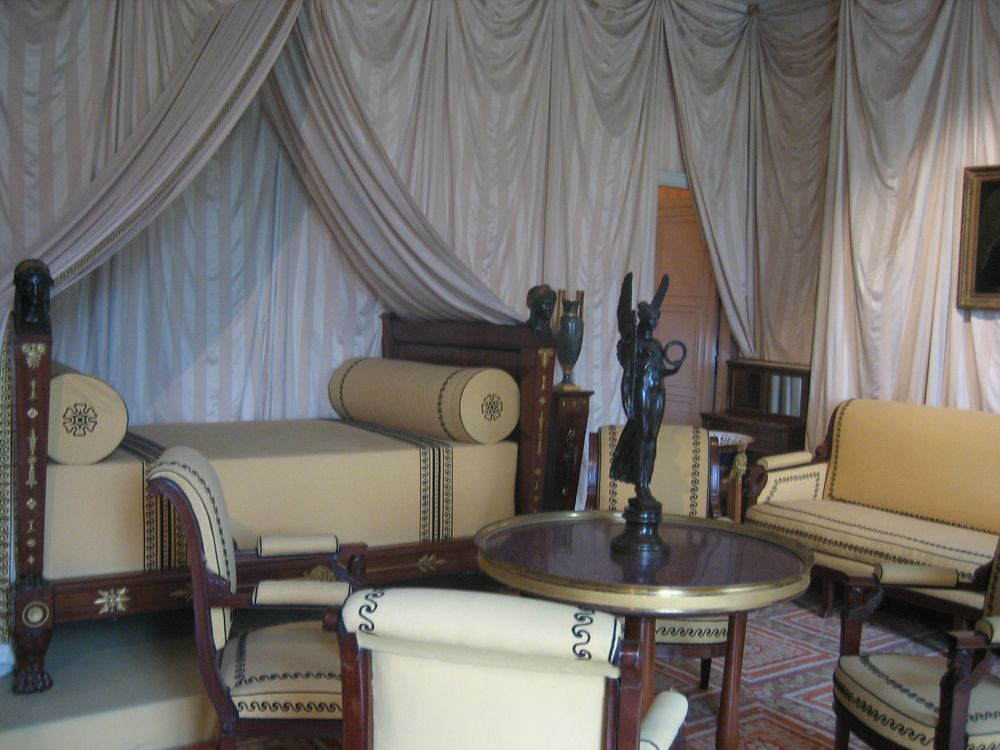
Chambre ordinaire de Joséphine au château de Malmaison.
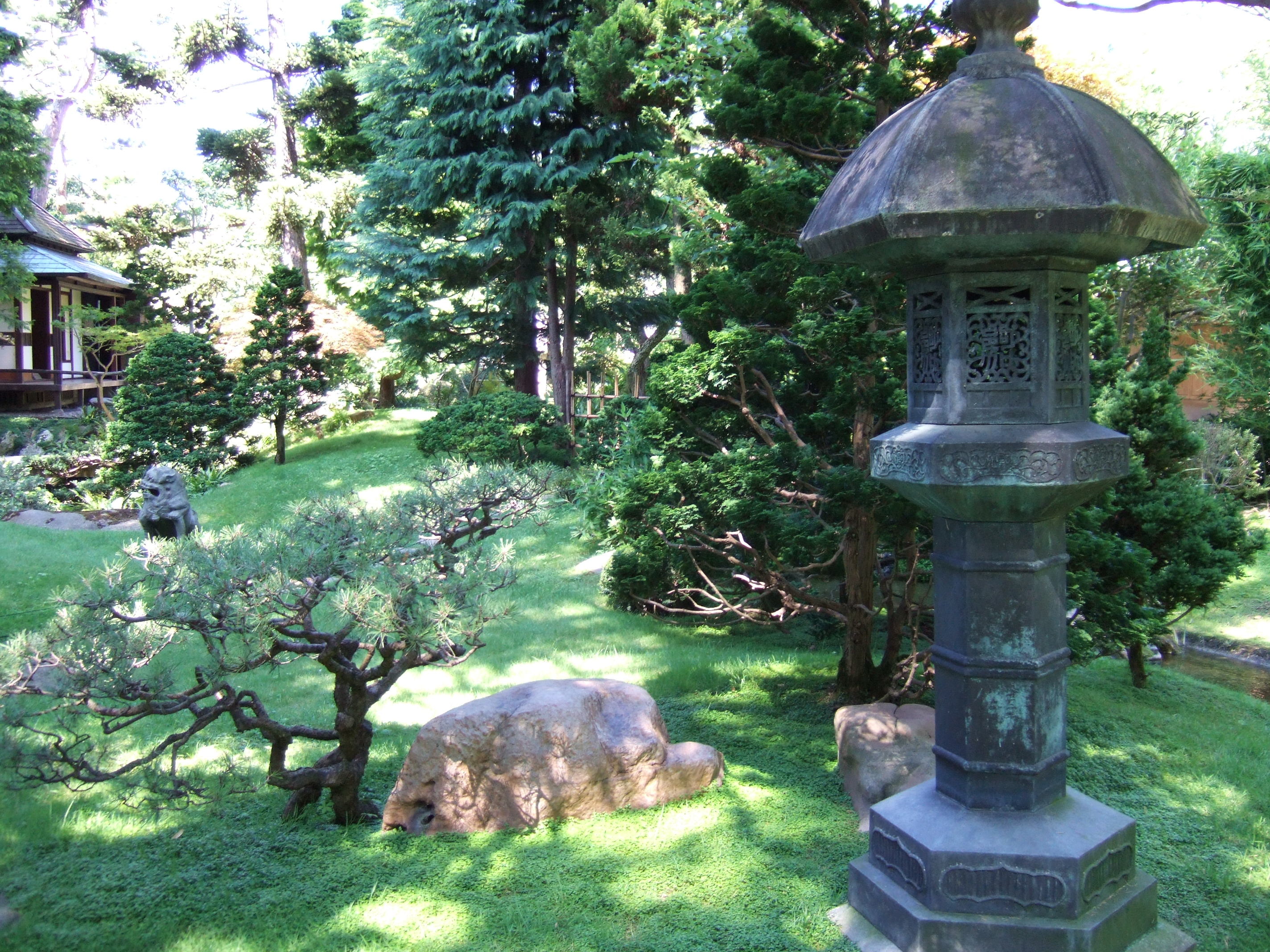
Jardin japonais du musée Albert-Kahn de Boulogne-Billancourt.
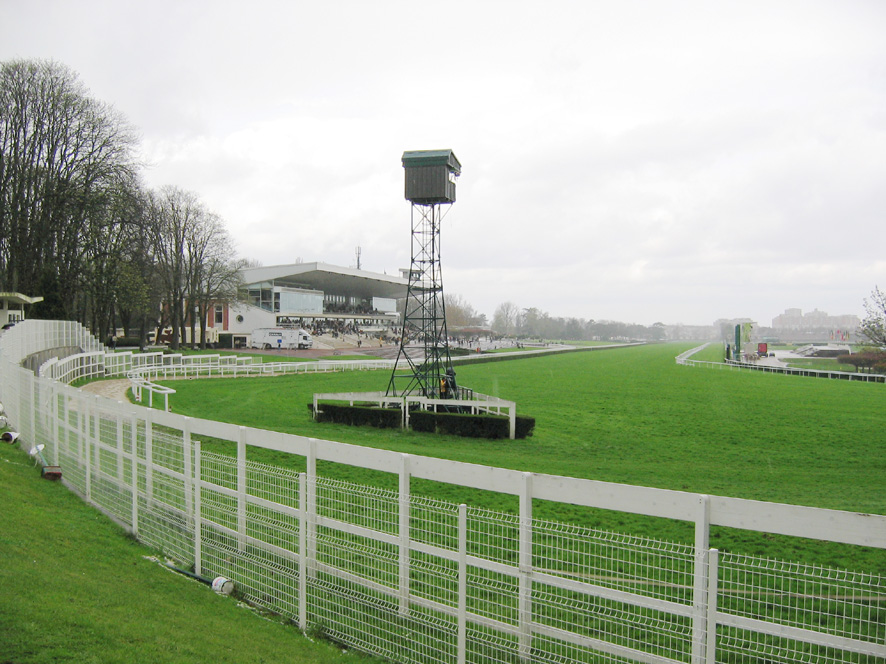
Hippodrome de Saint-Cloud.
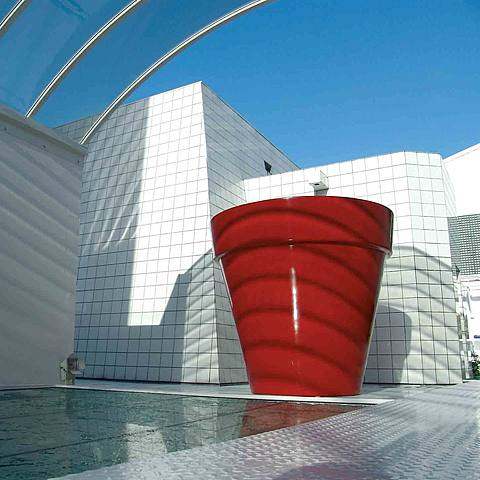
Mastaba 1 à La Garenne-Colombes.
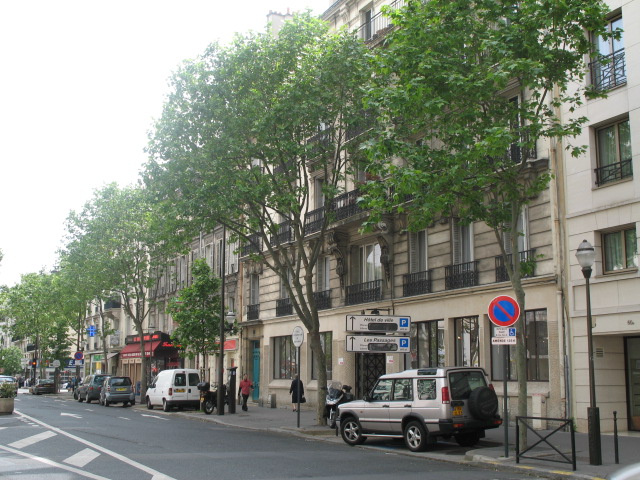
Boulogne-Billancourt, sous-préfecture des Hauts-de-Seine, ville la plus peuplée d'Île-de-France après Paris.
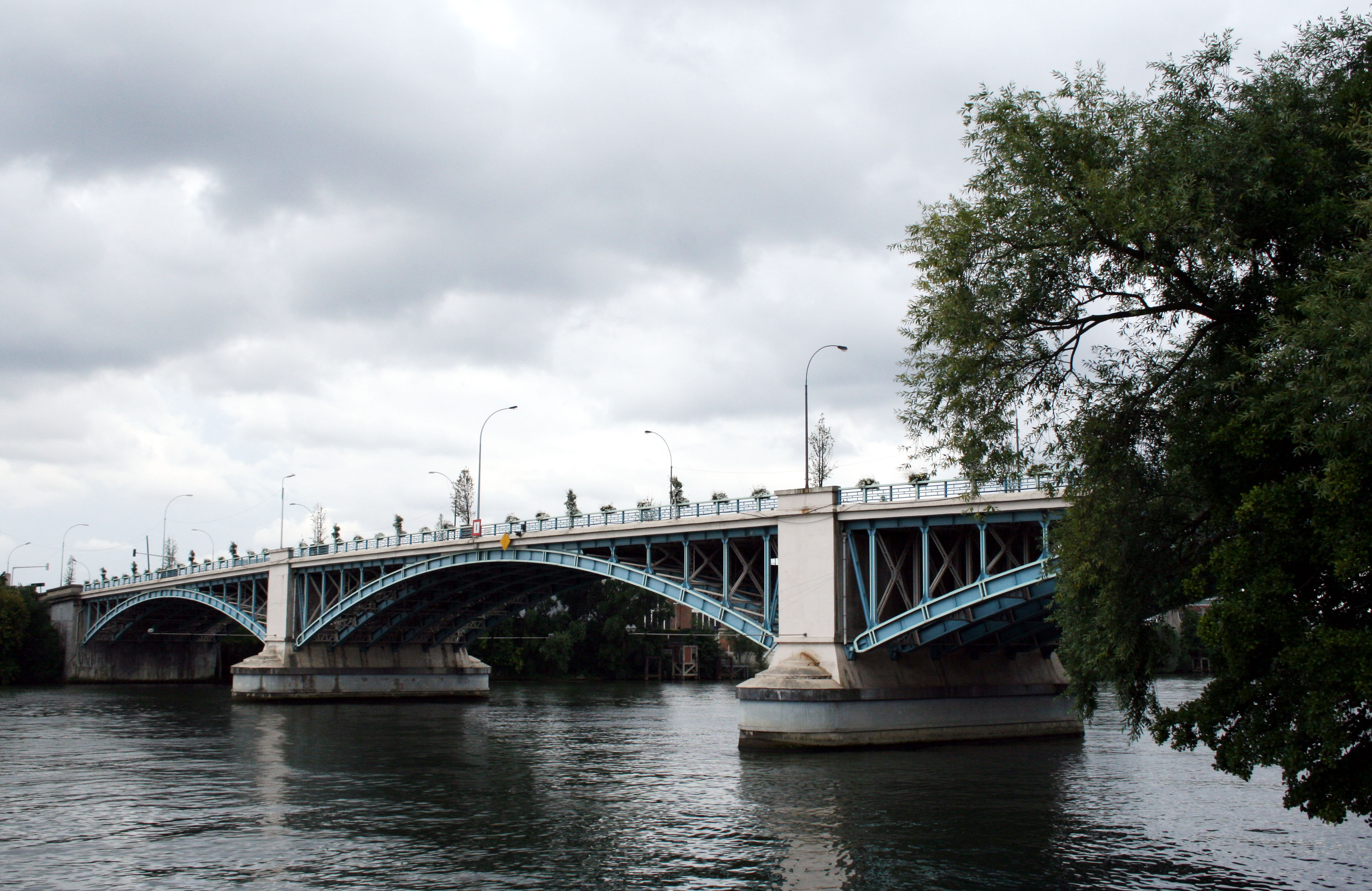
Le pont d'Argenteuil.